# Briançon
Cet article possède un paronyme, voir Brancion.
Pour les articles homonymes, voir Briançon (homonymie).
Briançon ([bʁijɑ̃sɔ̃]) est une commune française située dans le département des Hautes-Alpes (dont elle est la sous-préfecture) en région Provence-Alpes-Côte d'Azur, et historiquement rattachée au Dauphiné. C'est la ville-centre d'une petite agglomération de six communes, l'unité urbaine de Briançon. Le territoire dont Briançon est la ville principale est appelé « Briançonnais » ; il couvre le nord du département des Hautes-Alpes.
Briançon est considérée comme la plus haute ville de France ainsi que de l'Union européenne (1 326 m), elle ne l'est toutefois plus en Europe depuis que Davos, en Suisse, a également atteint la barre des 10 000 habitants.
Ses habitants, au nombre de 11 339 en 2019, sont appelés les Briançonnais.
Ses fortifications de Vauban (l'enceinte de la ville, les forts des Salettes, des Têtes, du Randouillet, l'ouvrage de la communication Y et le pont d'Asfeld) sont inscrites sur la liste du patrimoine mondial de l'UNESCO depuis le 7 juillet 2008 aux côtés des onze autres sites du Réseau des sites majeurs de Vauban,.

## Géographie

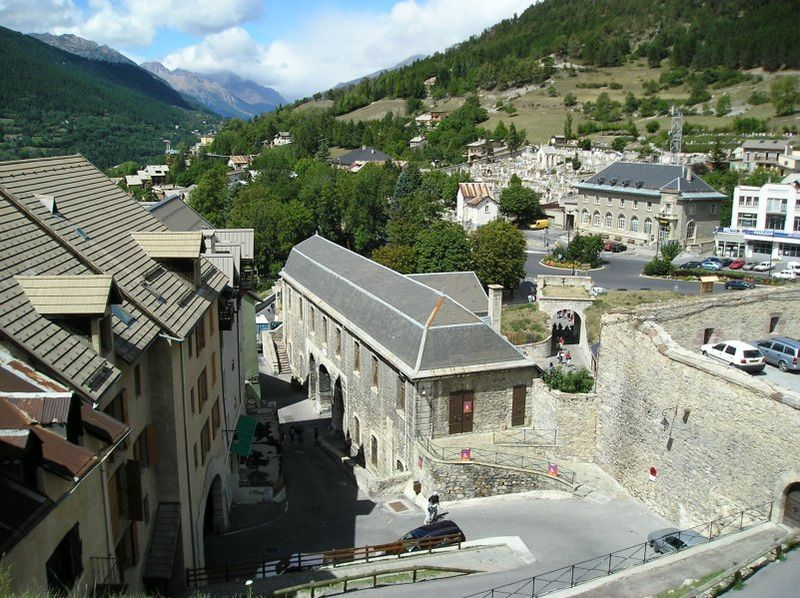
La porte de Pignerol et l'ancien colombier militaire vus depuis la citadelle de Briançon.
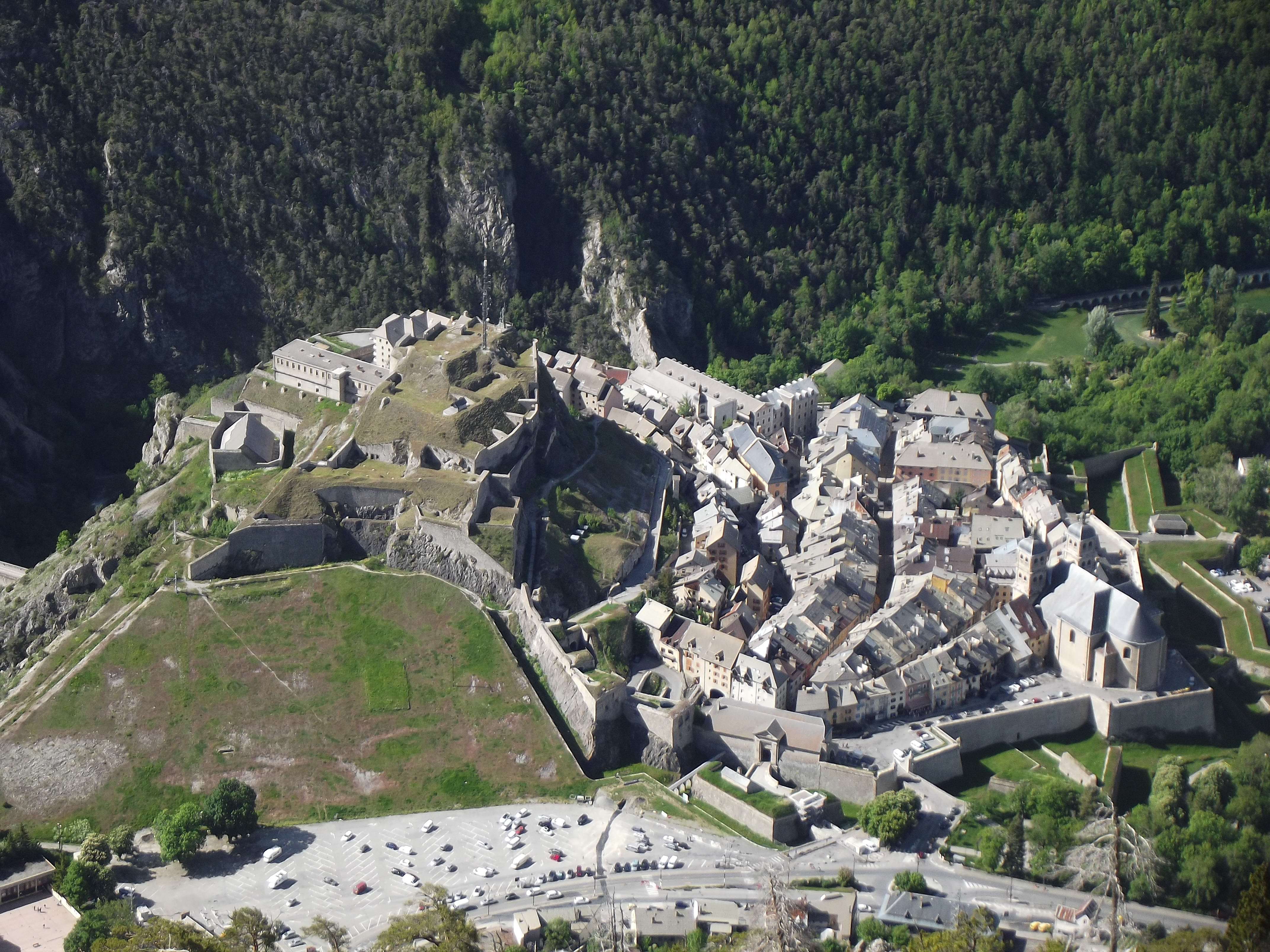
Place forte de Briançon.
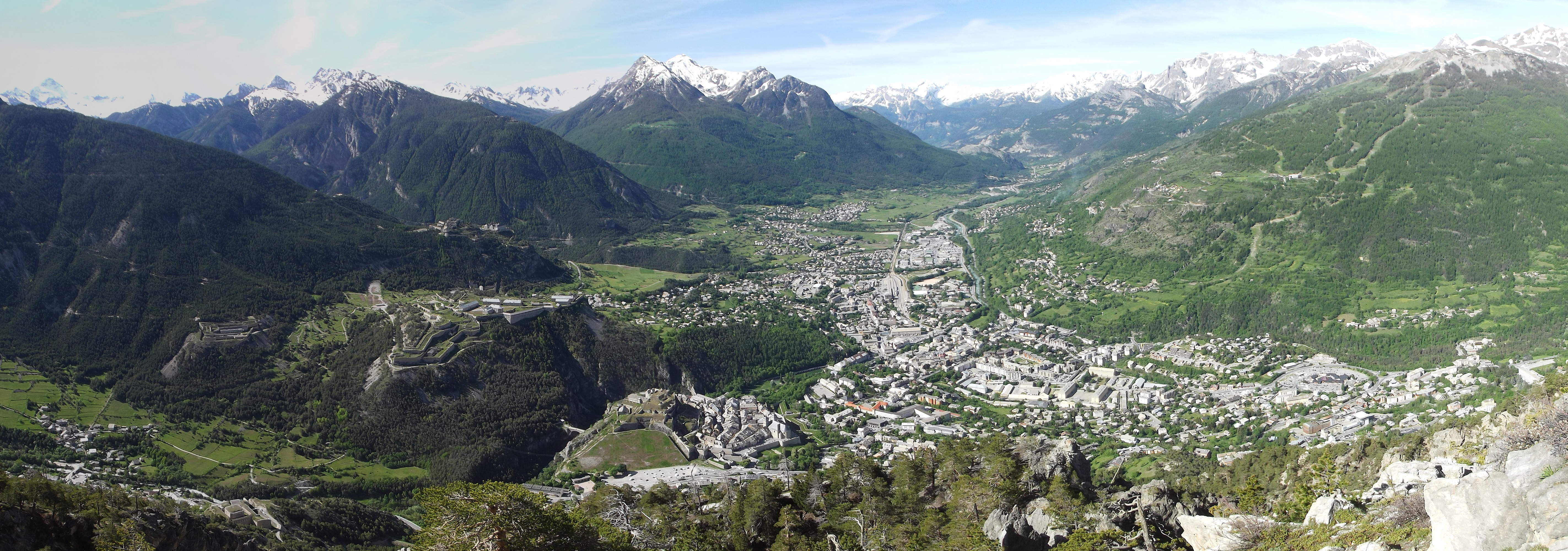
Briançon depuis la Croix de Toulouse : vue de la citadelle construite sur un verrou glaciaire de la vallée glaciaire de la Clarée, façonné par le modelé glaciaire.

### Localisation
Briançon est située à 15 km de la frontière italienne, à 33 km de Sestrières, à 32 km d'Oulx, (gare desservie par le TGV), à 46 km d'Embrun, à 84 km de Barcelonnette et de Saint-Jean-de-Maurienne, à 87 km de Pignerol, à 109 km de Turin et à 115 km de Grenoble. La ville est située au carrefour des bassins hydrographiques de cinq rivières ou torrents : Durance, Clarée, Guisane, Cerveyrette, Orceyrette.
Cette situation doit être appréciée à deux échelles différentes. Localement, l'habitude est de souligner la confluence entre la Durance et ses proches affluents d'inégale importance : Clarée en amont, Guisane sur le site même de la ville et Cerveyrette, immédiatement à l'aval. À une époque où le tourisme est devenu l'activité essentielle, la ville joue le rôle de centre régional pour le transit, l'animation commerciale et culturelle de ce district de la haute Durance. Mais plus essentiel apparaît son rôle de porte transalpine car elle est à la commande du passage de la chaîne des Alpes le plus facile du Léman à la côte méditerranéenne grâce au col de Montgenèvre (1 850 m) avec un double accès tant du côté français par le Lautaret au nord et la vallée de la Durance au sud que du côté italien vers Turin au nord-est et Pignerol au sud-est.
S'agissant du site, dont les particularités déterminent les conditions de l'urbanisation et ses contraintes, pour comprendre l'opposition entre la ville haute et la ville basse il faut faire référence aux temps des glaciations quaternaires. Le grand glacier descendant du col du Lautaret, très épais, a fortement creusé et élargi en forme d'auge la vallée de la Guisane puis de la Durance jusqu'à Sisteron : c'est dans son large fond qu'est le site de la ville basse. Son affluent, le glacier venant du col de Montgenèvre par transfluence même grossi de celui venant de la Clarée était beaucoup moins puissant et a donc creusé moins profondément sa vallée : c'est pourquoi la confluence des deux glaciers est marquée par un gradin de confluence (une sorte de marche d'escalier). D'autre part, ce petit glacier, juste avant de rejoindre le grand, a rencontré une barre de roche plus dure qu'il n'a pu complètement éroder et qui a été façonnée en verrou glaciaire : c'est sur cette bosse qu'est la ville haute,
Il convient par ailleurs de préciser que, d'un point de vue historique, la situation géopolitique de Briançon a varié du fait des modifications de la place de la frontière. Au XVIIe siècle, la frontière entre la France et les États du duc de Savoie qui regroupaient le Piémont et la Savoie (ils ne s'appelleront royaume de Piémont-Sardaigne qu'après le traité d'Utrecht en 1713) n'était pas au col du Montgenèvre. Le territoire de la France s'étirait, d'une part, du val Cluson (Chisone pour les Italiens) jusqu'à Pignerol au début de la plaine du Po. (C'est d'ailleurs dans cette cité, le plus loin possible du cœur du royaume, qu'aurait été enfermé le fameux masque de fer). Il incluait d'autre part la haute vallée de la Doire Ripaire à l'amont du pas de Suse. D'où une encore plus grande nécessité de contrôler les deux versants de la montagne.

#### Communes limitrophes
- dans le canton de Briançon-Nord :
Val-des-Prés ;
- dans le canton de Briançon-Sud :
Cervières, Puy-Saint-André, Puy-Saint-Pierre et Villar-Saint-Pancrace ;
- dans le canton du Monêtier-les-Bains :
Saint-Chaffrey

### Hydrographie
Briançon est située au carrefour des bassins hydrographiques de cinq rivières ou torrents : Durance, Clarée, Guisane, Cerveyrette, Orceyrette.

### Climat
Briançon bénéficie d'un climat continental humide (codé Dfb dans la classification de Köppen) qui s'apparente à un climat montagnard en raison de l'altitude, le tout avec une influence méditerranéenne.
De 1961 à 1990, Briançon est l'une des villes les plus ensoleillées de France (2 460 heures avec masque, supérieure à 2 500 heures en supprimant les masques montagneux) avec un ensoleillement de 300 jours par an (seuil : au moins deux heures de soleil par jour). La cité se caractérise également par une humidité très faible : moyenne inférieure à 40 % en journée. La ville comptabilise 88 jours/an de pluie (≥ 1 mm).
La douceur du climat local s'explique par la disposition particulière de la ville : l'orientation nord-sud de la vallée de la Durance, exceptionnelle dans les Alpes françaises, fait remonter l'air chaud de la Méditerranée jusqu'à Briançon, tandis que des chaînes de montagnes très élevées bloquent aussi bien les nuages venant de l'ouest que ceux qui s'élèvent le long de la vallée du Pô. Mais, c'est l'une des villes les plus froides de France à cause de son altitude (station à 1 324 m) avec 7,7 °C de température moyenne sur la période 1961-1990.
| Mois                                  | jan.       | fév.      | mars       | avril      | mai       | juin      | jui.      | août      | sep.      | oct.      | nov.       | déc.       | année      |
| ------------------------------------- | ---------- | --------- | ---------- | ---------- | --------- | --------- | --------- | --------- | --------- | --------- | ---------- | ---------- | ---------- |
| Température minimale moyenne (°C)     | −5,3       | −4,8      | −2,7       | 0,5        | 4,3       | 7,5       | 9,9       | 9,6       | 7,2       | 3,6       | −1,3       | −4         | 2,1        |
| Température moyenne (°C)              | −0,7       | 0,1       | 2,5        | 5,8        | 10,1      | 13,7      | 16,9      | 16,4      | 13,6      | 9,2       | 3,5        | 0,5        | 7,7        |
| Température maximale moyenne (°C)     | 4          | 4,9       | 7,7        | 11         | 15,7      | 20        | 24        | 23,3      | 19,9      | 14,8      | 8,2        | 5,1        | 13,3       |
| Record de froid (°C) date du record   | −17,9 1985 | −18 2012  | −18,4 1971 | −10,7 1970 | −5,7 1967 | −0,2 1989 | 1,2 1965  | 1,4 1986  | −4 1974   | −8,1 1974 | −14,1 2010 | −17,2 2010 | −18,4 1985 |
| Record de chaleur (°C) date du record | 17 1989    | 20,6 2012 | 21,7 2012  | 25 2011    | 29,4 2001 | 31,8 1968 | 34,3 1983 | 35,8 2012 | 30,2 1966 | 27,6 1997 | 22,8 1981  | 18,3 1994  | 35,8 2012  |
| Précipitations (mm)                   | 66,9       | 56,5      | 56         | 66,2       | 65,4      | 56,3      | 38,7      | 53,7      | 57,8      | 74,1      | 76         | 67,8       | 735        |

| Mois                                  | jan.             | fév.             | mars             | avril            | mai             | juin            | jui.            | août           | sep.            | oct.            | nov.             | déc.             | année      |
| ------------------------------------- | ---------------- | ---------------- | ---------------- | ---------------- | --------------- | --------------- | --------------- | -------------- | --------------- | --------------- | ---------------- | ---------------- | ---------- |
| Température minimale moyenne (°C)     | −4,8             | −4,7             | −1,7             | 0,9              | 5,2             | 8,1             | 10,5            | 10,4           | 7,2             | 3,7             | −1               | −3,6             | 2,6        |
| Température moyenne (°C)              | 0,1              | 0,6              | 4                | 6,2              | 11              | 14,8            | 17,7            | 17,5           | 13,5            | 9               | 3,8              | 1                | 8,3        |
| Température maximale moyenne (°C)     | 5                | 5,9              | 9,8              | 11,6             | 16,9            | 21,4            | 24,8            | 24,6           | 19,8            | 14,4            | 8,6              | 5,5              | 14,1       |
| Record de froid (°C) date du record   | −17,9 07.01.1985 | −17,4 10.02.1986 | −18,4 06.03.1971 | −10,7 06.04.1970 | −5,7 04.05.1967 | −0,2 06.06.1989 | 2,4 02.07.1975  | 1,4 30.08.1986 | −4 30.09.1974   | −8,1 31.10.1974 | −12,5 21.11.1971 | −16,9 30.12.1968 | −18,4 1971 |
| Record de chaleur (°C) date du record | 17 08.01.1989    | 17,2 14.02.1998  | 21,4 18.03.1993  | 22,9 30.04.05    | 29,4 29.05.01   | 31,8 30.06.1968 | 34,3 30.07.1983 | 33,3 05.08.03  | 30,2 08.09.1966 | 27,6 01.10.1997 | 22,8 02.11.1981  | 18,3 13.12.1994  | 34,3 1983  |
| Ensoleillement (h)                    | 149,7            | 164,8            | 207,4            | 180,9            | 207,6           | 232,7           | 253,7           | 230,1          | 192,2           | 156,6           | 130,8            | 126,2            | 2 232,6    |
| Précipitations (mm)                   | 58,5             | 39,3             | 46,8             | 71,3             | 67,3            | 68,9            | 51,5            | 54,4           | 72              | 99              | 69,9             | 60,2             | 759,1      |

## Urbanisme

### Typologie
Au 1er janvier 2024, Briançon est catégorisée centre urbain intermédiaire, selon la nouvelle grille communale de densité à 7 niveaux définie par l'Insee en 2022.
Elle appartient à l'unité urbaine de Briançon, une agglomération intra-départementale dont elle est ville-centre,. Par ailleurs la commune fait partie de l'aire d'attraction de Briançon, dont elle est la commune-centre,. Cette aire, qui regroupe 15 communes, est catégorisée dans les aires de moins de 50 000 habitants,.

### Occupation des sols

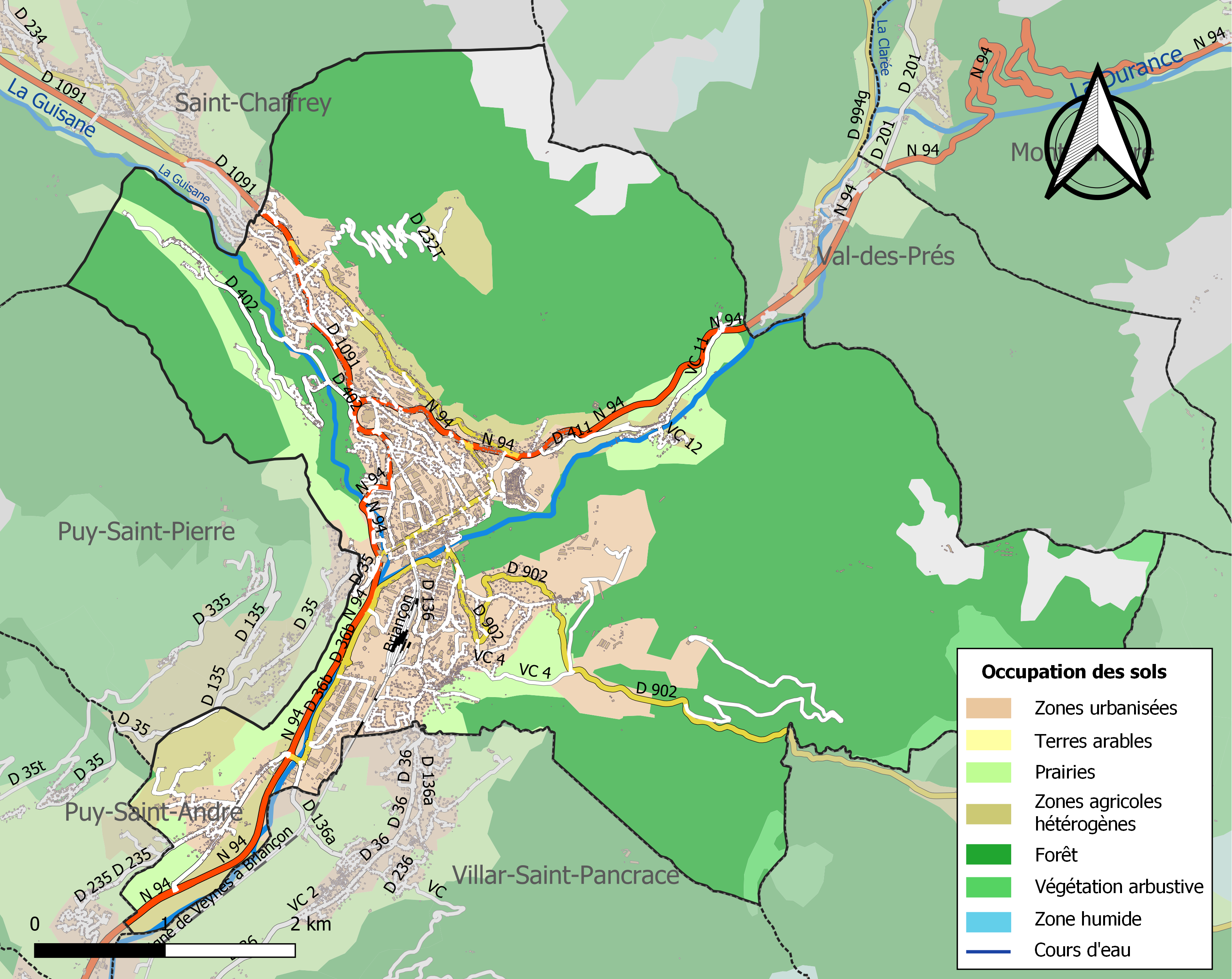
Carte des infrastructures et de l'occupation des sols de la commune en 2018 (CLC).

Le tableau ci-dessous présente l'occupation des sols de la commune en 2018, telle qu'elle ressort de la base de données européenne d'occupation biophysique des sols Corine Land Cover (CLC).
| Type d'occupation                                                                   | Pourcentage | Superficie (en hectares) |
| ----------------------------------------------------------------------------------- | ----------- | ------------------------ |
| Tissu urbain discontinu                                                             | 16,7 %      | 471                      |
| Équipements sportifs et de loisirs                                                  | 1,7 %       | 47                       |
| Prairies et autres surfaces toujours en herbe                                       | 6,9 %       | 194                      |
| Systèmes culturaux et parcellaires complexes                                        | 3,4 %       | 95                       |
| Surfaces essentiellement agricoles interrompues par des espaces naturels importants | 2,3 %       | 64                       |
| Forêts de conifères                                                                 | 62,5 %      | 1 767                    |
| Pelouses et pâturages naturels                                                      | 1,3 %       | 37                       |
| Forêt et végétation arbustive en mutation                                           | 1,1 %       | 31                       |
| Roches nues                                                                         | 4,3 %       | 122                      |
| Source : Corine Land Cover                                                          |             |                          |

### Voies de communications et transports

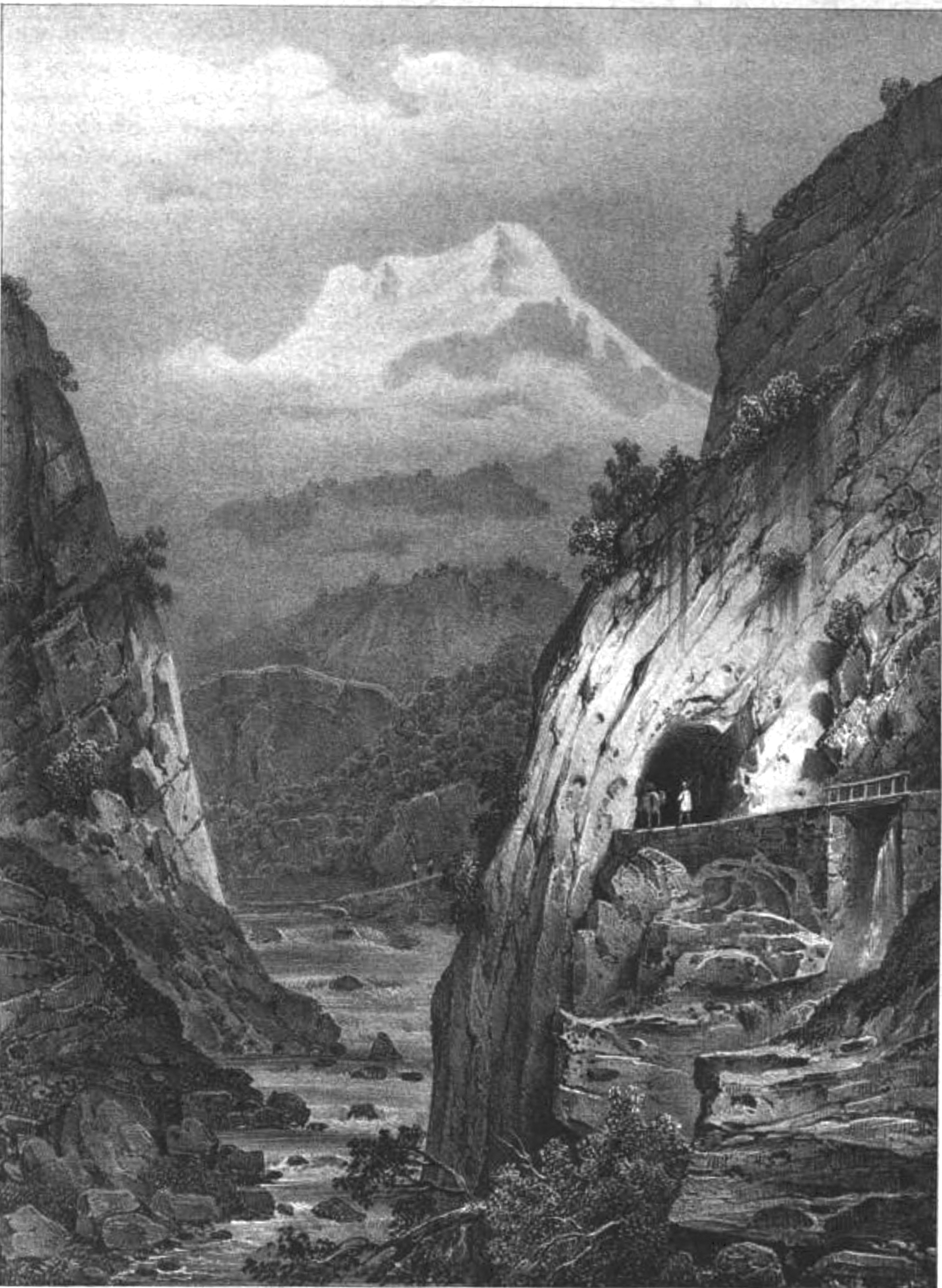
Route de Briançon, depuis Bourg d'Oisans, au XIXe siècle, par Victor Cassien (1808-1893).

Par la route, Briançon est desservie par la RN 94 en provenance de Gap et en direction de l'Italie via le col de Montgenèvre (1 854 m), et par la RD 1091 (ex-RN 91) en provenance de Grenoble via le col du Lautaret (2 058 m). La ville se situe également sur l'axe historique des grands cols des Alpes (les cols du Galibier et d'Izoard sont tout proches de la cité), axe routier qui relie Nice au lac Léman.
Par voie ferrée, la gare de Briançon est le terminus de la ligne en provenance de Marseille-Saint-Charles et de Valence. En train, Briançon est reliée à Paris via Valence ou Grenoble ; il est aussi possible de prendre un itinéraire TGV Paris Briançon via Oulx (Italie), qui comporte un trajet Oulx-Briançon effectué en navette. Il existe un train de nuit Paris-Briançon. Certains trajets en train sont complétés par des lignes de bus régulières qui relient Briançon à Grenoble, Lyon, Marseille, ainsi que Turin et Milan via Oulx. Projeté dès la seconde partie du XIXe siècle, et périodiquement ressorti des cartons, un tunnel ferroviaire sous le col de Montgenèvre permettrait de poursuivre la ligne vers l'Italie (Oulx) et ainsi mettre en liaison directe Marseille et Turin,.

## Toponymie
Le nom de la localité est attesté sous les formes Brigantion au Ier siècle avant J.-C. (Strabon) ; Brigantium (vases appolinaires) ; Brigantione au IVe siècle après J.-C. (table de Peutinger).
Il s'agit de la fixation du nom commun celtique (gaulois) brigantion « éminence » dans la toponymie, mot dérivé de brigant- « éminent, élevé ». En toponymie, il a le sens d'« éminence, lieu élevé ». Le radical brigant- repose lui-même sur la racine celtique brig- « colline, mont ». Albert Dauzat a cru reconnaître un suffixe ligure -ant[i]-, à tort semble-t-il, car c'est une langue dont on ne sait pas grand chose, alors que la racine celtique brigant- est bien identifiée par ailleurs. En effet des équivalents en celtique insulaire l'attestent : le vieux gallois breehin « roi », cornique brentyn « noble » et vieux breton brientin « personne de rang élevé » qui remontent tous à brigantīnos. En outre, il existe une déesse gauloise Brigantia, identique à l'hydronyme qui explique de nombreux noms de rivières de France, de Grande-Bretagne ou de Suisse. Même radical également dans le nom de la sainte irlandaise Birgit, sous une forme un peu différente puisqu'il continue *brigentī « l'Eminente », nom de déesse païenne à l'origine.
Homonymie avec de nombreux Briançon de type franco-provençal, de langue d'oîl ou occitan ; Brégançon (Var) ; Briantes (Indre) ; Bregenz (Autriche), etc.
Au Moyen Âge en ancien occitan, le nom de la commune était Briganson et devient ensuite Brianson par amuïssement de [g], caractéristique des dialectes alpins nord-occitan, franco-provençal et du français. En effet, la région de Briançon, bien que longtemps liée au Dauphiné, est de langue occitane dans sa variante dialectale alpine (dite aussi gavotte). Le nom de la ville est dans cette langue Briançon.

## Histoire
Une prospection systématique réalisée en 1994, par le Service régional d'archéologie (S.R.A.), n'a pas permis d'identifier sur le territoire communal de sites antérieur à l'âge du bronze. « Il faut attendre le deuxième âge du fer pour voir apparaître quelques indices d'occupation", notamment dans le quartier de la gare.

### Antiquité

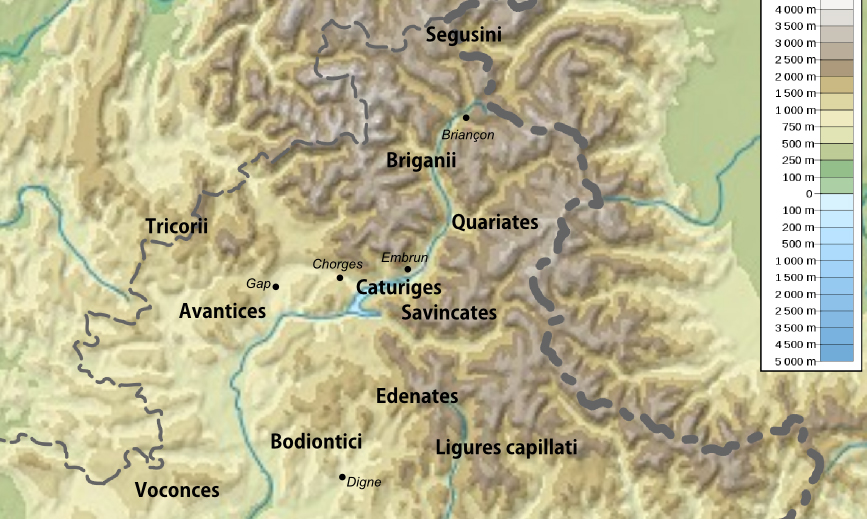
Carte des peuples gaulois des Alpes du Sud.

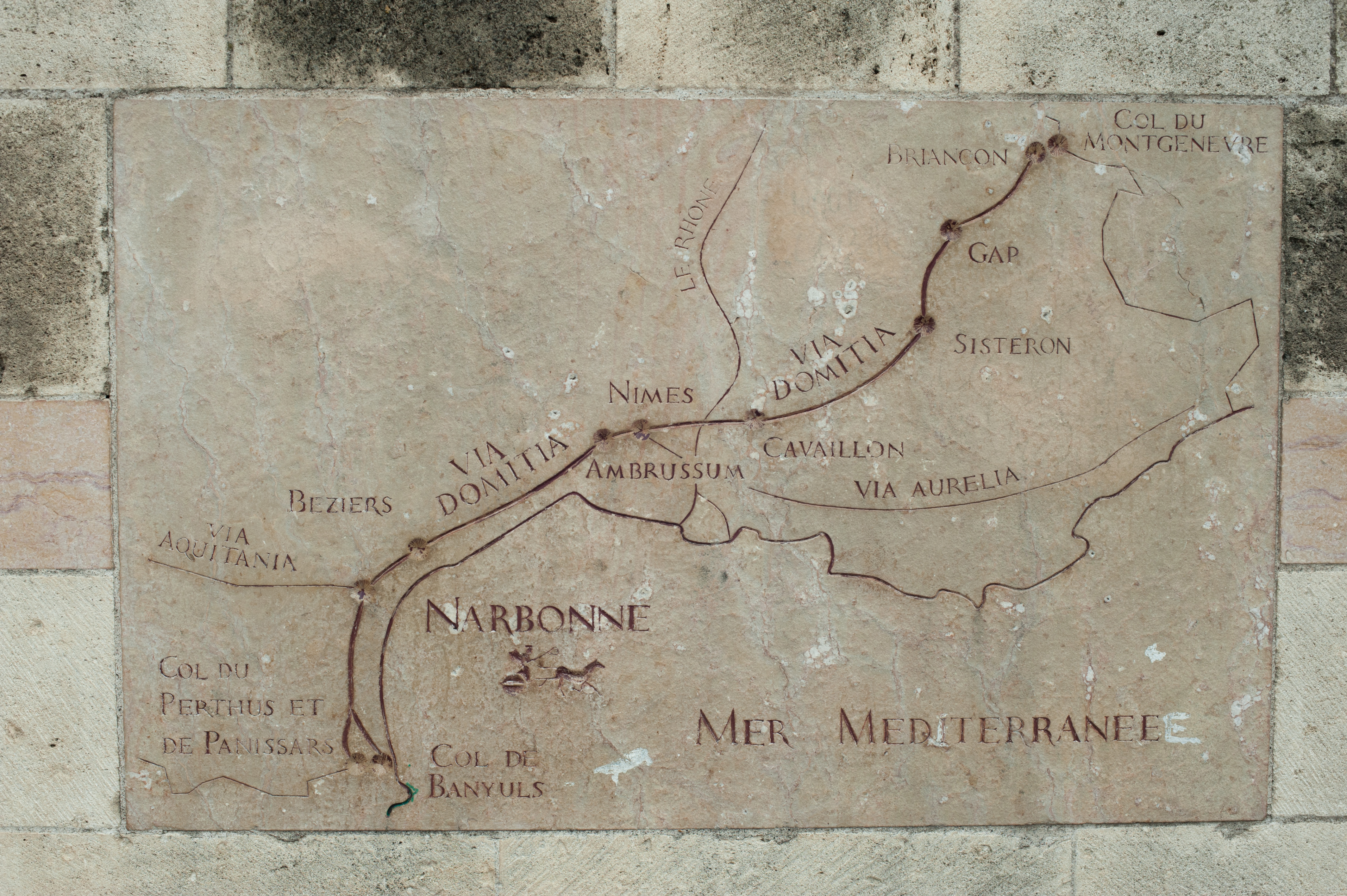
Briançon est sur le tracé antique de la Via Domitia, ici sur une plaque moderne placée à Narbonne, également sur cette voie romaine.

L'existence de Briançon est rapportée au début du Ier siècle par Strabon sous le nom de Brigantion sur la route qui conduit de Gaule en Italie. Cette route, dite « voie contienne », prolonge la voie construite par Cn. Domitius Ahenobarbus entre Narbonne et le Rhône. Cottius, fils de Donnus, roi de Suse, qui avait aidé les Romains dans la conquête des Alpes, avait reçu le commandement des peuples occupant les deux versants des Alpes, avec le titre de « praefectus civitatium ». À l'époque de Pline, la ville appartient au royaume vassal mais indépendant de Cottius II, son petit-fils, ce qui explique qu'il ne la nomme pas dans le livre III de son Histoire Naturelle. En revanche, dans l'inscription du Trophée de la Turbie qu'il reproduit, les Brigiani sont nommés parmi les peuples soumis (gentes devictae) par l'empereur Auguste au côté des Caturiges (Pline, Hist. Nat. III, 137). On suppose que Brigantio était leur capitale. Brigantium/Brigantia est également présent sur les gobelets de Vicarello. Elle est appelée castellum Virgantiam par Ammien Marcellin (seconde moitié du IVe siècle). Trois bas-reliefs et inscriptions funéraires réemployés au-dessus de la porte d'entrée du château ont été transportés au Musée départemental des Hautes-Alpes, à Gap.
La position et l'extension de la ville romaine sont discutées. Bien qu'il n'y ait eu que peu de fouilles archéologiques et que peu de vestiges aient été conservés, il semble qu'elle ait été située dans l'ensellement qui sépare le bas du massif de la Croix de Toulouse et la butte du château, au nord-ouest de la ville actuelle, le long de la route conduisant au Montgenèvre. Ont été découverts en 1900, les vestiges d'un établissement de bains et, plus récemment, ceux d'autres constructions et d'une nécropole. L'hypothèse de l'existence d'un amphithéâtre a été infirmée par les fouilles préventives.

### Moyen Âge

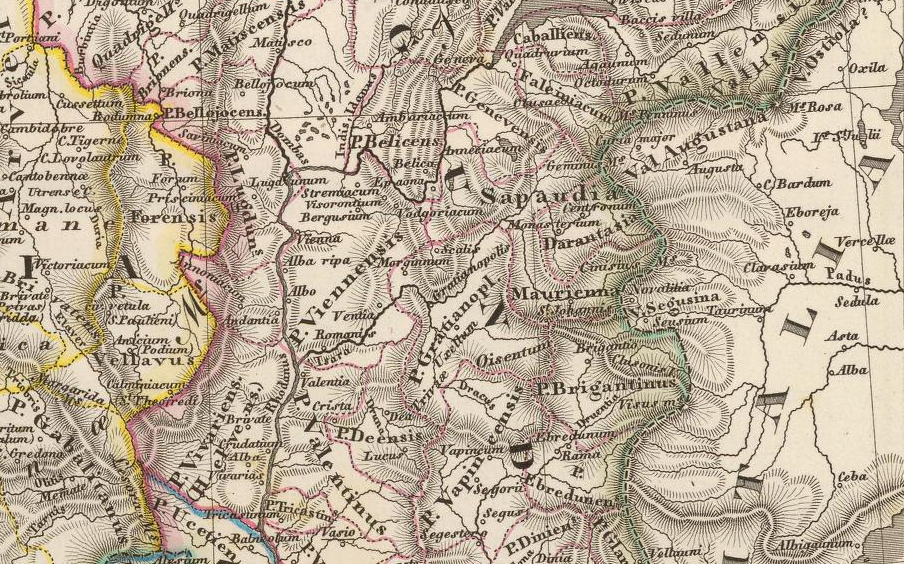
Pagi sous l'époque carolingienne. On retrouve sur cette carte Brigantio (Briançon) et le pagus Brigantinus.

Après les invasions barbares du IVe au IXe siècle, la ville romaine Brigantium se replie sous la protection du piton fortifié qui domine l'étroite vallée de la Durance ; il semble que ce soit un castellum. Faisant partie de la Francie médiane (traité de Verdun), elle passe ensuite dans le Saint-Empire romain germanique. Elle est donnée aux comtes d'Albon en 1040 (futurs Dauphins de Viennois), elle occupe alors la moitié nord de son assise actuelle et un quartier, aujourd'hui disparu, situé sur l'emplacement du Champ-de-Mars.
L'existence, à Briançon, d'un château et châtelains, prénommés Martin et Bernard, qui agissent sous l'autorité des comtes d'Albon, est attestée par une donation de Guigues Ier d'Albon à la Prévôté de Saint Laurent d'Oulx qui fut établie à la fin de l'année 1073 ou au début de l'année 1074. Ce château comporte une fonction résidentielle.
En 1228, elle est appelée burgus, ce qui dénote une certaine importance de la ville haute, créée comme ville nouvelle (plan régulier, cadastre persistant) dans le premier quart du XIIIe siècle,. Des franchises sont accordées à Briançon en 1244 afin d'attirer de nouveaux habitants. Tandis que le bourg se développe, les institutions communales s'étoffent ; un règlement de police municipale est donné par le Dauphin Humbert Ier en 1287 ; en 1292, le syndic et les procureurs négocient la cession perpétuelle de la perception des dîmes avec le prévôt d'Oulx et le Dauphin. Par la suite, plusieurs chartes de franchise issues des Dauphins réaffirmeront ces droits.
La ville, quoique dominée par un château depuis au moins le XIe siècle, n'éprouve pas le besoin de se doter de remparts avant la seconde moitié du XIVe siècle. Les comtes d'Albon et Dauphins de Viennois logent souvent à Briançon. En 1339, leur résidence, située au sommet du piton rocheux, est composé d'une grande tour au centre de sa basse-cour, d'une chapelle dédiée à saint Étienne, de plusieurs corps de logis et des bâtiments de service, le tout entouré d'une enceinte qui lui est propre. L'accès se fait par un chemin, abrité par un mur crénelé, qui monte depuis la route du Montgenèvre. Les hameaux de Briançon, dans les environs, existent déjà depuis longtemps.
Alors qu'elle n'est pas encore rattachée à la France mais dépend du Dauphiné, Briançon se distingue en obtenant en mai 1343 du Dauphin Humbert II de Viennois une sorte d'indépendance, avec des prérogatives particulières : exemption de redevances, liberté de la personne et des biens, privilèges économiques, liberté de réunion, élections de représentants contre un don de 12 000 florins et une rente perpétuelle. Les citadins bénéficient du statut de franc-bourgeois ; bien que non-nobles, ils sont libres de toutes contraintes. Un symbole : le four banal ne relève pas du régime seigneurial mais devient communal. L'original du texte de 1343 est conservé en mairie ; c'est un parchemin de 1,60 m par 50 cm. Lorsque le Dauphiné a été rattaché à la France, les rois ont reconnu par lettres patentes ce statut qui n'a pris fin qu'à la Révolution, le 4 août 1789.

Les habitants de la ville n'ont pas été les seuls à bénéficier de cette situation privilégiée car les négociations ont concerné plusieurs vallées dont l'ensemble formait la République des Escartons : Briançon et ses 11 communautés avaient négocié avec trois autres groupes de communautés : le Queyras, Casteldelfino et Oulx, ces deux dernières sur le versant italien, dont la vallée supérieure de la Doire Ripaire à l'amont de Suse. 

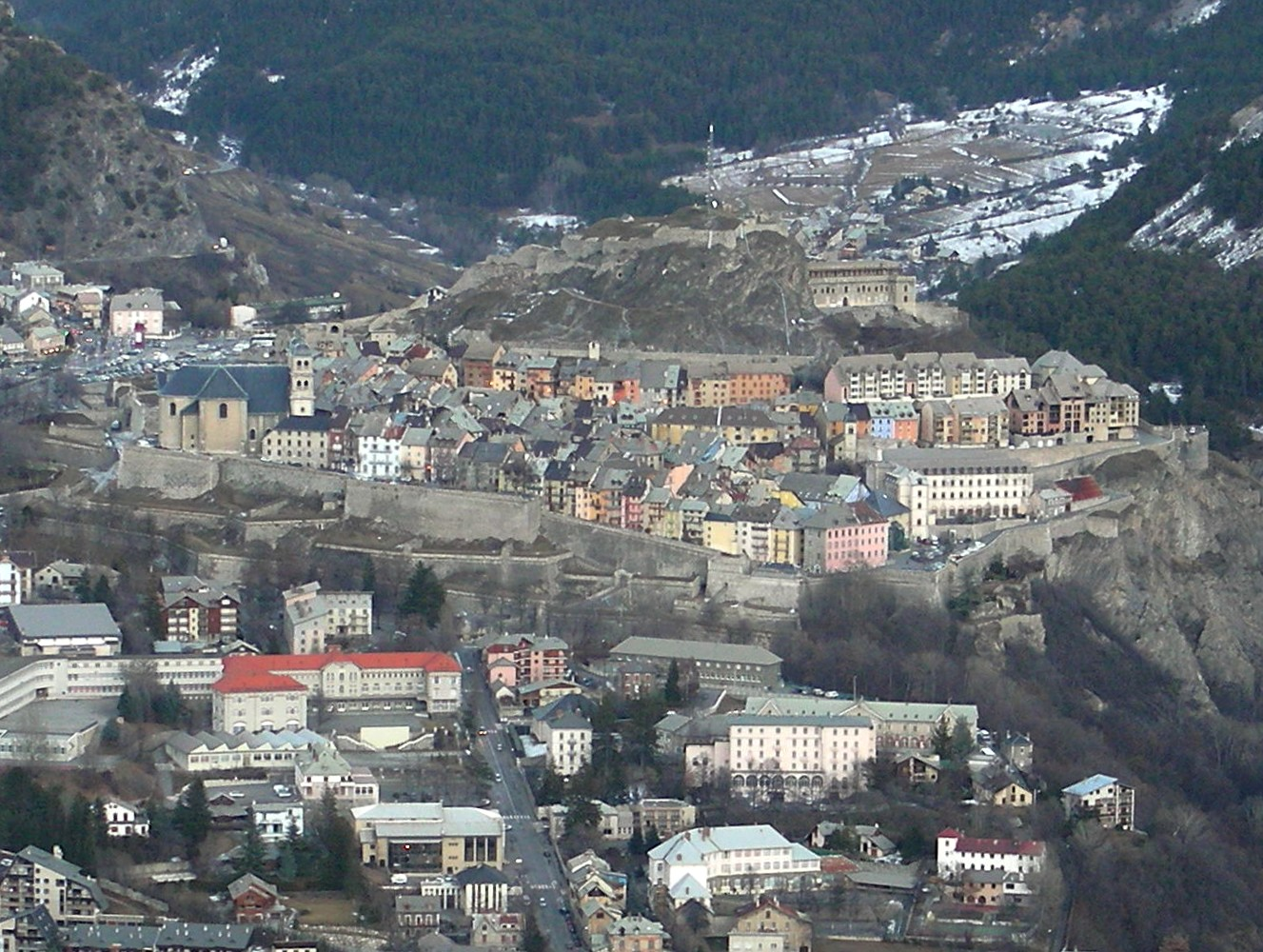
Dans l'enceinte fortifiée, la cité Vauban, issue de la ville ancienne.

Vers 1344-1345, le bourg de Briançon comporte un mur d'enceinte percé de trois portes (porta Superior, porta Meana et porta Inferior) ; à l'intérieur, se trouvent quatre quartiers et, entre autres éléments, la maison delphinale, le four, un beffroi d'alarme, la halle du marché, la maison des banquiers lombards et trois fontaines. Le grand Béal, le canal qui coule au milieu de la Grand-rue, alimente les fontaines et sert à la lutte contre les incendies, est construit en 1345.
Briançon est rattachée au royaume de France en 1349 avec le reste du Dauphiné, par le traité de Romans, passé entre le dernier dauphin de Viennois, Humbert II, et le roi de France Philippe VI.
En 1370, l'enceinte de la ville, qui n'était formée que par les maisons particulières, est renforcée : on bouche les ouvertures des maisons se trouvant au rez-de-chaussée, on colmate les rues et les interstices entre les maisons, on creuse des douves, et des tours sont construites, adossées aux maisons,. Prospère, la ville forme une communauté formalisée avec les hameaux alentour (rassemblés sous le terme de « tierce »), le 4 mars 1382.
L'ordre des Franciscains construit son couvent (des Cordeliers) entre 1388 et 1391, afin de lutter contre le valdéisme et ré-évangéliser le peuple. Ce couvent est situé dans l'enceinte de la ville.
En 1420-1421, le bourg occupe toute la surface de la ville fortifiée et des faubourgs se créent aux portes de celle-ci.

### Renaissance
L'essor de la ville, symbolisé par l'érection d'un beffroi (avant 1539), est considérablement ralenti par les guerres d'Italie et les guerres de Religion. À cette époque, le bourg principal correspond déjà à la vieille ville actuelle, et il s'adjoint deux petits faubourgs, l'un près de la Porte Méane, au bas de la ville, l'autre près de la porte supérieure : le Chastelet ; ces deux faubourgs seront rasés à fin du XVIe siècle pour laisser place à des fortifications.
Lors des guerres de Religion, Briançon repousse un premier siège de Lesdiguières en 1580. Plus tard, après l'assassinat de son capitaine Jean Louis Borel, la ville se rend à Lesdiguières le 6 août 1590.

### Temps modernes

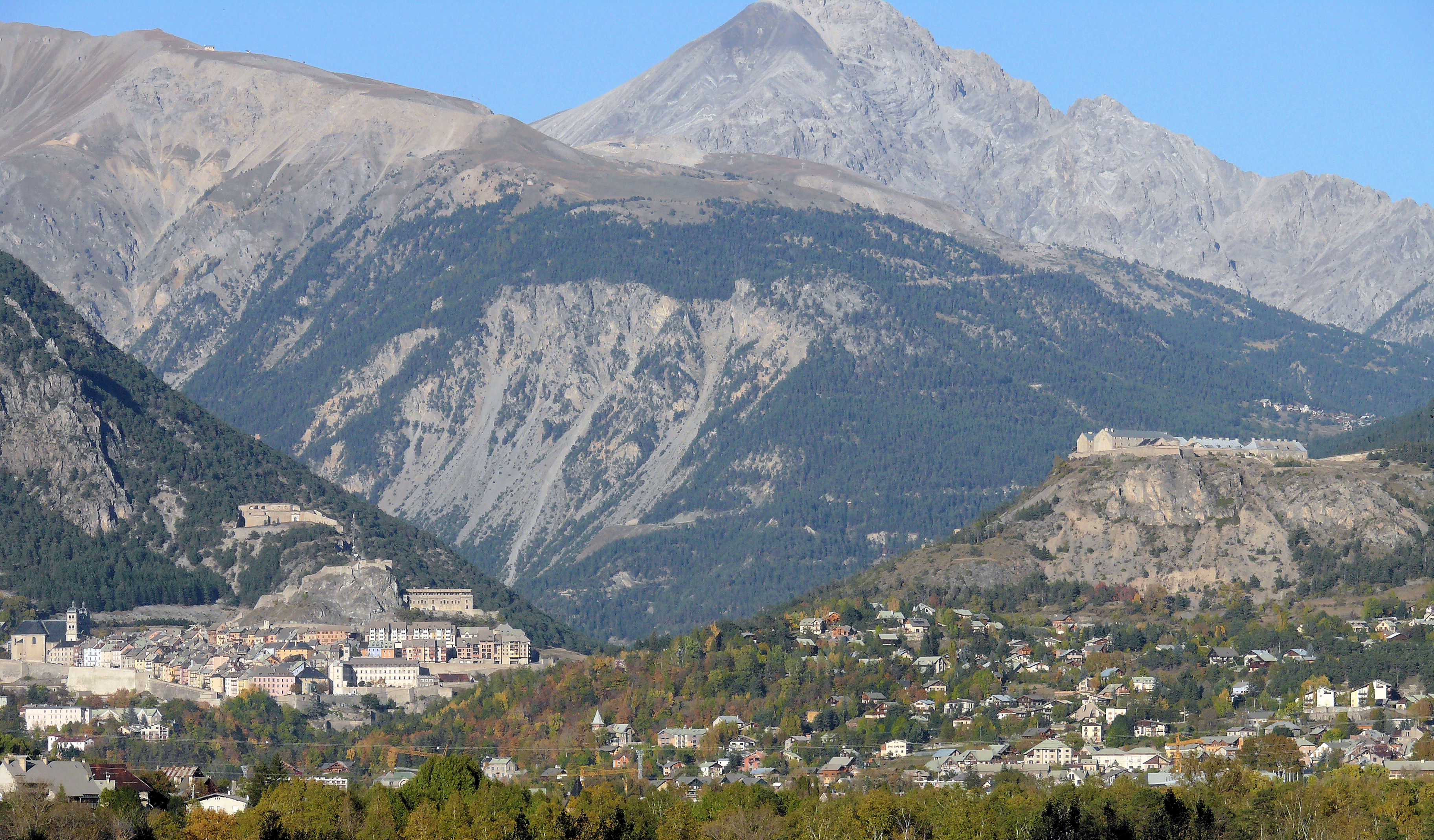
Vue générale du site avec la ville Haute, le fort du château, le fort des Salettes et le fort des Têtes

Les dominicains s'installent en ville en 1624. En 1632, la cité encourage l'installation des ursulines avec pour objectif de faciliter l'éducation des jeunes filles.
En 1624, un incendie survient en plein hiver, alors que l'eau du Béal est gelée ; il dure cinq jours et détruit 80 % de la ville. Par ailleurs, malgré les franchises accordées aux Escartons, la gabelle est instaurée depuis 1674. À cette époque, grâce à la politique de la ville qui finance deux maîtres d'école à l'année, plus de 85 % des hommes sont alphabétisés. Le 26 janvier 1692, un autre incendie est encore plus destructeur, à cause des grands approvisionnements qui avaient été stockés en ville par l'armée : seuls quelques maisons, le couvent des cordeliers, le grenier à sel et l'hôtel du vibailli subsistent,; il faudra une dizaine de jours avant que quiconque puisse accéder aux ruines.
En raison de sa situation proche de la frontière avec le duché de Savoie, Briançon devient une ville militaire. En 1689-1690, durant le règne du roi Louis XIV, une nouvelle enceinte est construite par Hue de Langrune. Cette même année, le ralliement du duché de Savoie renforce la ligue d'Augsbourg. Durant l'été 1692, le duc Victor-Amédée II de Savoie dirige une campagne en Dauphiné méridional, prouvant que les montagnes ne font pas barrage. Après avoir pris et pillé Embrun (16 août), il ravage les environs, mais malade, il ne s'attaque pas à Briançon. L'ingénieur militaire français Vauban rédige un projet d'améliorations des fortifications la même année,,.

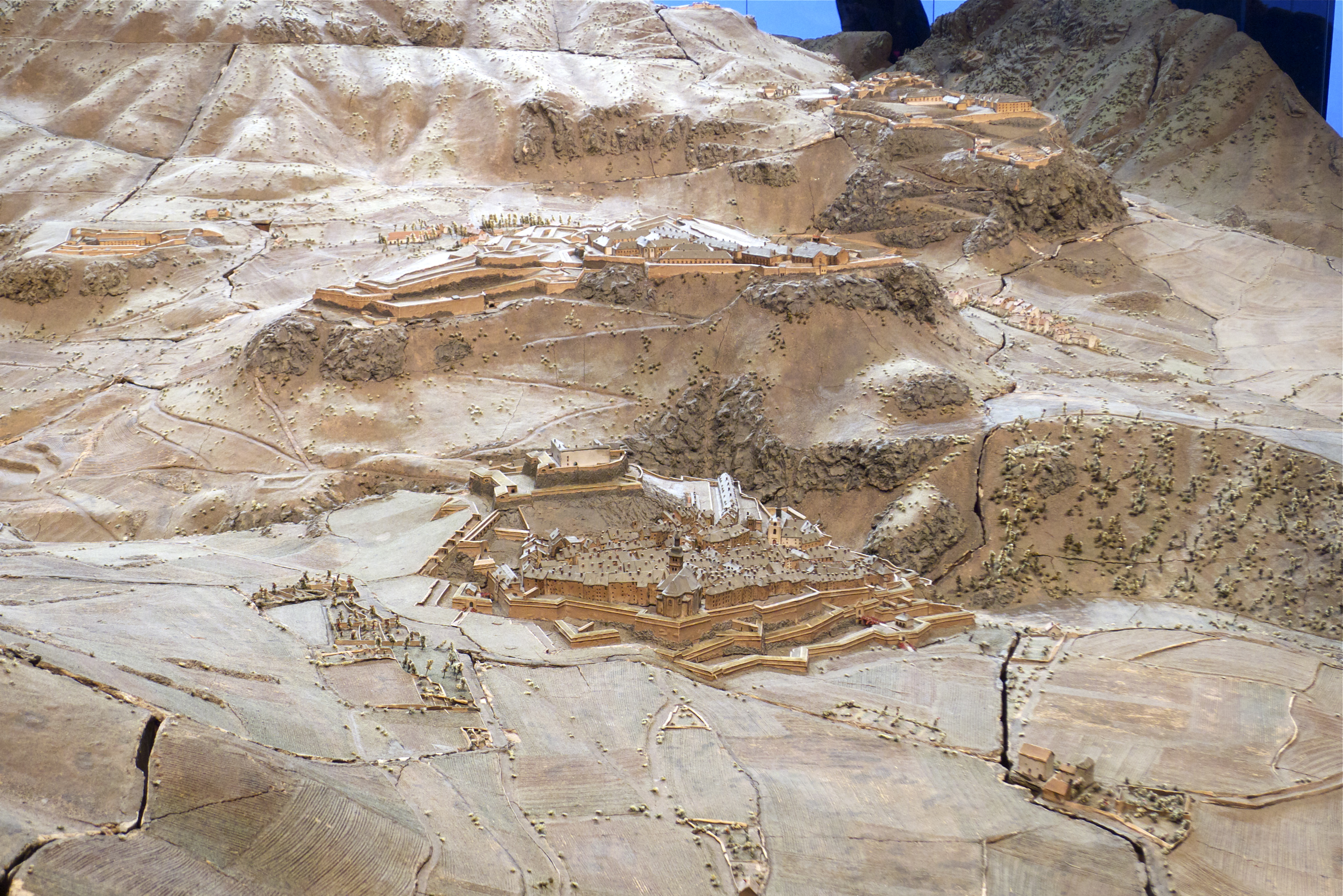
Fortifications de Briançon en 1736. Plan-relief construit de 1733 à 1736 sous la direction de Colliquet et Nicolas de Nézot (1699-1768), conservé au Musée des Plans-reliefs à Paris.

Vauban est à nouveau en tournée en 1700 sur la frontière des Alpes pour améliorer les systèmes défensifs, et, en collaboration avec les meilleurs ingénieurs militaires et les plus grands généraux, il fait renforcer et améliorer les fortifications de la ville et enclenche la construction d'une ceinture de forts autour d'elle pour la défendre, exploitant le relief des montagnes pour occuper les points-clefs permettant d'en surveiller les accès. Il dote également Briançon de casernes, apaisant ainsi les craintes de la population provoquées par les passages dévastateurs des gens d'armes. En 1713, le traité d'Utrecht rapproche la frontière au col du Montgenèvre, qui est de plus lourdement taxé par le duc de Savoie. Le commerce est détourné durablement de la ville.
La ville étant devenue une ville frontière, le marquis d'Asfeld construit une ceinture de forts de 1721 à 1734, reliés entre eux notamment par le pont d'Asfeld : fort des Trois Têtes, fort du Randouillet, fort Dauphin, fort d'Anjou, redoute du Point du Jour et communication Y.
Malte-Brun affirme qu'avant la Révolution française, on pouvait encore lire, au-dessus d'une des portes vestiges de l'enceinte romaine, l'inscription suivante : « CORNELLÆ SOLININÆ AUGUSTÆ CONJUGI ». Affirmation à nuancer puisque la lettre « J » est de création récente (XVIe siècle) et était autrefois rendue par la lettre « I ».

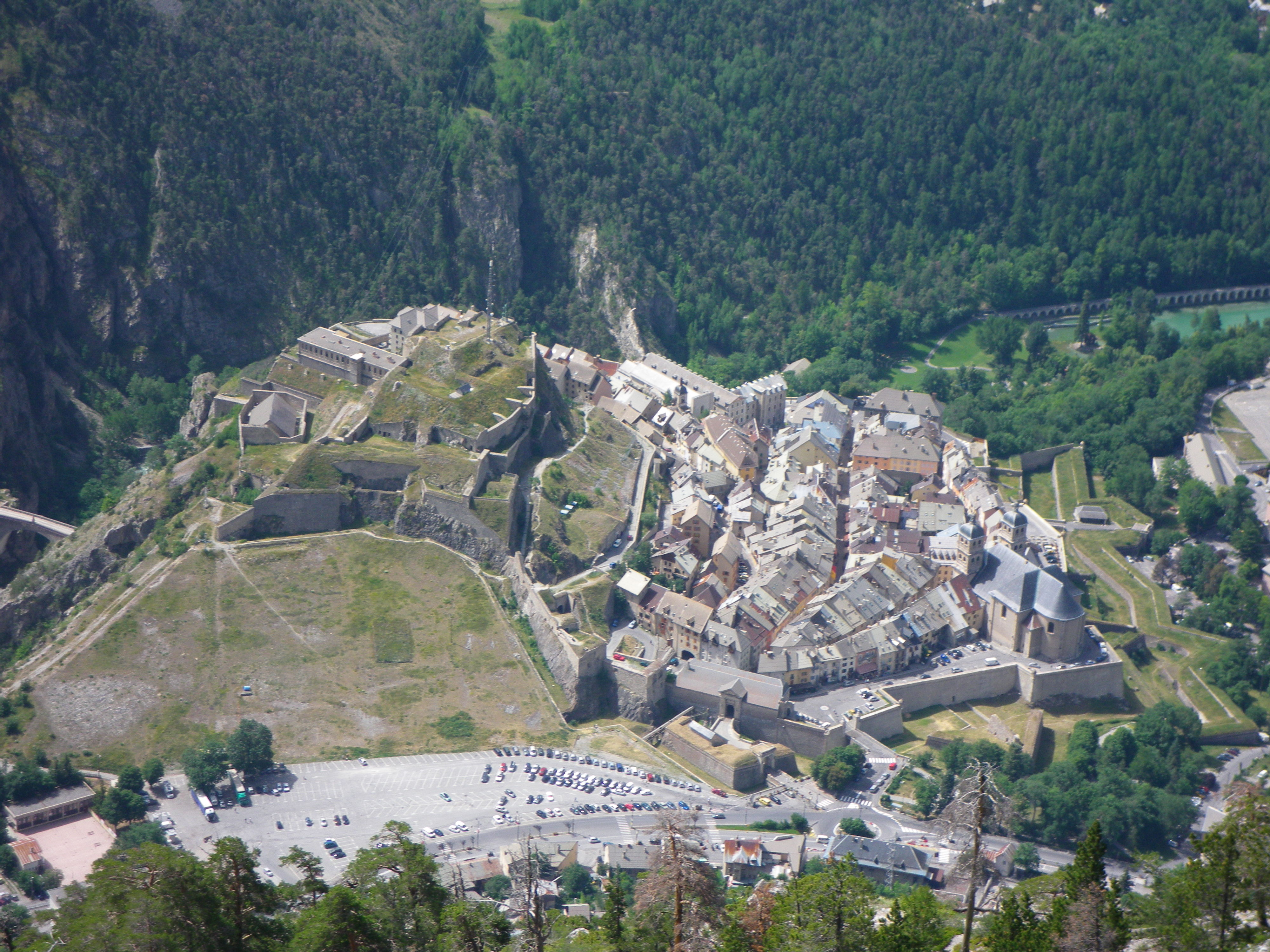
Vieille ville dans l'enceinte de Vauban.
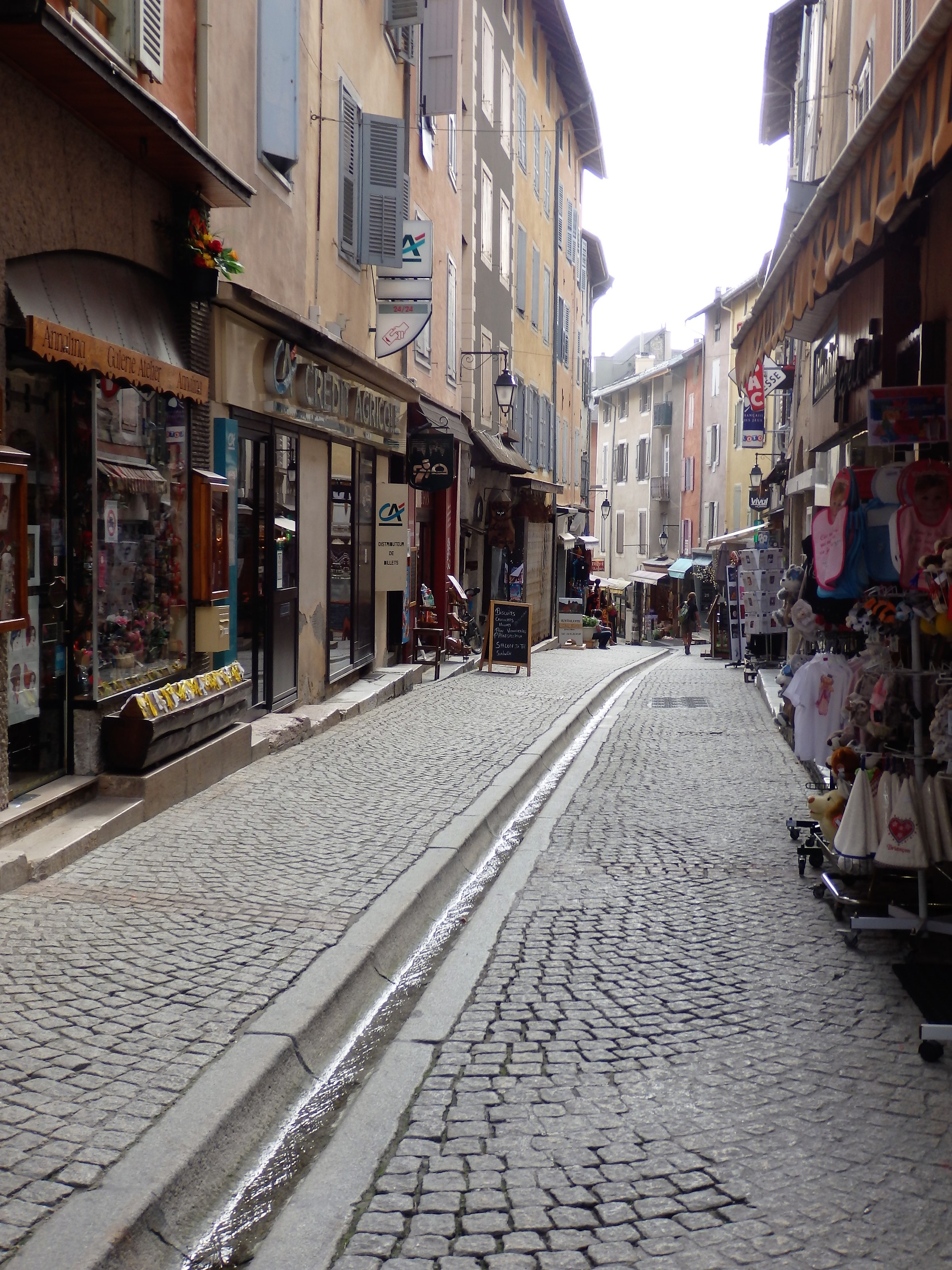
Grande Gargouille.
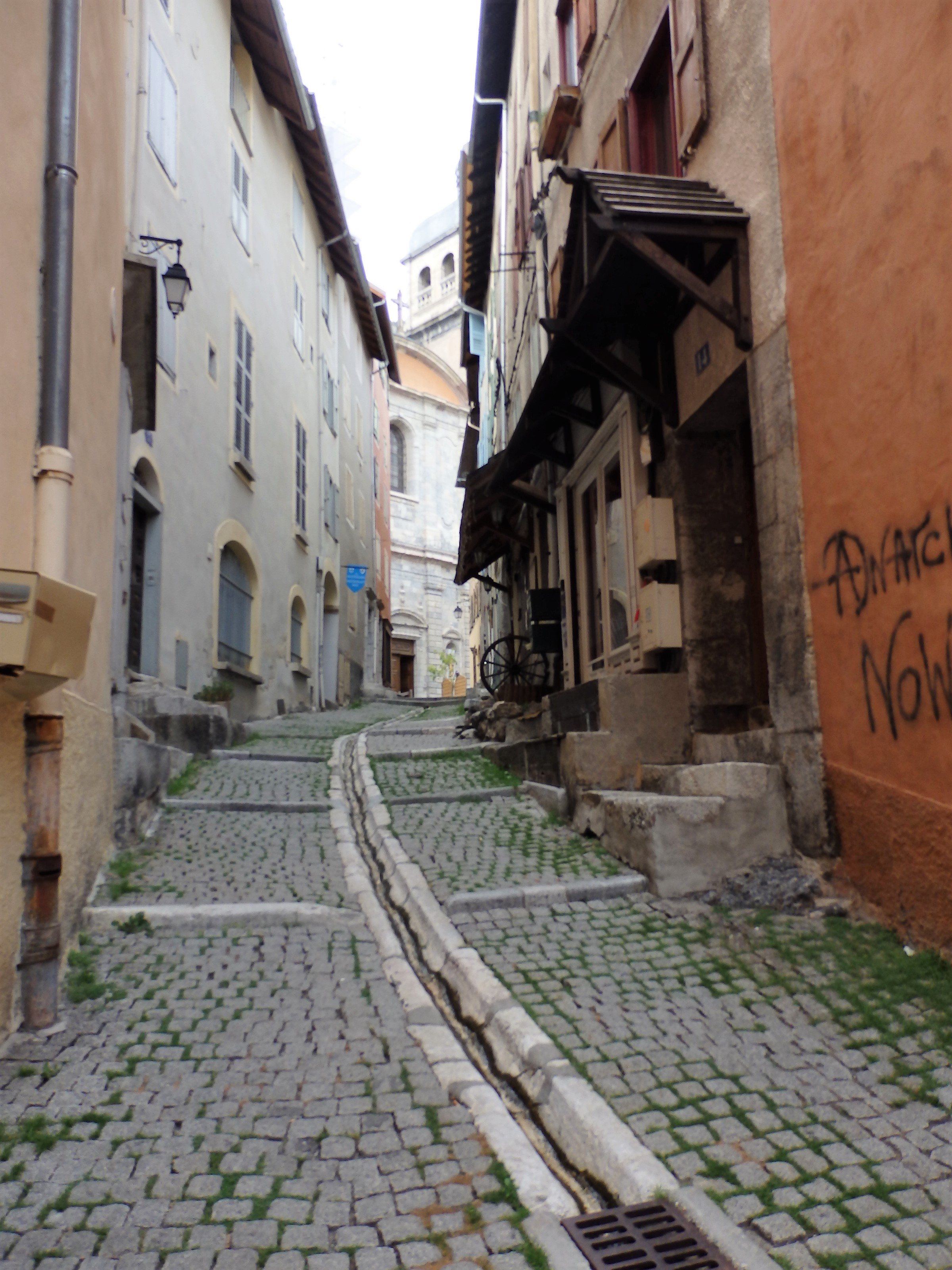
Petite Gargouille.
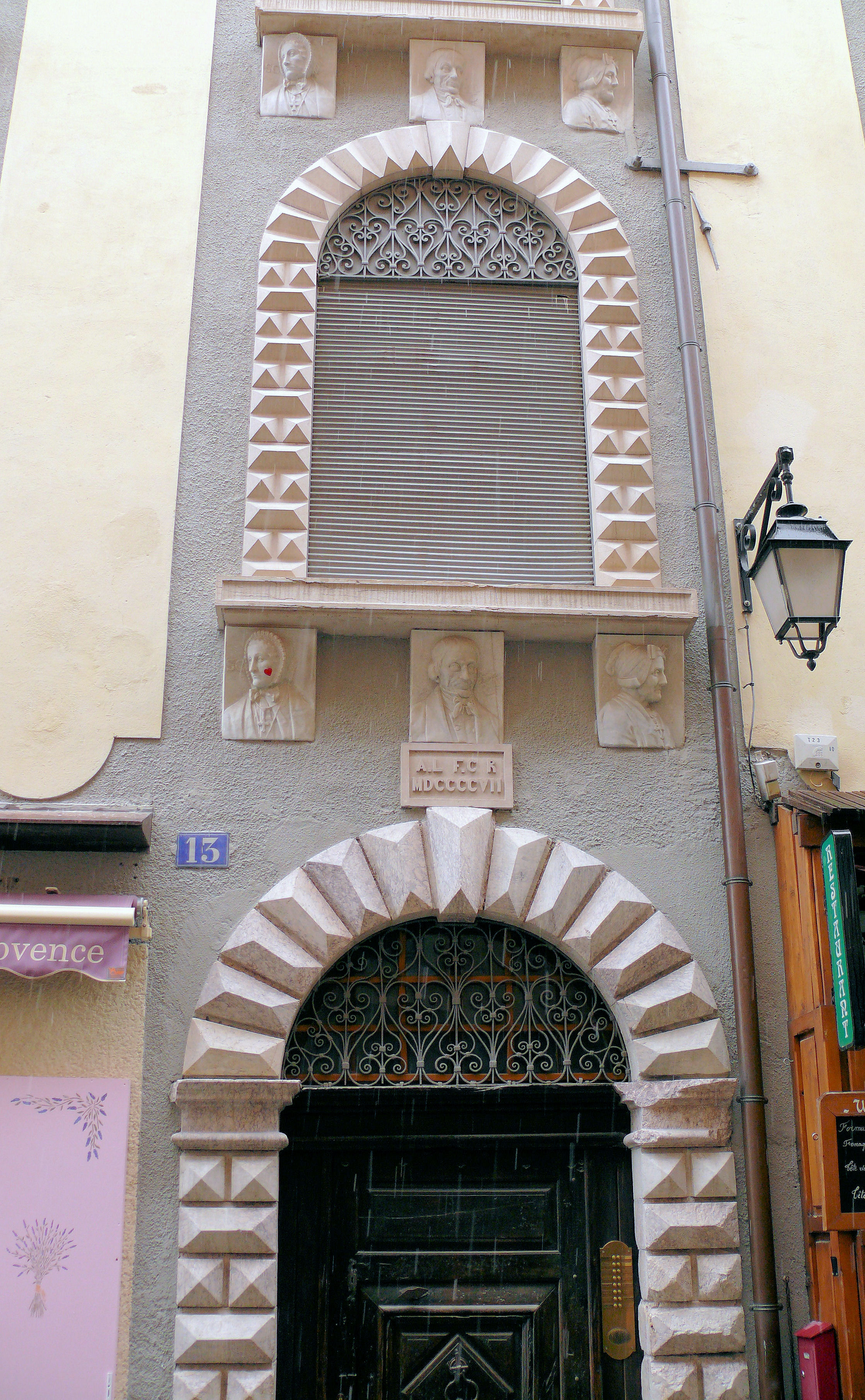
Maison des Têtes.
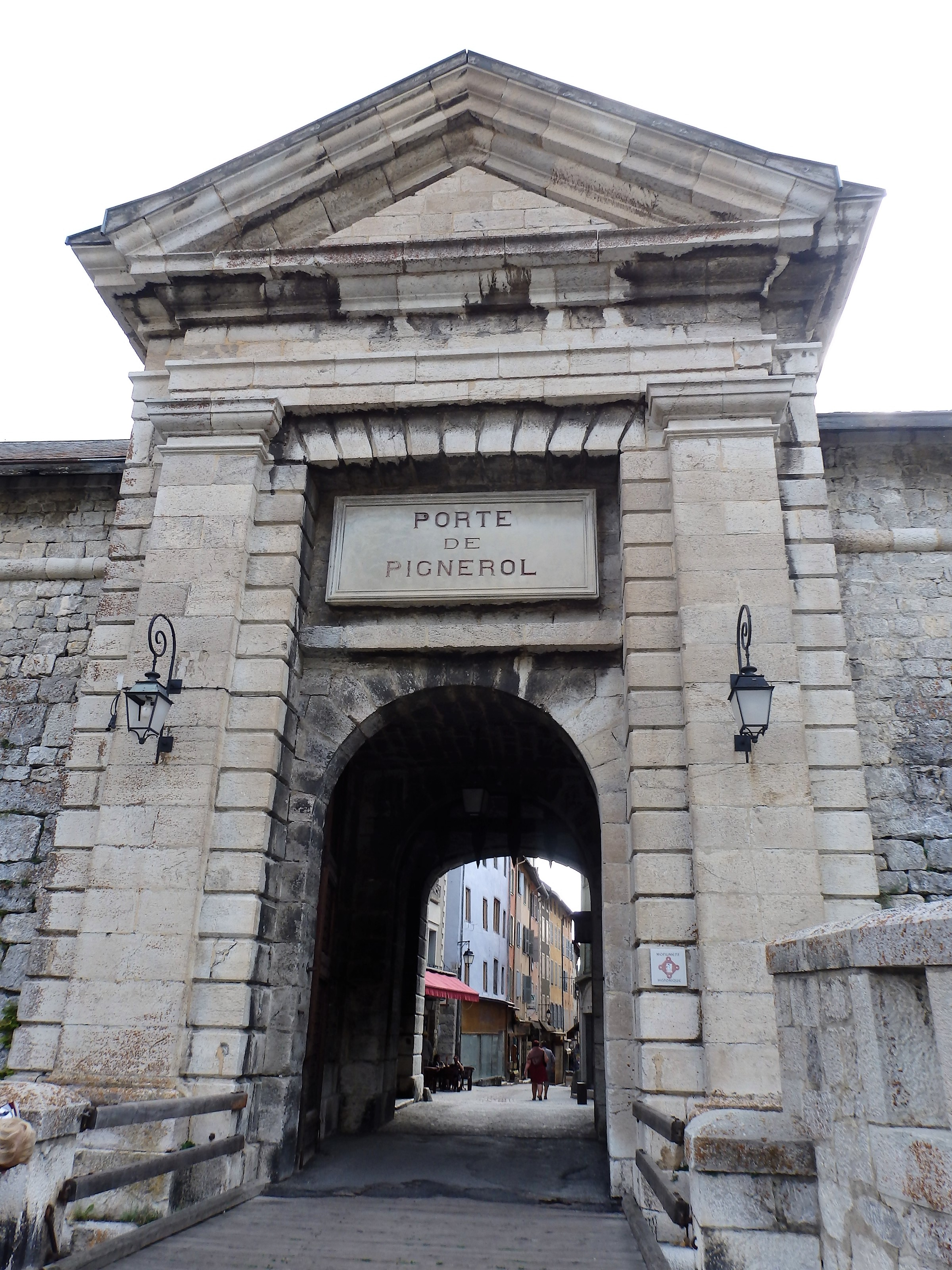
Cité Vauban porte de Pignerol.
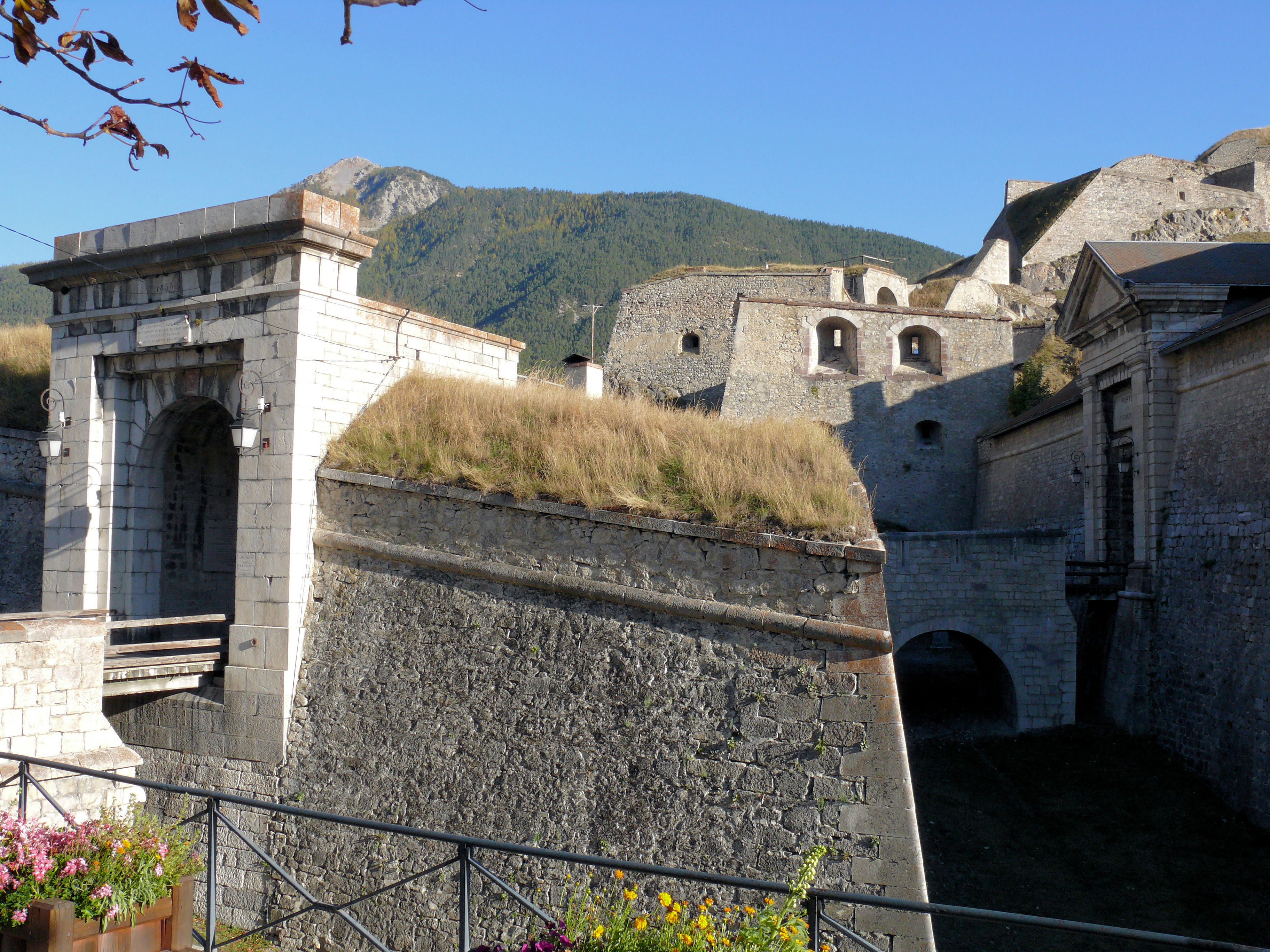
Remparts de Vauban, coupe transversale.
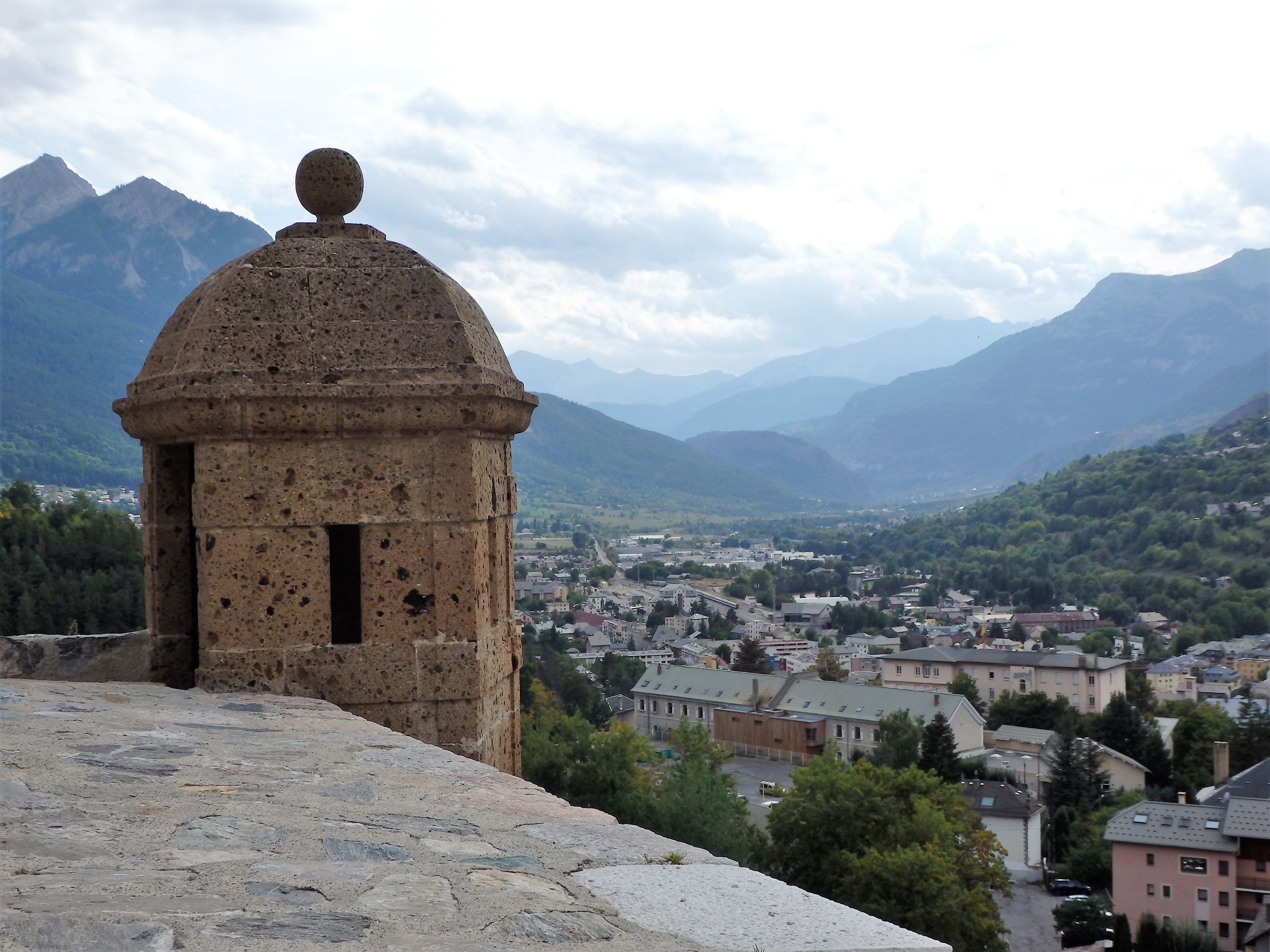
Echauguette sur le rempart Vauban.
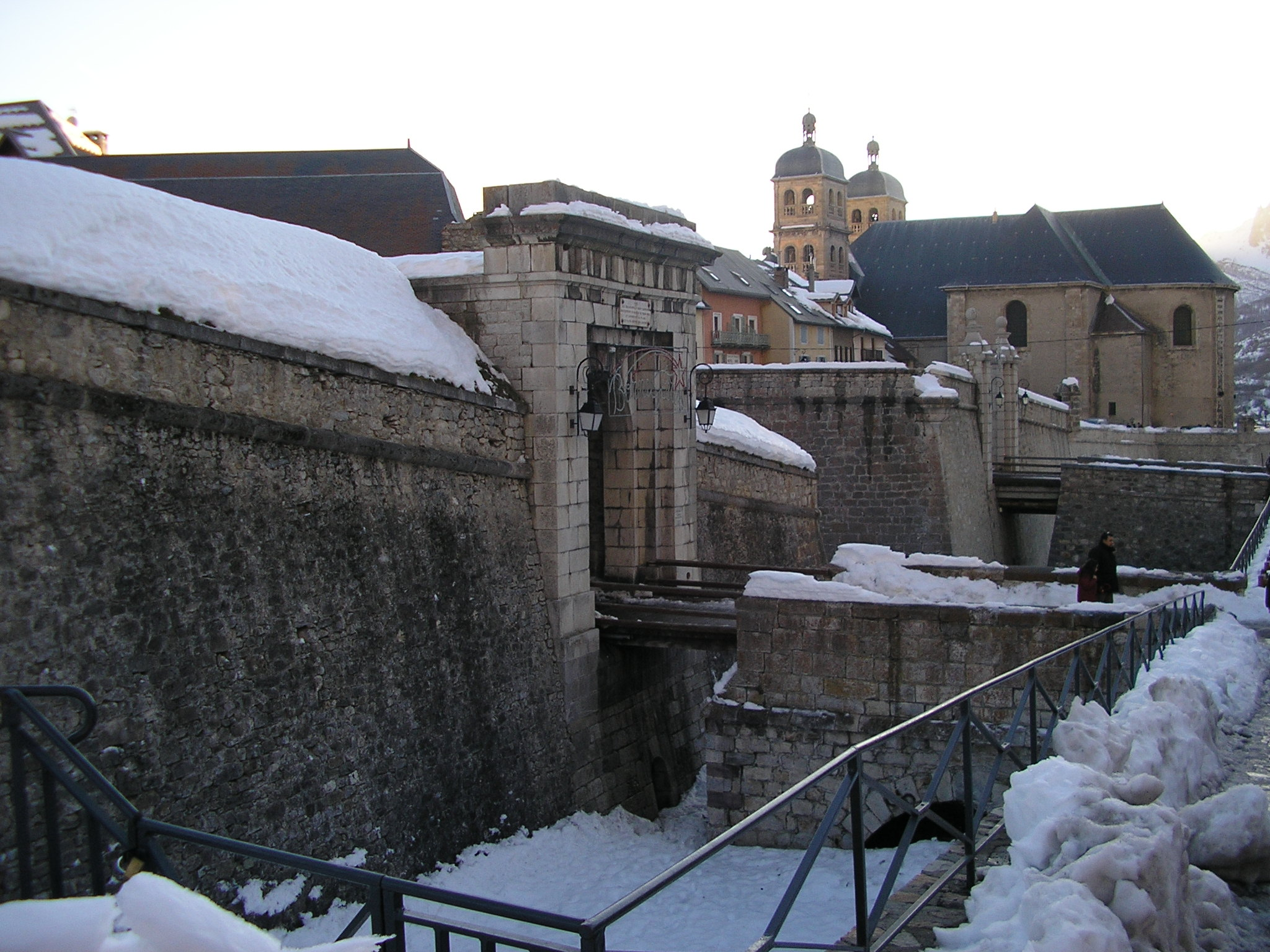
Vue des remparts en hiver.

### La Révolution et l'Empire
C'est avec une certaine méfiance que la population de Briançon, solidement tenue en main par son élite bourgeoise, s'est engagée dans la voie révolutionnaire en 1789. Elle craignait, en effet, d'y perdre le statut privilégié qui lui avait été concédé depuis le Moyen Age dans le cadre de la république des Escartons. De fait, cette institution particulière ne devait pas survivre aux transformations décidées par l'Assemblée Constituante. Dans la fameuse nuit du 4 août le système des escartons fut aboli comme l'ensemble des privilèges de toute nature. Dans la réorganisation administrative du territoire, Briançon devint le siège d'un des quatre districts du département bientôt dénommé des Hautes Alpes, chef-lieu Gap, et élisait ses représentants au conseil départemental. En revanche, sur le plan religieux, le choix d'Embrun, plutôt que de Gap, comme siège de l'unique évêché s'accordait au vœu des fidèles.
Ce sentiment de perte d'autonomie explique pour partie le peu d'enthousiasme manifesté à répercuter les directives révolutionnaires à chaque étape : c'est ainsi que les sympathies se sont manifestées en faveur des fédéralistes girondins lors du basculement du régime vers la Terreur. Du reste, les urgences étaient dans la simple survie de populations en grande détresse matérielle et l'organisation de la défense d'un territoire frontalier à la merci d'incursions étrangères, même après l'annexion du Piémont par la France en 1798.

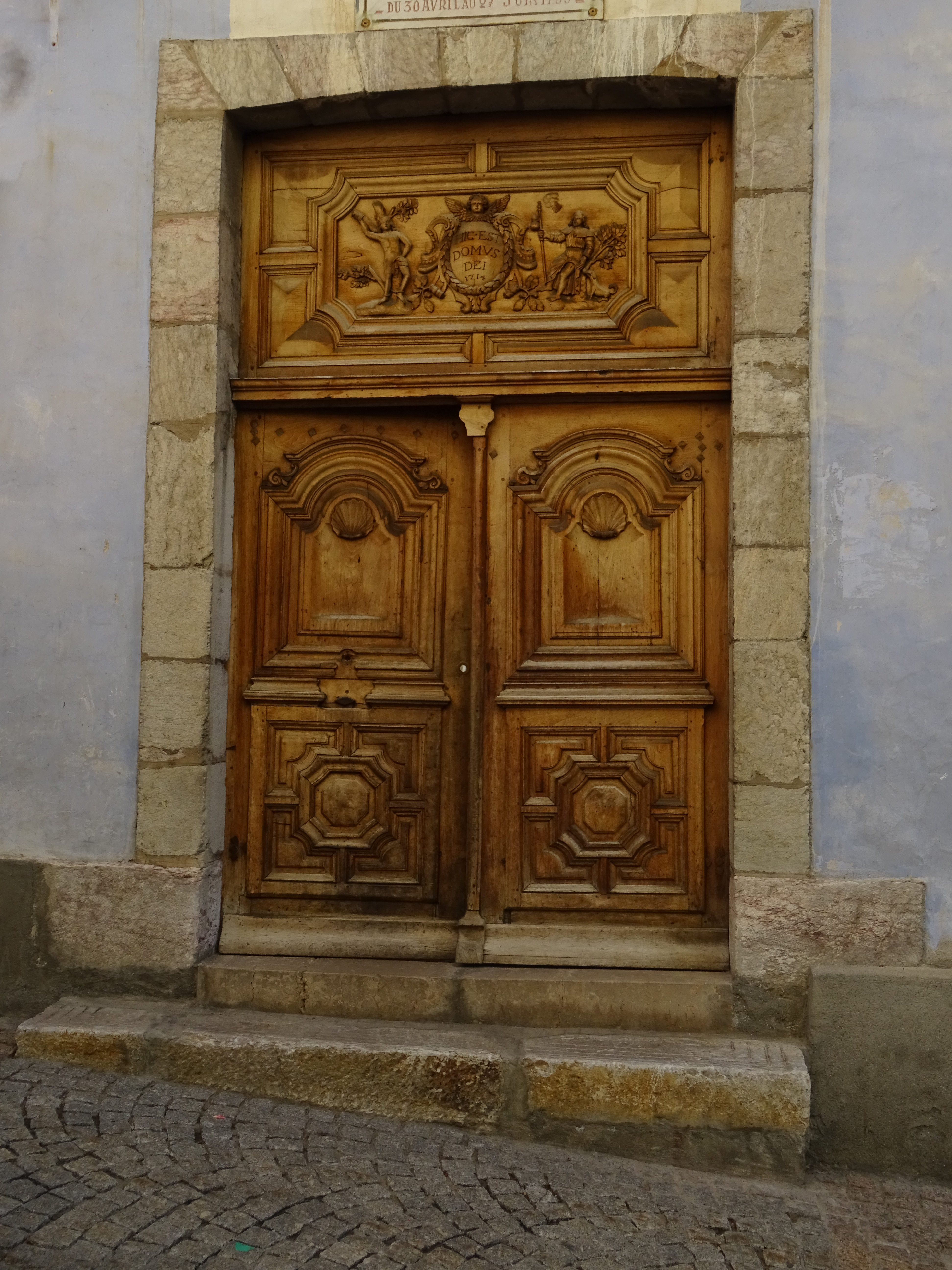
Porte de la maison du pape.

Un épisode mérite d'être relaté. Le Directoire (1795-1799) a été conduit à renforcer sa politique antireligieuse et son esprit de conquête jusqu'à annexer les Etats du pape. Devant sa résistance, la captivité du Souverain Pontife fut décidée. Pie VI arriva à Briançon le 30 avril 1799 qui n'était pas choisie au hasard. Dans cette « ville forte et izolée », il serait facile de « borner ses influences fanatiques » d'autant plus que tout contact avec la population lui était interdit. Il fut logé dans l'ancien hôpital civil donnant sur la grande gargouille qui devait par la suite prendre le nom de maison du pape. La frontière étant menacée, on put craindre que l'ennemi ne tente un coup de main pour le libérer. Malgré son mauvais état de santé, il fut donc décidé de le transférer à Valence. Il gagna cette ville par Gap et Grenoble le 27 juin. Épuisé, Il devait y décéder le 27 août de la même année. Son séjour à Briançon n'aura duré que deux petits mois.
Avec 2 835 habitants en 1821, Briançon n'avait même pas retrouvé sa population de 1793 (3023). Sous le Consulat et l'Empire, la ville a été frappée d'une certaine langueur. Sans doute s'était-elle vu confirmer son rang administratif dans le cadre de la Constitution de l'an VIII sous la nouvelle appellation de sous-préfecture d'arrondissement. Chaix, premier titulaire du poste, devait d'ailleurs se montrer particulièrement actif au point d'être honoré du nom d'une rue de la basse ville. Mais « le commerce était moribond […] les marchands avaient perdu leur dynamisme […]. Ils ressentaient les difficultés que connaissaient quelques industries de la ville et des vallées ». L'effectif de la garnison avait été fortement réduit. La relance de l'activité dépendait principalement de l'amélioration du réseau routier fort mal entretenu. La population s'est certes prise en main et spontanément a entrepris d'établir un nouveau tracé pour l'accès au col du Montgenèvre. La fin des travaux en avril 1804 donna lieu à de grandes fêtes. Mais l'amélioration de ce seul tronçon ne suffisait pas à relancer le trafic. En vérité, tous les efforts ont été portés sur le col rival du Mont-Cenis décidé par Bonaparte à son retour de Marengo : le Montgenèvre a été dès lors surclassé.
L'histoire de Briançon à cette époque échappe à la banalité grâce à un épisode dont se glorifie la population. Il se situe dans l'été 1815 au terme de l'épopée impériale. Tandis que Napoléon est exilé à Sainte-Hélène, la France vaincue subit la loi des coalisés et connait l'occupation pour trois ans d'une partie de son territoire. Les Briançonnais sont parmi les seuls à vouloir se soustraire à la loi du vainqueur austro-sarde et lui interdisent l'accès à leur cité le 15 août 1815, en une séance solennelle. Les menaces n'y font rien. De son côté, le célèbre général Eberlé au commandement de la place renouvelle son refus énergique de capitulation. L'ennemi finira par se lasser et lèvera le siège le 19 octobre.

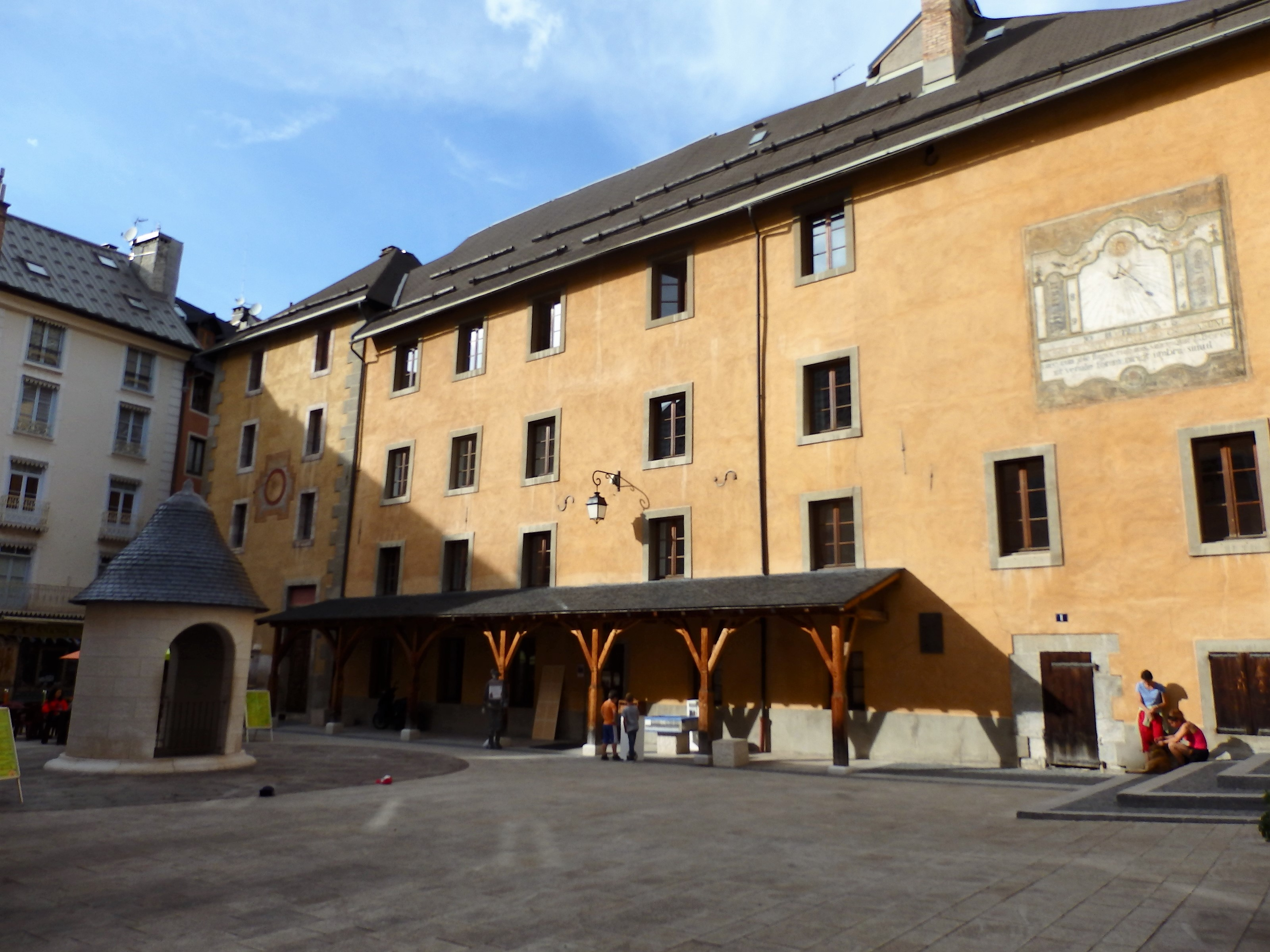
Place d'Armes.
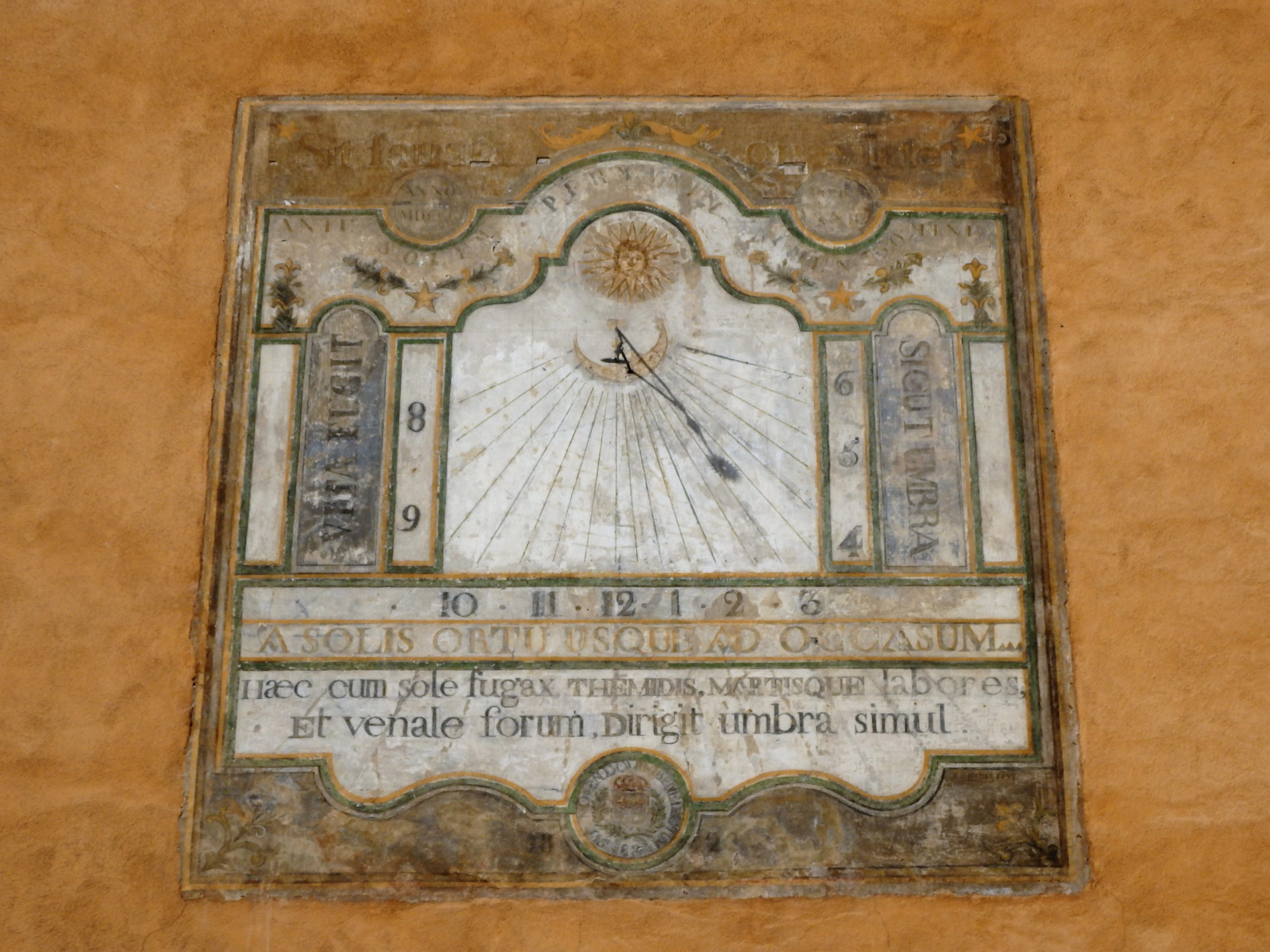
Cadran solaire sur la place d'Armes.
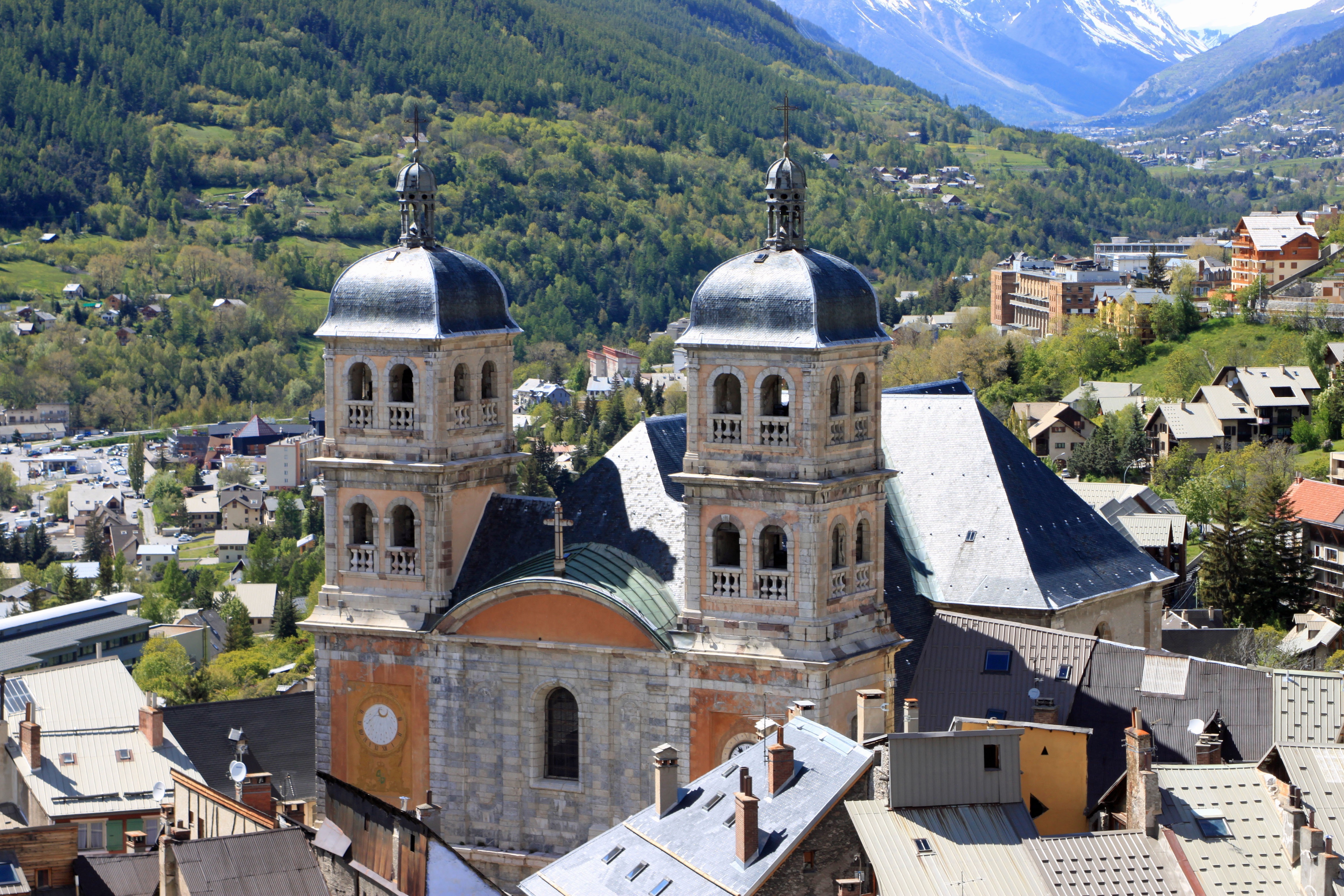
Église collégiale de Briançon.
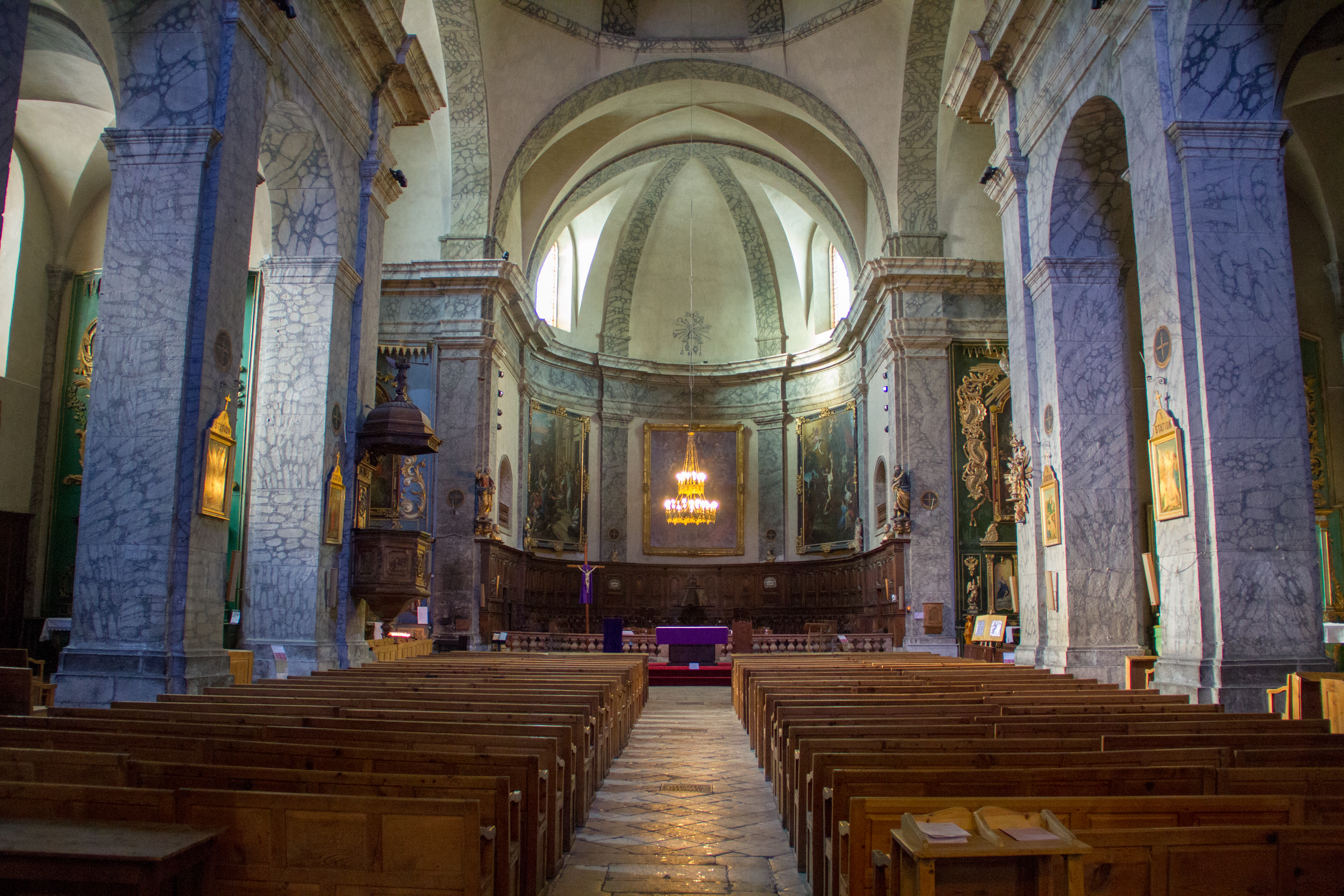
Vue intérieure de la collégiale de Briançon.
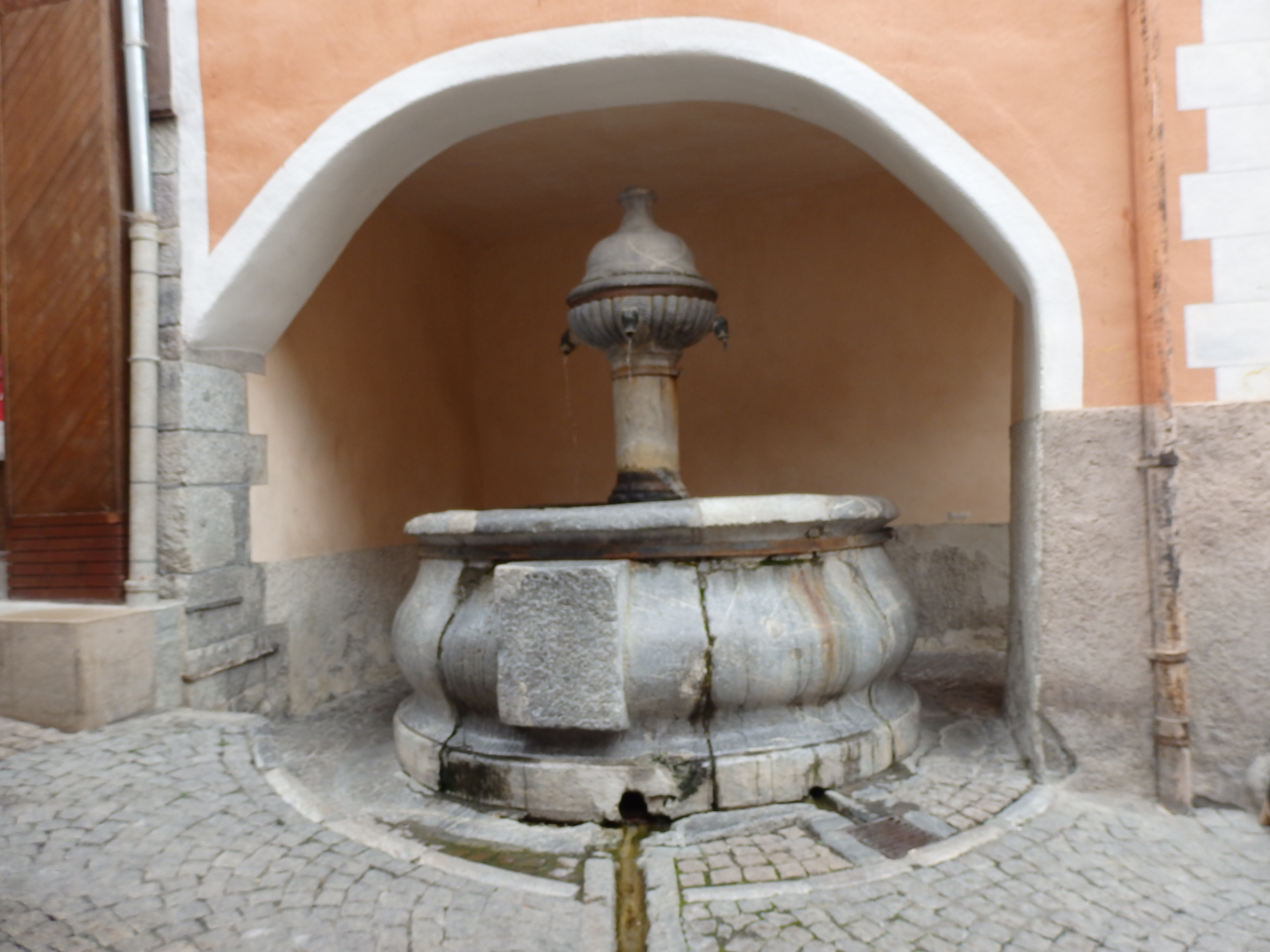
Fontaine des Soupirs, grande Gargouille.

### XIXesiècle

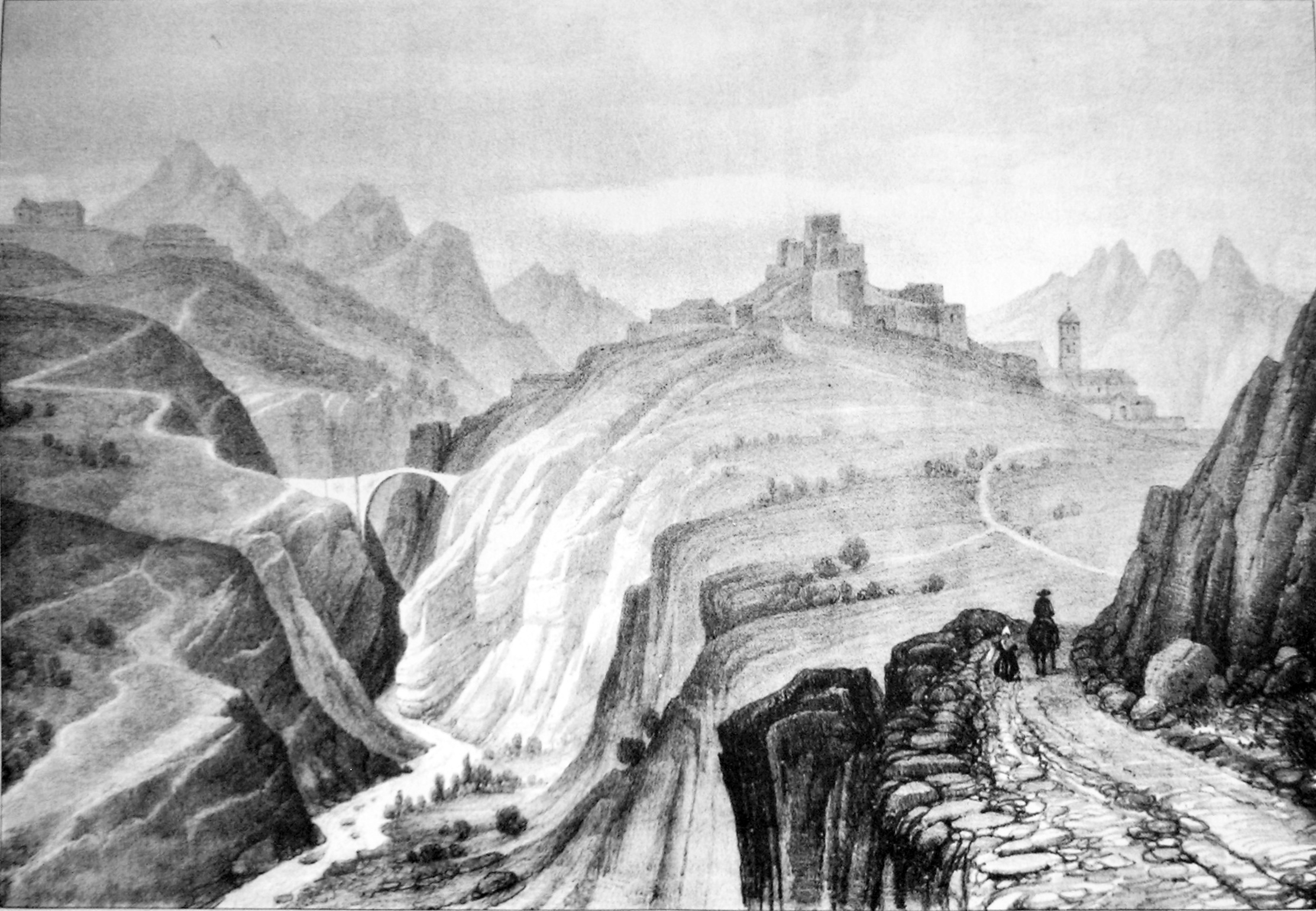
Briançon au XIXe siècle, illustration d'Alexandre Debelle (1805-1897).

Briançon s'endort dans la routine pendant toute la première moitié du XIXe siècle. « Pas plus que l'agriculture, l'activité commerciale ne connut de grandes transformations ». Trois séries d'événements vont entièrement renouveler son image dans les dernières décennies. La ville enfermée dans les remparts de Vauban qui était encore le seul noyau de peuplement de type urbain, comme en témoignent tant la carte de l'Etat-major que celle de Cassini, va se doubler d'un deuxième centre en fond de vallée, le long de la Guisane. La population passe de 3 579 habitants en 1866 à 7 888 en 1911 soit une augmentation de 120 %.

#### Industrialisation (usine de la Schappe)
Le premier de ces événements est la création d'une usine de schappe, c'est-à-dire de traitement des déchets de soie. Il s'agit d'abord des cocons perforés par des insectes, de ceux atteints de maladies, des frisons c'est-à-dire de la partie extérieure du cocon ainsi que de la couche en forme de nœud à la naissance de la chrysalide. Il faut d'abord débarrasser ces déchets de toutes les impuretés par des opérations de macération en chaufferie entre 50 et 60 degrés et de lessivage et, pour finir, de décreusage (à l'état brut la soie, dite grège, est enfermée dans une enveloppe à éliminer). Il faut ensuite transformer ces déchets en un ruban de fibres parallèles (c'est le peignage). Quant au filage (formation du fil de soie) il n'a, lui, jamais été exécuté à Briançon.
L'initiative est venue d'un habitant du Queyras, Joseph Mathieu en 1842 dans le quartier de Sainte-Catherine. L'eau de la Durance favorisait le travail de la fibre et fournissait l'énergie. La main-d'œuvre paysanne peu revendicative était disponible sur place. On est par ailleurs aux portes du Piémont où l'industrie de la soie était très développée et où ont pu être recrutés certains spécialistes maîtrisant bien les techniques. L'affaire est passée dès 1845 sous le contrôle des frères Chancel d'abord associés au banquier briançonnais Arduin. Les débuts ont été difficiles et le succès n'est venu qu'à partir de 1860 grâce à la qualité, au coût modéré de la main-d'œuvre et à une politique de stockage permettant d'échapper à la volatilité des cours de la matière première lors de la guerre de Sécession aux États-Unis. On put alors s'assurer une fidèle clientèle chez les filateurs français, belges et suisses. Il faut préciser que les locaux de l'ancien couvent des Dominicains s'avérant insuffisants il avait fallu construire l'imposant bâtiment de cinq étages de 125 mètres de long et 18 mètres de large dont on peut encore admirer la carcasse après l'incendie survenu en octobre 2014. La main-d'œuvre logeait à Briançon même et dans les communes voisines mais on notait un important turn-over. Il a fallu la compléter par une immigration de jeunes Piémontaises logées par l'entreprise. Le quartier de Sainte-Catherine en a été profondément transformé, passant de 131 habitants en 1831 à 1 307 en 1871.
L'affaire prit une dimension nationale par fusion en 1870 avec un filateur de Tenay dans l'Ain, puis s'est trouvée intégrée en 1873 dans une Société industrielle de la Schappe dont le siège était à Bâle. « La petite entreprise familiale des premiers débuts avait évolué vers la grande société anonyme de type capitaliste. Elle cessait alors, ses dirigeants étant désormais recrutés à l'extérieur, d'être entièrement briançonnaise ». La masse ouvrière put atteindre jusqu'au millier. Sa tentative de se doter d'une organisation syndicale fut à l'origine d'une grève mémorable du 30 janvier au 2 mai 1907.

#### Gare de chemin de fer
La deuxième série d'événements concerne l'amélioration des voies de communications, à commencer par le réseau routier. Les travaux sur l'itinéraire du Lautaret commencés assez timidement sous la monarchie de Juillet ont été menés à leur terme sous le Second Empire et à partir des années 1860 on peut qualifier la liaison Grenoble-Briançon de grande voie de communication. La ville n'était plus un cul-de-sac car des efforts similaires à la suite d'accords franco-sardes avaient largement amélioré le passage du Montgenèvre. Le fait capital est cependant la création de la voie ferrée. La liaison à partir de Grenoble un temps envisagée par le Lautaret suivant les vallées de la Romanche et de la Guisane n'a pas été retenue. On lui a préféré à l 'ouest celle du col de la Croix-Haute réalisée en 1878 par la compagnie PLM (Paris-Lyon-Méditerranée). L'embranchement sur cet axe à partir de la gare de Veynes a atteint Briançon le 15 septembre 1884. On avait choisi de construire la gare-terminus en fond de vallée à l'aval du hameau de Sainte-Catherine, à la grande déception des habitants de la cité de Vauban qui l'avaient souhaitée au Champ-de-Mars. Dans leur esprit, ce ne devait être qu'une étape dans la construction d'une ligne internationale jusqu'à Turin sous le col de Montgenèvre, à laquelle s'intéressait particulièrement le port de Marseille. Elle ne sera jamais réalisée : les propositions de la conférence internationale du 18 août 1907 à l'hôtel de ville ne devaient pas se concrétiser. La proximité de la voie ferroviaire transalpine par le tunnel du Fréjus entre Modane et Bardonnèche en service depuis 1871 en faisait moins sentir la nécessité.

#### Garnison militaire
On sera moins étonné du rajeunissement de la fonction militaire de Briançon. Les travaux entrepris sous le règne de Louis-Philippe portent la marque du célèbre général Haxo, le « Vauban du XIXe siècle ». Il s'agissait de moderniser le système ancien de défense. Cela se fit dans le cadre traditionnel de la ville en ce qui concerne le logement de la garnison et l'hôpital dans les locaux des anciens couvents des Cordeliers et des Récollets. Les nouveaux ouvrages fortifiés furent édifiés sur le territoire de l'ancien château rasé en 1841. En altitude, pas de nouveaux forts non plus, mais de simples améliorations aux Salettes, au Randouillet et aux Têtes. Le nombre de soldats encasernés restait limité en dessous du millier.
Dans les dernières décennies du XIXe siècle, on assiste à une transformation radicale du système de défense en relation avec les progrès de l'artillerie. Pour son concepteur Séré de Rivière, dans les années 1870-80, il s'agissait de s'assurer le contrôle des hauteurs. Dans la direction du col du Montgenèvre furent édifiés de part et d'autre de la Durance, toute une série de forts à haute altitude à commencer par l'Infernet, à l'époque le plus élevé d'Europe (2 380 m) en rive gauche ; en rive droite, des batteries furent installées à la Croix de Toulouse.
La position frontalière de Briançon au pied du col de Montgenèvre facilement franchissable à 1 850 m lui a redonné une grande importance stratégique à la fin du XIXe siècle du fait de la détérioration des relations diplomatiques avec l'Italie depuis que celle-ci, jalouse de l'instauration du protectorat de la France en Tunisie en 1881, avait adhéré à la Triple Alliance aux côtés de l'Allemagne et de l'Autriche-Hongrie. La situation s'était encore aggravée du fait des mesures protectionnistes prises par la France et avec l'arrivée au pouvoir du ministre Crispi. Les fortifications héritées de Vauban n'étaient pas conçues pour loger une troupe importante. En 1895 fut installé le 159e régiment d'infanterie plus tard appelé Régiment d'infanterie alpine (familièrement le quinze neuf). Il devait être connu aussi sous le nom de régiment de la neige car le ministère de la guerre y avait créé en 1904 une école normale de ski qui s'était dotée d'un atelier de fabrication de ski en 1905 (en 1906, l'armée organisa à Montgenèvre le premier concours international de ski en liaison avec le Club alpin français). L'effectif de la garnison montera de 2 000 en 1891 à près de 4 000 en 1914. Les fortifications construites après Vauban ne pouvaient servir de terrain de manœuvre. C'est pourquoi ont été créées dans la basse ville les casernes Berwick et Colaud de part et d'autre de l'avenue du Général-Barbot. Elles étaient complétées par l'arsenal, la cartoucherie, le parc à fourrages, les chevaux et le manège, etc..
Installation de l'usine de la Schappe, création du terminus ferroviaire, construction des casernes : ce triple avantage explique l'essor démographique du quartier Sainte-Catherine. Il était peuplé de 259 habitants en 1851, avant l'établissement de l'usine. Ils étaient 1 814 en 1911 ! Une multiplication par près de sept ! « Ne se contentant plus d'être un faubourg industriel, Sainte-Catherine remplissait d'autres fonctions jusque-là dévolues à la vieille ville. Outre son développement commercial, elle devint centre de transports, joua un rôle administratif et militaire […] A la veille de la guerre, s'y étaient regroupés la plupart des administrations, le bureau des douanes et plusieurs services de l'armée […] les trois quarts de l'armée se tenaient dans l'ancien hameau ». « Rancœur du côté de la ville, sentiment de frustration venant de droits non reconnus et de revendications non satisfaites du côté du faubourg conscient de son importance économique, firent naître l'animosité entre les deux localités ».

Cartes postales anciennes (avant 1920)
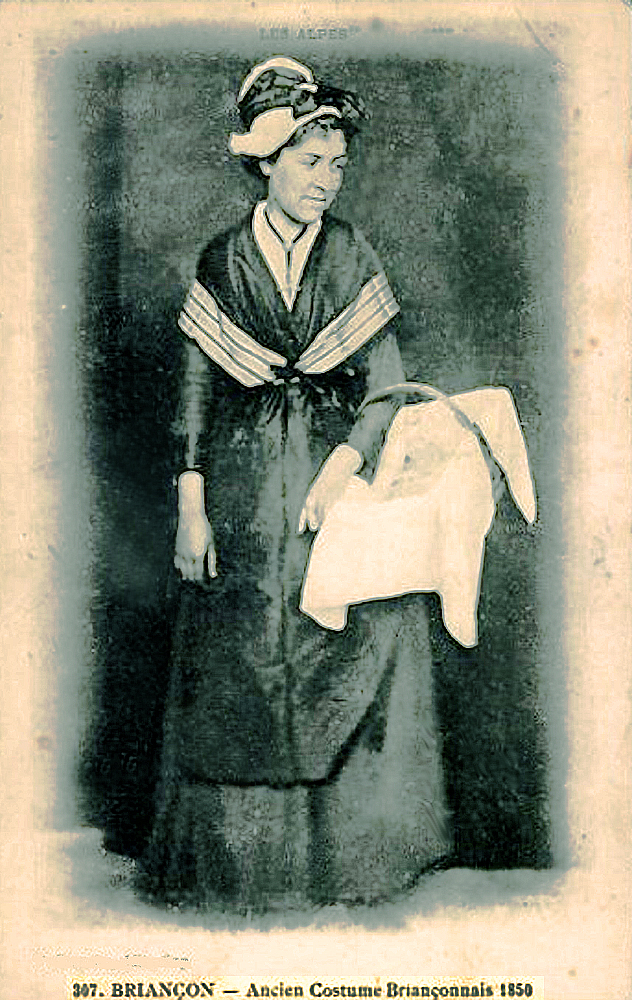
Ancien costume briançonnais, carte postale de 1850.
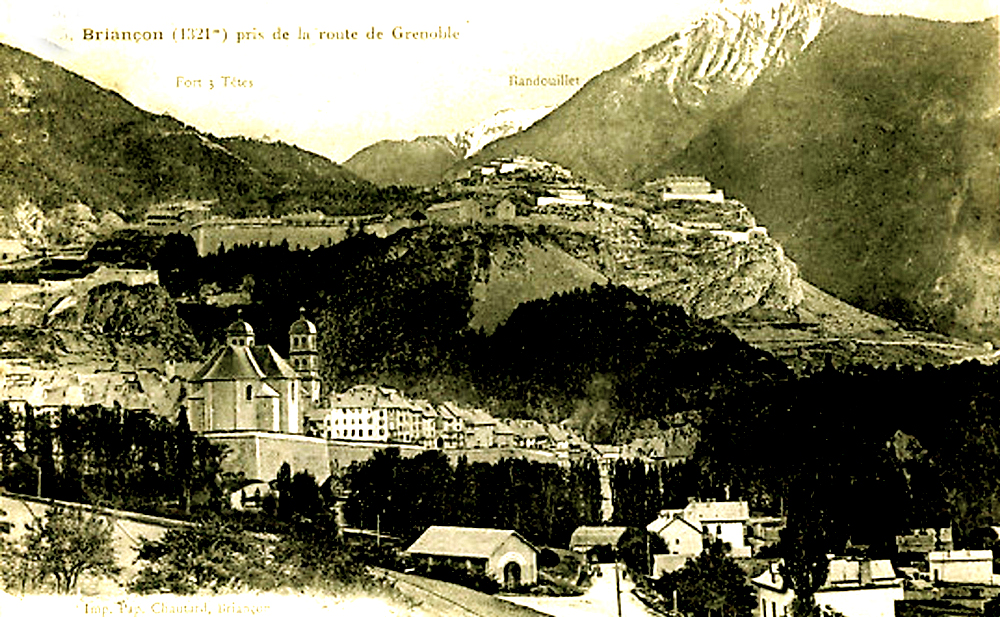
Panorama de Briançon et de deux des forts environnants.
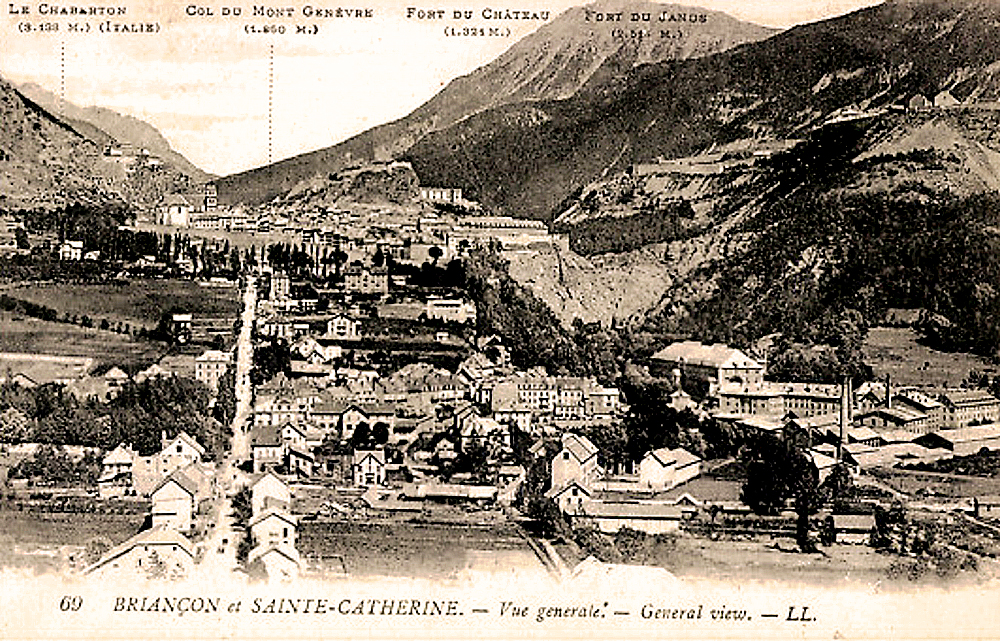
Carte postale ancienne présentant la ville fortifiée et le hameau de Sainte-Catherine (ville basse).
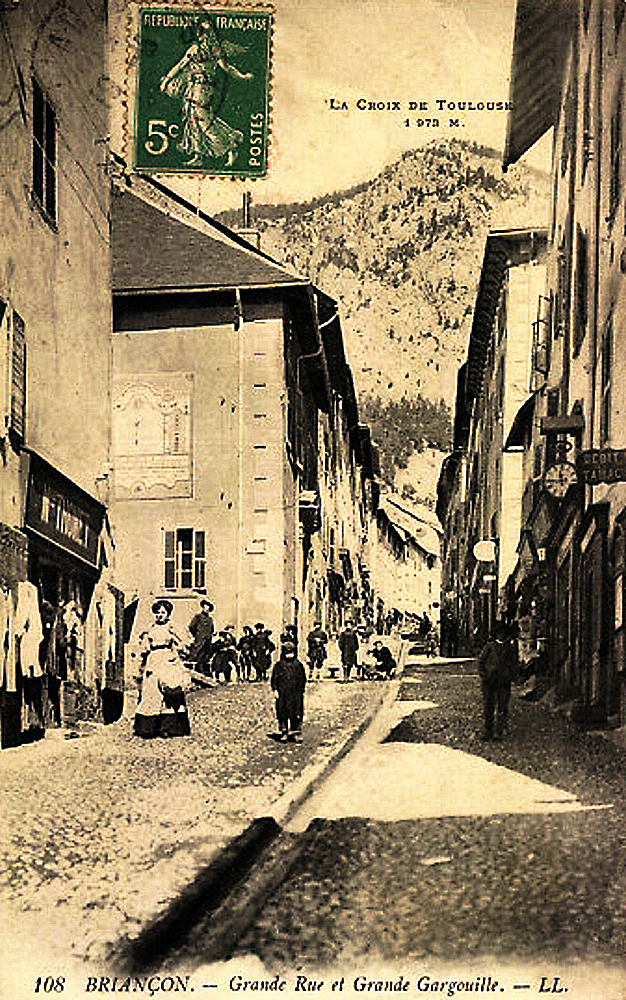
Carte postale ancienne présentant la grande rue et la grande gargouille (au centre de la chaussée).
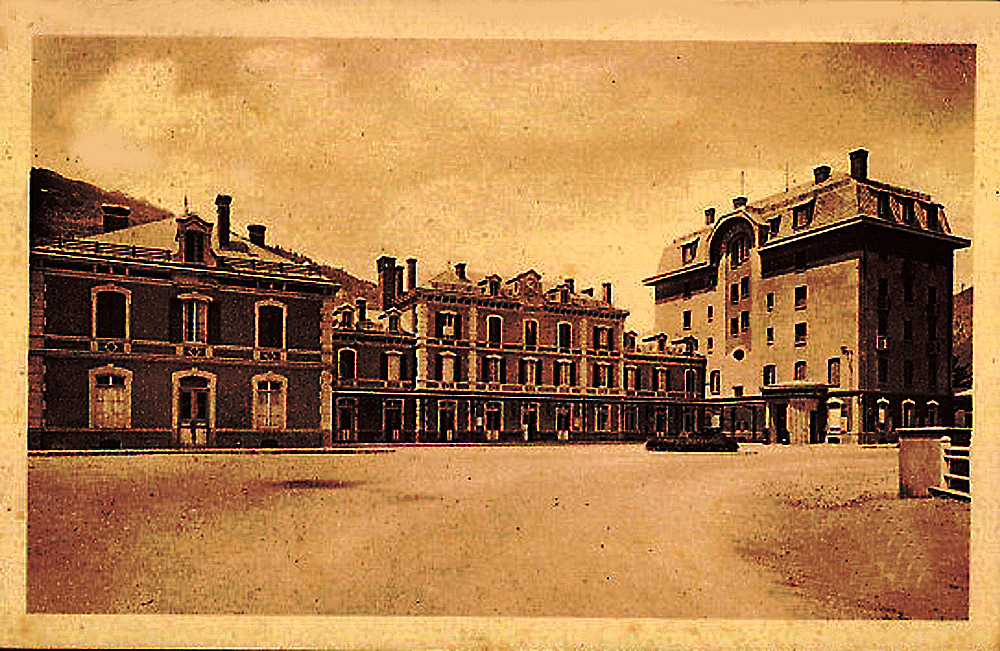
La gare

### D'une guerre à l'autre (1914-1945)

#### Grande guerre
En 1914, l'imposante garnison n'eut même pas à jouer un rôle de dissuasion du fait de la déclaration de neutralité de l'Italie, suivie de son retournement d'alliance en faveur des pays de l'Entente en 1915. Son régiment fétiche, le fameux 15-9 fut envoyé sur le front face à l'Allemagne dès les premiers jours. Tous les hébergements disponibles, en outre de l'hôpital militaire, furent mobilisés pour recevoir les nombreux blessés.

#### Entre-deux-guerres
Briançon sort de la guerre exsangue. Elle a perdu plus du tiers de sa population par rapport à 1911. On n'y dénombre plus que 4 320 habitants au recensement de 1921, 5 013 avec la garnison dont l'effectif a été fortement réduit. 180 noms figurent sur le monument aux morts inauguré en 1927. Il faudra attendre 1936 pour retrouver approximativement les chiffres de 1911 : 5 320 habitants, 7 543 avec la garnison. Tous les secteurs traditionnels de l'économie sont en difficulté. L'agriculture manque de bras, la guerre ayant été particulièrement meurtrière pour la classe paysanne : la commune a perdu 60 % de ses cultivateurs en 30 ans. Elle souffre également de l'esprit de routine et de l'individualisme ainsi que d'un manque de débouchés. Le commerce manque lui aussi d'ouverture sur l'extérieur. Quant à l'industrie elle perd son plus beau fleuron avec la fermeture de l'usine de la schappe en avril 1933. Elle avait pourtant affiché de bons résultats jusqu'à la crise économique. Mais « elle dut faire face à la concurrence des nouveaux textiles synthétiques, à celle des produits finis japonais qui, de plus, travaillant eux-mêmes les déchets de la soie, ne lui livraient plus de matières premières ».
Cette ambiance morose était peu propice à une amélioration des relations entre la ville haute et le quartier Sainte-Catherine. Celui-ci finit par obtenir satisfaction sur le plan électoral : grâce au sectionnement, il put enfin être représenté au conseil municipal à proportion de sa population qui dépassait de loin celle de rivale (2 273 habitants contre 1 118 en 1936). Mais les sujets de conflit ne manquèrent pas quant au partage des fonctions dans les domaines militaires ou administratifs. Cette stagnation apparaissait inéluctable car dans le même temps la ville et le Briançonnais s'étaient trouvé un porte-parole d'envergure nationale en la personne de Maurice Petsche, élu député de la circonscription dès sa création en 1928 et qui devait le rester jusqu'en 1940. Ce Parisien était en effet très influent dans les milieux gouvernementaux. Il était en mesure du fait de sa fortune, de ses nombreuses relations, surtout dans les milieux de la finance, de ses fonctions gouvernementales de plaider en haut lieu la cause de ses électeurs. Mais, en matière d'emploi, Briançon en était réduite à se chercher de nouvelles vocations. La ville bénéficiait de deux avantages par lesquels peut se définir la notion de climatisme : sa situation en montagne à une altitude modérée et son ensoleillement exceptionnel. Cependant, ce terme se prêtait à une confusion et on se garda bien, au début, de faire la distinction entre la clientèle touristique classique et celle des malades en quête de guérison. La tuberculose était à l'époque particulièrement redoutée et justifiait la construction de nombreux sanatoriums en montagne. Il importait de lever l'ambiguïté à cause des risques de contagion. L'armée, qui s'embarrassait moins de ce genre de scrupules, installa les premiers lits spécialisés dans la vieille ville même dès 1921. Le conseil municipal devait davantage tenir compte des réticences de la population. Les trois sanatoriums construits sur le territoire de la commune entre 1930 et 1933 le furent en périphérie. De nombreuses maisons moins importantes les prolongèrent en alignement sur la route de Grenoble. Au total, on dénombrait en 1936 16 établissements spécialisés dans la lutte contre la tuberculose générant une centaine d'emplois permanents. Quant au tourisme proprement dit, il se développa surtout sous la forme plus saisonnière des sports d'hiver. L'armée, ici encore, avait été la première à adopter la pratique du ski importée de Norvège. En 1906 avait été créée au sein du 159e RIA par décision ministérielle une école normale de ski qui monta son propre atelier de fabrication. Le concours international qu'elle organisa avec le Club alpin français (C.A.F.) à Montgenèvre en février 1907 eut un très grand retentissement. Ces initiatives ont généré après la guerre un nouveau secteur d'activité économique. Au côté de l'armée se multiplient les initiatives dans diverses communes et se diversifient les pratiques (luge, raquette, bobsleigh, tremplin de saut). Si Briançon ne parvient pas à un développement autonome en la matière, elle tire profit de l'essor de la station de Montgenèvre avec ses hôtels et son équipement en remonte-pente (1936), ses concours internationaux. Dans la vallée de la Guisane naît la station de Serre Chevalier. Son téléphérique qui hisse les skieurs au départ de Chantemerle jusqu'à 2 197 mètres ne sera cependant inauguré qu'en décembre 1941.

#### Seconde Guerre mondiale
Dans l'entre-deux-guerres, Briançon eut droit à une modeste part des crédits Maginot pour faire face à une agression de l'Italie fasciste. Ils permirent le renforcement des défenses existantes sur la crête en rive gauche de la Durance et la création d'un blockhaus avec canon antichars en bordure de la route du Montgenèvre. Du fait de la neutralité italienne pendant la Drôle de guerre, par le même scénario qu'en 1914, l'essentiel de la garnison fut envoyé sur les champs de bataille contre l'armée allemande. La déclaration de guerre par Mussolini fut tardive (10 juin) et les hostilités ne durèrent que jusqu'à l'armistice du 25 juin. L'offensive ennemie fut facilement stoppée par l'infanterie soutenue par une artillerie remarquablement efficace comme elle le prouva le 21 juin par la neutralisation du fort italien du Chaberton perché à plus de 3 000 mètres et particulièrement redouté.
L'histoire de Briançon pendant la Seconde Guerre mondiale présente l'originalité d'une double libération en 1944. La Résistance s'était sans doute manifestée comme dans de nombreuses régions de montagne mais le relief ne se prêtait pas à la constitution de bastions isolés comme celui du Vercors. Son action s'est limitée à des sabotages et à des coups de main ponctuels contre les troupes allemandes qui avaient pris le relais des Italiens dans l'occupation de la zone libre. Elle n'était pas en mesure de libérer la ville sans l'appui des forces alliées après le débarquement du 15 août 1944 sur les côtes de Provence. La première libération eut lieu le 23 août 1944 sans combats par le simple retrait des forces allemandes. Une délégation municipale fut installée à la mairie en remplacement de celle qui était aux ordres de Vichy. Les nouvelles autorités engagèrent même des tractations avec l'ennemi, en particulier pour des échanges de personnes. Mais les Allemands attachaient une grande importance à la maîtrise des cols alpins en protection de leurs troupes encore maîtresses du nord de l'Italie. D'où leur retour offensif le 29 août. Cette seconde occupation devait durer huit jours au terme, cette fois, de violents combats. Elle est libérée définitivement le 7 septembre 1944 par le 4e régiment de tirailleurs marocains (4e RTM) de la 2e division d'infanterie marocaine (2e DIM),.La commune a été décorée, le 23 août 1948, de la croix de guerre 1939-1945 avec palme de bronze L'ennemi se retranchera sur le col du Montgenèvre jusqu‘en avril 1945.

### La période contemporaine

#### Fin des activités traditionnelles
La population de la commune de Briançon est passée de 6 671 habitants en 1946 à 11 950 en 2016 soit une augmentation de 78 %. On assiste au cours de ces 70 ans à un renouvellement radical des activités. Aux maux traditionnels de l'agriculture de montagne s'est ajoutée l'emprise foncière des nouvelles constructions sur les meilleures terres. L'agriculture a donc disparu. Rien n'est venu remplacer après sa fermeture en 1933 l'usine de la schappe et la ville ne peut plus être qualifiée d'ouvrière. Les tentatives pour attirer de nouvelles industries sur une zone aménagée à cet effet ont été vaines. Les 3TF (Tricotages et Transformations Textiles de France) prévus pour employer 270 personnes ont fermé au bout de quatre ans (1985-1989). L'armée a été la plus grande victime de l'évolution. : avant même la suppression du service militaire obligatoire en 1994, les données internationales avaient vidé de sens le maintien d'une garnison. Le Centre National d'Aguerrissement en Montagne créé la même année n'a occupé qu'une minime partie des vastes locaux militaires avant de fermer en 2009. Les casernes dans la ville basse ont été rasées, pour l'une d'entre elles, ou acquises par la municipalité, en attente d'une affectation à de nouveaux usages dans le cadre de l'opération Cœur de ville

#### Climatisme
De grands espoirs ont été mis dans sa relance après la guerre. En 1946, six ans après la mise en service du téléphérique de Serre-Chevalier, la question, déjà soulevée en 1934, de la compatibilité du climatisme avec le développement du tourisme a été à nouveau posée. Elle a été tranchée par un arrêté fixant les limites d'une zone climatique, sur les pentes inférieures du bel adret dominé par la croix de Toulouse. Sa partie occidentale regrouperait les établissements réservés au traitement de la tuberculose. Aux sanatoriums existants s'est ajouté entre 1957 et 1959 le plus grand d'entre eux à l'initiative de la région Provence-Alpes-Côte d'Azur rejointe par Rhône-Alpes. L'ensemble a alors pris le nom de Rhône-Azur et cette collaboration est illustrée par un monument en béton au départ de la route embranchée sur celle de Grenoble. La construction de l'hôpital est issue des projets des architectes Arati et Boyer. L'ensemble est constitué de grands bâtiments à étages typiques par leurs galeries ouvertes vers le sud pour la déambulation des malades, une chapelle, un complexe de cinémas. On vivait dans un monde à part et le personnel était logé sur place dans de beaux immeubles en pierre de taille apparente et spécialisés : un pour les célibataires, un pour les familles des soignants, un pour le directeur, un personnel médical. Ainsi, avec ce nouvel établissement, la capacité totale a été portée en 1963 à 1 412 lits répartis dans sept sanatoriums, quatre hôtels de cure et une postcure.
Le problème est que cette croissance a été faite à contretemps, car à cette époque le traitement de la tuberculose avait fait d'énormes progrès en particulier grâce à la découverte des antibiotiques comme la streptomycine en 1944 dans la continuité des travaux d'Alexander Fleming. Par ailleurs la médecine préventive a permis de détecter la maladie avant son développement. Le nombre de lits est rapidement tombé à moins de 300.Dans le cas de Rhône-Azur, le nombre des journées d'hospitalisation est tombé de 478 000 en 1963 à 286 000 en 1972 et le pourcentage d'occupation des lits est passé, dans le même temps de 93 à 56 %. La situation n'a cessé de se dégrader malgré les efforts de reconversion pour le traitement d'autres maladies et des traumatismes. Rhône-Azur a fermé en 2013. Même les immeubles d'hébergement des personnels sont aujourd'hui vides.
Le traitement de l'asthme infantile a d'abord connu un développement considérable. D'une part les structures d'accueil pour des enfants de plus en plus ombreux ont été multipliées. D'autre part ce secteur a été à l'origine de toute une filière d'accompagnement. Pour accueillir ces enfants le lycée a été promu National Climatique. Une association a été créée afin de faciliter leur réinsertion professionnelle. Un Centre briançonnais de recherches bioclimatiques a été créé pour l'étude des corrélations entre cette infirmité et les données météorologiques en montagne. L'hôpital Adrien Daurelle ouvert en 1958 a augmenté le nombre de ses services et consultations spécialisées et créé une école d'infirmières. Les conséquences pour la ville ont été considérables avec la création de 1 135 emplois. Le commerce local a bénéficié d'une part importante des dépenses des établissements de soin et de leur personnel. L'entretien et la reconversion des bâtiments ont procuré du travail aux artisans et aux entreprises briançonnaises. Les finances de la ville ont perçu des impôts et taxes supplémentaires et les services publics ont été mieux rentabilisés par cette nouvelle clientèle. Les congrès médicaux et scientifiques ont attiré des délégations de nombreux pays et contribué à la renommée de la ville.
Le développement du traitement des asthmatiques a pu paraître un temps compenser le déclin, pour ne pas dire la disparition des sanatoriums. C'était sans compter sur deux facteurs de fragilité. D'une part, du fait des progrès thérapeutiques, le séjour des patients a été de plus en plus raccourci et leur renouvellement moins assuré. D'autre part, selon de nouvelles dispositions de la politique en matière de santé la loi hospitalière de 1991 a remis en cause le décret de 1988 qui reconnaissait implicitement la vocation nationale des stations. Or les maisons de soins du Briançonnais recrutaient sur l'ensemble de l'Hexagone dans des proportions de 30 à 70 %. L'application de ces schémas régionaux n'a pas tardé à se faire sentir entraînant la fermeture de certains établissements, dont celui des Neiges avec ses 220 lits, annoncée pour 1995. Malgré les dispositions prises pour recaser les membres du personnel dans divers établissements médicaux, l'opinion a été profondément révoltée. Des efforts ont été tentés pour conserver le maintien de la vocation hospitalière de Briançon, si besoin par-delà le climatisme en prenant de nouvelles orientations fondées davantage sur son plateau technique performant et un personnel qualifié […] intégrant un développement souhaitable de la médecine préventive », orientations qui justifieraient davantage le maintien d'un recrutement national des malades »

Quelques bâtiments de l'ensemble hospitalier, à la fin du XXe siècle
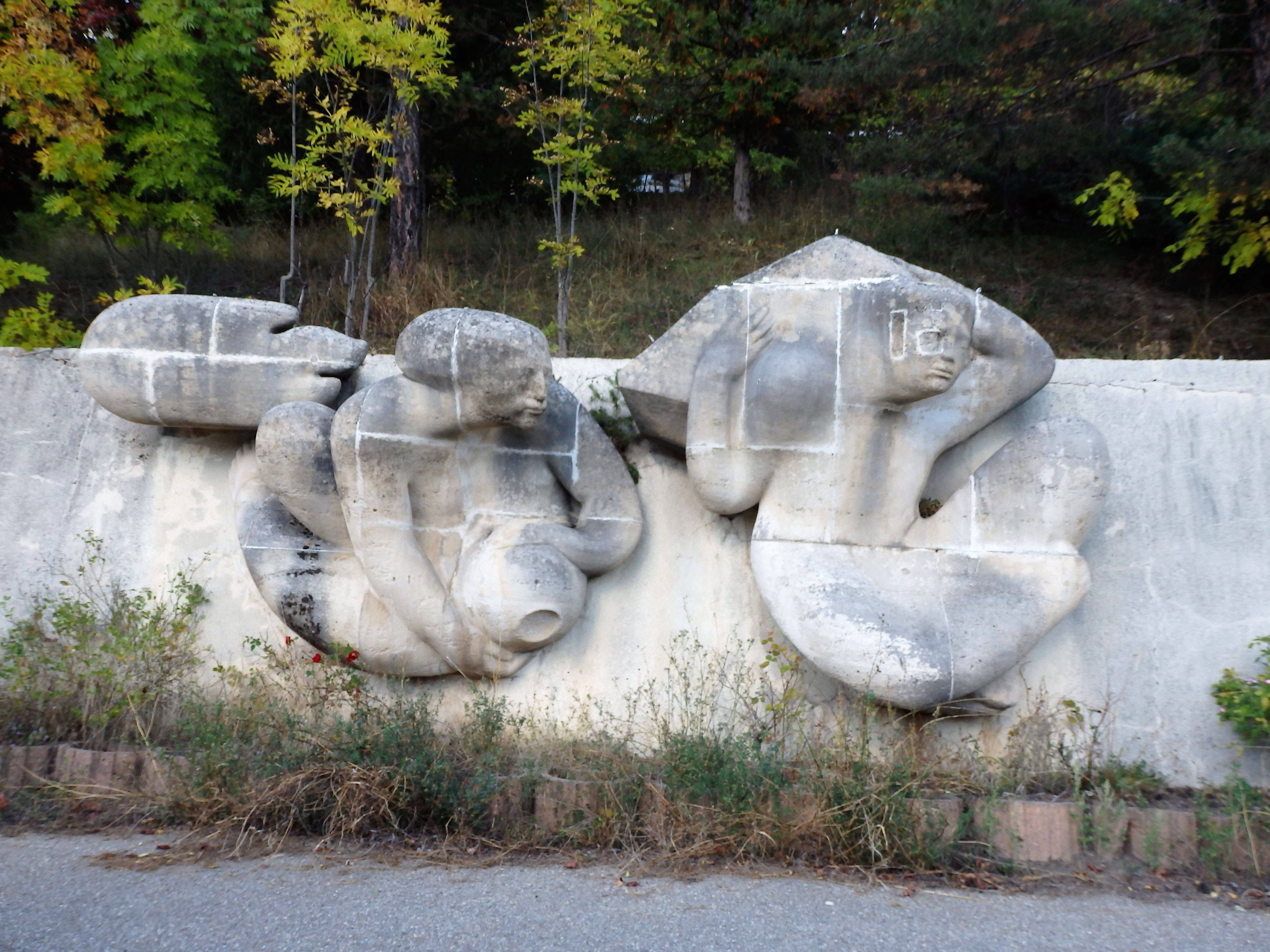
Sculpture symbolique de la collaboration Rhône-Alpes et PACA.
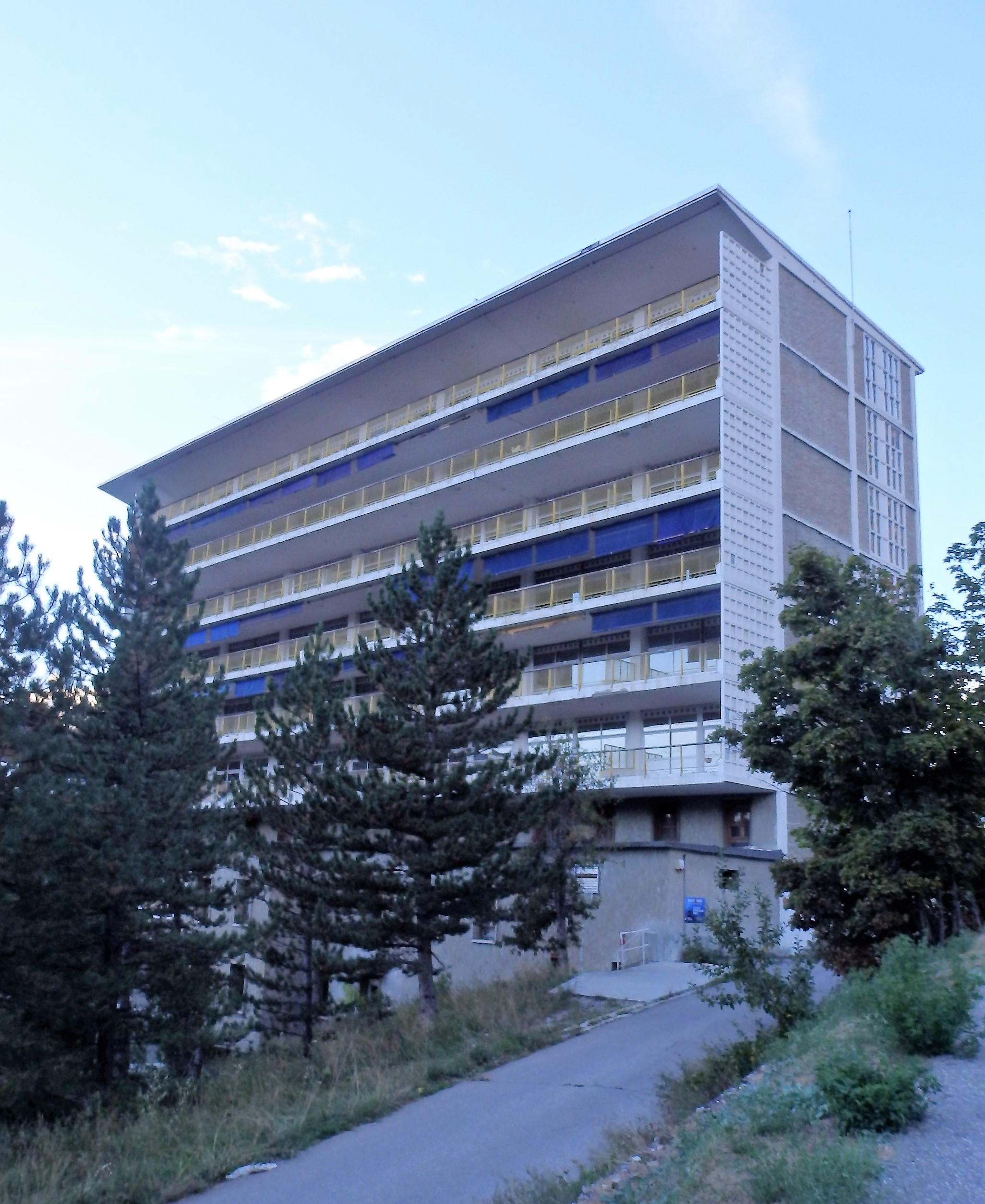
Bâtiment du sanatorium avec ses coursives.
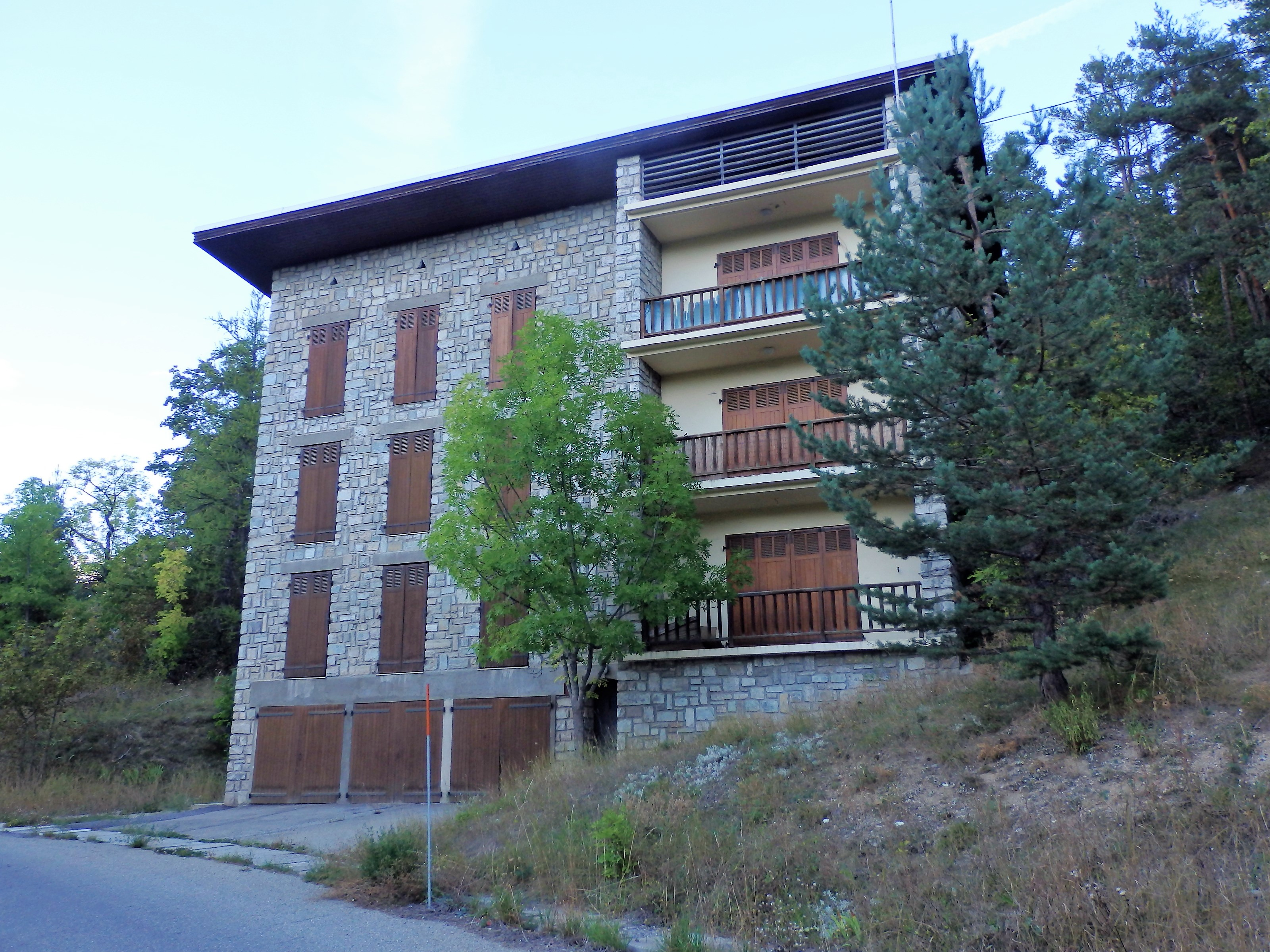
Logements du personnel hospitalier.

#### Sports d'hiver
Il faut attendre les années 1960 pour que, enfin, Briançon commence à trouver vraiment sa vocation dans le tourisme. « Le développement des loisirs, l'engouement de plus en plus affirmé pour la montagne et les sports d'hiver, la recherche des pays ensoleillés devaient donner toutes les chances à cette région ».
Dans un premier temps, on assiste au prodigieux essor des stations de ski aux environs de la ville. Serre-Chevalier se classe au quatrième rang en France avec ses 50 remontées mécaniques et ses 17 000 lits en 1973. Et elle n'est pas la seule : Montgenèvre s'équipe également de 18 remontées mécaniques et s'associe aux stations italiennes de San Sicario et de Sestrières. Dans la Vallouise, Puy-Saint-Vincent se développe à son tour. Le territoire de la commune de Briançon n'offre pas les mêmes possibilités. Elle doit se contenter de se spécialiser dans des activités d'accompagnement (centre de secours, service météo, formation aux métiers de la neige...). La seule possibilité pour la commune d'accéder au rang de station serait de la relier au domaine skiable de Serre-Chevalier en équipant les pentes du Prorel, ce sommet qui domine la ville à l'ouest de ses 2566 mètres. Mais il faut alors qu'une bonne entente se réalise avec les communes voisines de Puy-Saint-André et surtout de Puy-Saint-Pierre inquiète sur les conséquences écologiques et agricoles. Il faut donc se contenter d'un modeste développement de neuf remontées mécaniques et seize pistes. Il s'écoulera une trentaine d'années avant que soit enfin mise en service la télécabine du Prorel qui assure une liaison sérieuse entre Briançon et le domaine de Serre-Chevalier. Elle part de la gare du Cros au centre de la ville à 1 212 mètres. La gare supérieure de la Croix de Nore est à 2 355 mètres. La dénivelée est donc de 1 142 mètres. À partir de la gare supérieure télésièges et téléskis permettent d'atteindre la crête par laquelle s'opère la jonction. L'inauguration a lieu le 11 février 1989 en présence du Premier ministre Michel Rocard et du ministre de la Justice Olivier Stirn.

#### Un nouveau climatisme
La vocation de Briançon en tant que station de ski est loin de la mettre en concurrence avec ses grandes voisines de Serre-Chevalier au centre du domaine skiable. Son activité est limitée à la saison hivernale. Compte-tenu par ailleurs de la disparition des activités traditionnelles et de la crise du climatisme, on peut s'interroger sur les ressorts de la croissance démographique de la commune. On peut parler d'un nouveau climatisme qui n'a plus rien de médical car il est lié aux avantages naturels de la ville déjà signalés. Ceux-ci sont liés au relief : une situation en moyenne montagne entre 1 200 et 1 320 mètres ; l'étalement de la majeure partie du territoire sur un vaste adret dans les basses pentes de la Croix de Toulouse ; une orientation générale nord-sud de l'axe Guisane-Durance qui facilite la remontée des influences méridionales et bloque les influences océaniques. En découlent de remarquables privilèges climatiques dont un ensoleillement exceptionnel : « Briançon est effectivement à peine moins ensoleillé que Nice ou Toulon [qui sont des villes de la Côte-d'Azur, plus au sud] » (plus de 300 jours avec un total de 2 500 heures). Les précipitations sont modérées et les 88 jours de pluie annuels davantage concentrés sur l'automne tandis que le degré hygrométrique est de l'ordre de 40 %. De tels avantages font de l'ensemble du Briançonnais un milieu très tonifiant pour l'organisme. C'est pourquoi il est de plus en plus recherché par les citadins désireux de fuir les nuisances urbaines. On tient là l'explication de la multiplication des résidences secondaires[réf. nécessaire]. On en comptait seulement 276 en 1968, ne constituant alors que 9,8 % du total des appartements face aux 90,2 % des résidences principales (2554). En 2016, sur un total de 8 060 logements, 5 104 sont des résidences principales (63,3 %) et 2 956 des résidences secondaires. Cette population de résidents secondaires, par définition temporaire, n'est pas prise en compte par les statistiques démographiques. La croissance de la population s'explique donc par le nombre important de citadins qui ont franchi le pas et décidé de se fixer définitivement dans la ville. Il s'agit pour l'essentiel de retraités, ce que vient confirmer l'examen de la pyramide des âges. En 1975, les personnes de plus de 60 ans ne constituaient que 13,7 % du total de la population communale ; en 2018, elles en constituent 28,1 %. Il ne s'agit pas seulement de particuliers : l'ouverture en 2019 d'une résidence pour seniors par le groupe Domitys en plein centre-ville sur l'emplacement d'une ancienne caserne (plus de 100 celliers selon le terme employé) est l'illustration hautement symbolique de la substitution de la vocation résidentielle à la vocation militaire (statistiques INSEE).

#### Transformations urbaines
Le problème des relations entre la vieille cité fortifiée par Vauban et la ville basse ne se pose plus en termes de rivalité. Pour la cité, prévaut une « double préoccupation : protection et mise en valeur de son patrimoine architectural et implantation de résidents permanents pour enrayer une dépopulation apparemment inéluctable ». Alors que l'on comptait encore près de 1 000 habitants en 1968, ils ne sont plus que 791 au recensement de 1975. Un plan d'ensemble est alors établi. De nouvelles constructions remplacent d'anciens bâtiments militaires après leur destruction. Il faut aussi rénover les logements anciens et restaurer leurs façades. La commune n'a pas attendu pour la mise en valeur du patrimoine. L'énumération des opérations en serait fastidieuse. Elles commencent par la restauration intérieure de nombreux bâtiments comme la collégiale ou le couvent des Récollets, s'augmentent de l'agrémentation du parcours des rues (pavage, éclairage de style, fleurissement, illumination des remparts). La municipalité a été aidée financièrement dans ses efforts grâce au classement des remparts au titre des monuments historiques en 1979. Ce mouvement devient irréversible depuis le classement de la cité en 1987 comme secteur sauvegardé en application de la loi Malraux de 1962. De même, si la distinction du site par l'UNESCO en 2006 avec les autres places fortifiées par Vauban accroît mondialement sa renommée, elle lui crée aussi l'obligation de persévérer.

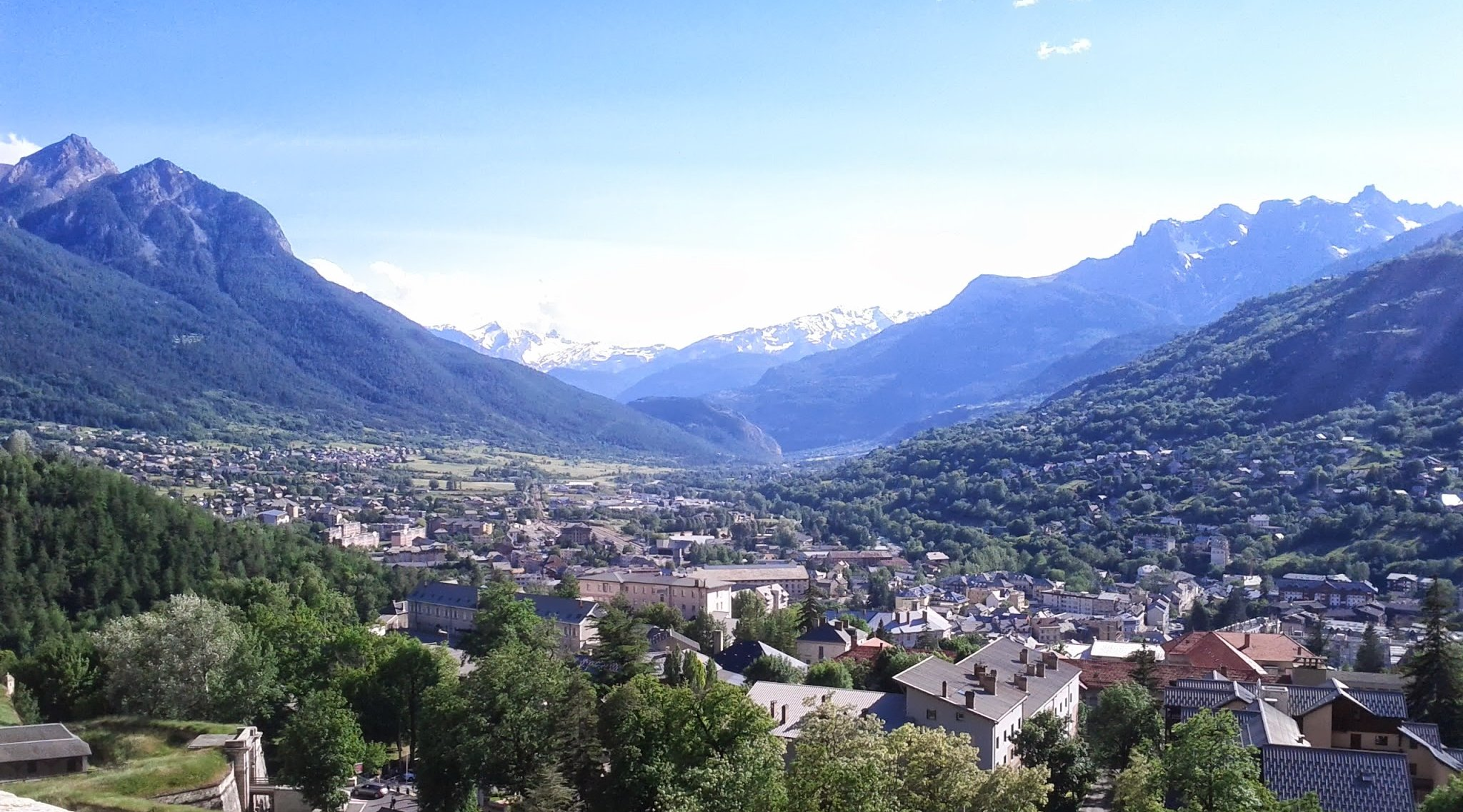
Développement pavillonnaire au sud de la ville.

De son côté, « Sainte-Catherine s'est hypertrophiée.[…] De grands immeubles ont poussé en différents coins. Les limites de ce qui fut jadis un modeste écart de Briançon s'estompent tant sont nombreuses les constructions qui le relient à la ville haute et aux différents hameaux. Celui de Fortville a fait un saut prodigieux, triplant sa population (530 habitants en 1946, 1 501 en 1975) ». Mais c'est au contact même [du quartier] de Sainte-Catherine même que la densification est la plus forte. Un véritable quartier est réalisé avec les ZAC Chancel et des Cros, où est édifiée la gare de départ de la télécabine du Prorel ».
Dans les années 2010, est lancée l'opération « Cœur de ville » sur l'emplacement des casernes désaffectées du 159ème RIA. La municipalité a saisi l'opportunité d'une aide de l'État pour lancer cette opération. Il s'est agi de mettre fin à une urbanisation morcelée, de donner une plus grande unité à une agglomération dont on disait qu'elle comportait autant de quartiers que d'habitants. Il a finalement été décidé de conserver trois des quatre bâtiments de la caserne. Mais leur reconversion devrait revenir plus cher que la construction neuve, et, n'a été envisagée que dans une deuxième phase. Il a donc été procédé, selon la nouvelle mode, à un travail de déconstruction avec valorisation de 27 000 tonnes de déchets ; plus de 90 % ont été concassés et réemployés comme remblais. Cette phase s'est terminé en juillet 2017.
Le quartier est actuellement (années 2010-2020) en cours d'aménagement selon un plan qui prévoit la construction de 760 logements en 12 ans par la promotion privée. Leur commercialisation est basée sur la prévision de croissance démographique de 2 500 habitants par extrapolation des données des derniers recensements de population. Ces prévisions peuvent paraître très optimistes si l'on se réfère au passé (11 876 habitants en 2011, 12 370 en 2015, soit un taux de croissance annuel de la population de l'ordre de 1 %). On compte en particulier sur le développement de la fonction de résidence secondaire, qui correspond aujourd'hui à 29 % du patrimoine bâti de la commune. D'ores et déjà, ont été commercialisés les appartements de la résidence pour seniors des Aiglons allant du studio au F3. Des services collectifs y sont proposés (salle de gym, salle de jeu, piscine, restaurant). Les habitants du quartier peuvent fréquenter des commerces de proximité. Mais pour mériter le titre de cœur de ville, le projet se devait de prévoir des équipements concernant l'ensemble de la population. C'est déjà le cas en ce qui concerne la politique du logement  : une chaufferie urbaine au bois alimente un réseau de 8 kilomètres qui dessert tous les édifices publics ainsi que les propriétés privées le souhaitant. La fréquentation sera facilitée par la création de parkings (ceux des résidents étant souterrains), particulièrement utiles pour les clients d'un nouveau marché. La culture et les sports ne sont pas oubliés avec création d'une médiathèque, d'un cinéma multiplex Cosmo, d'un parc de planche à roulettes (skatepark en anglais) et d'un gymnase. Un parc doit être aménagé sur le coteau, faisant ainsi la liaison pour les promeneurs avec la ville haute. Enfin, le bâtiment « Altipolis » est au service des entrepreneurs.

Éléments de l'opération « Cœur de ville » du début du XXIe siècle
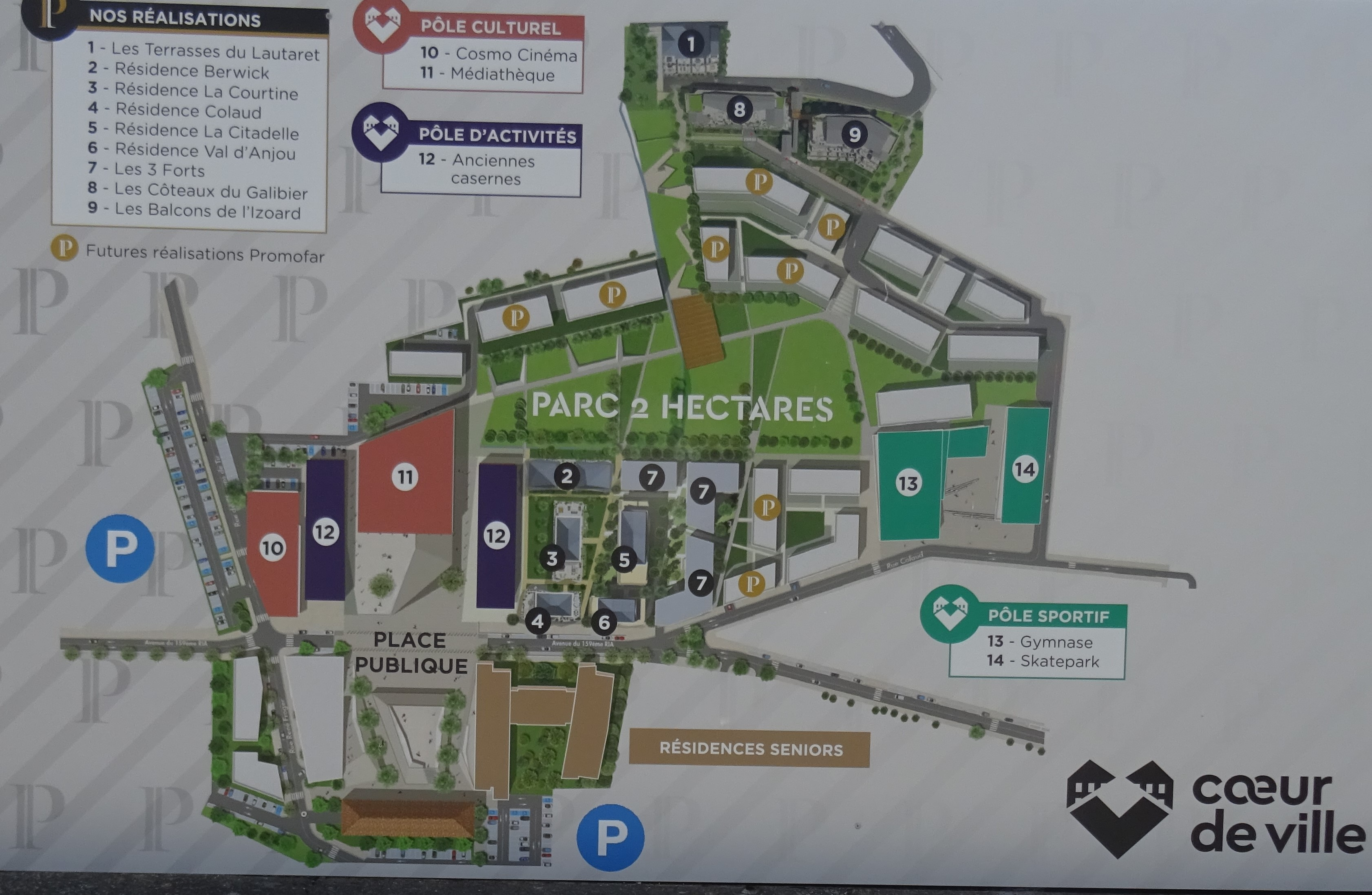
Plan d'ensemble de l'opération coeur de ville.
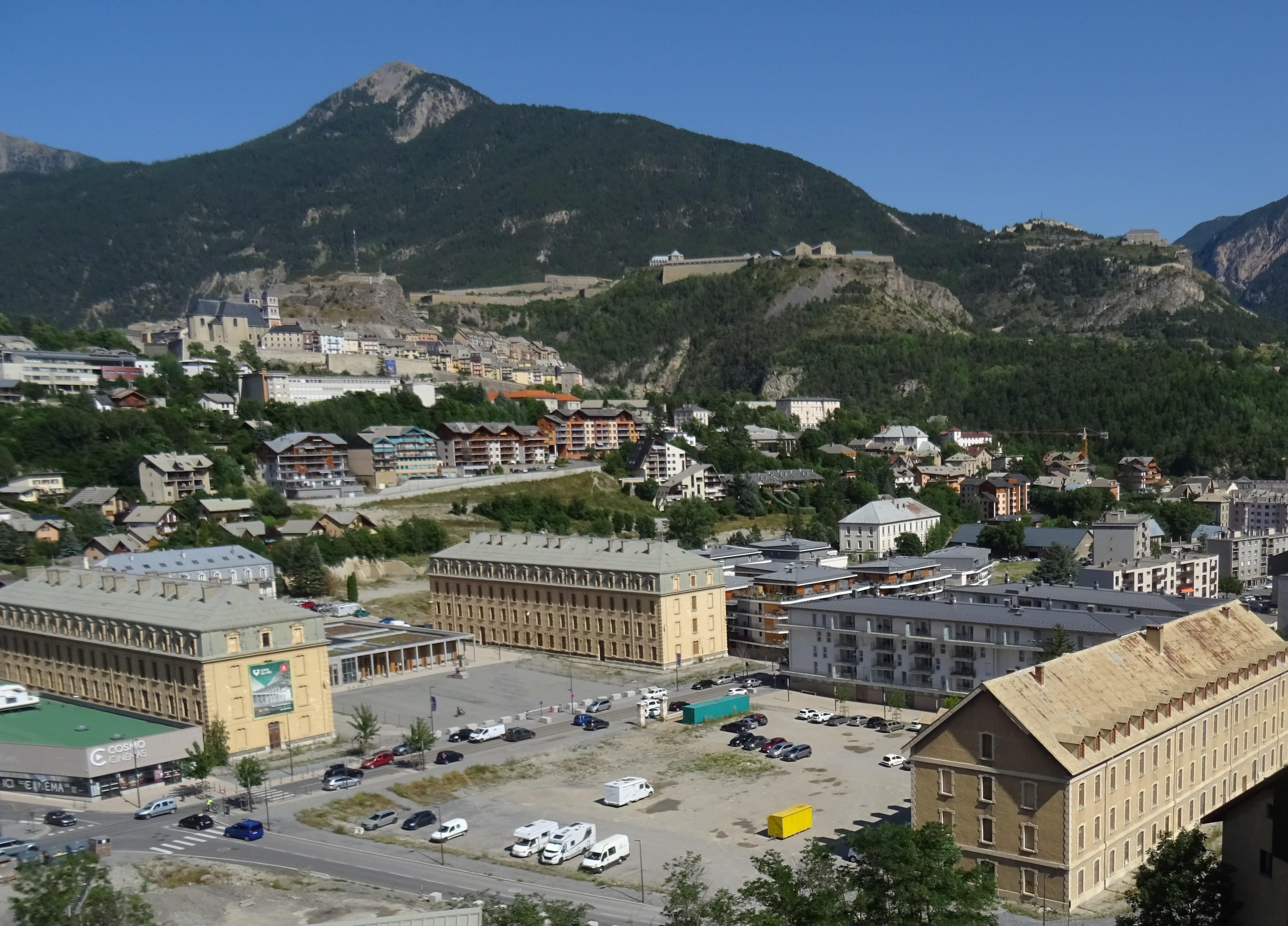
Situation en juillet 2021.
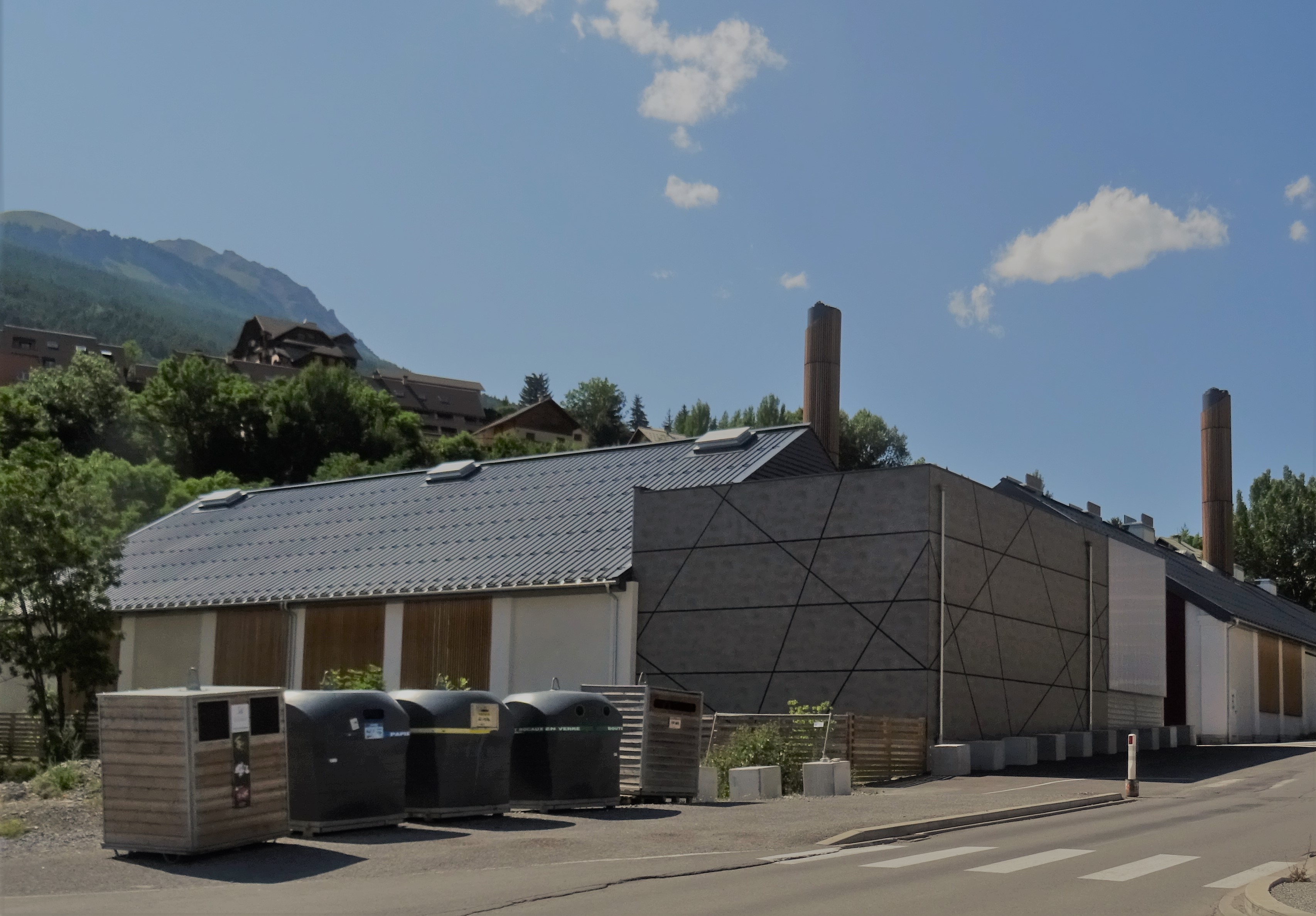
Chauffage urbain.
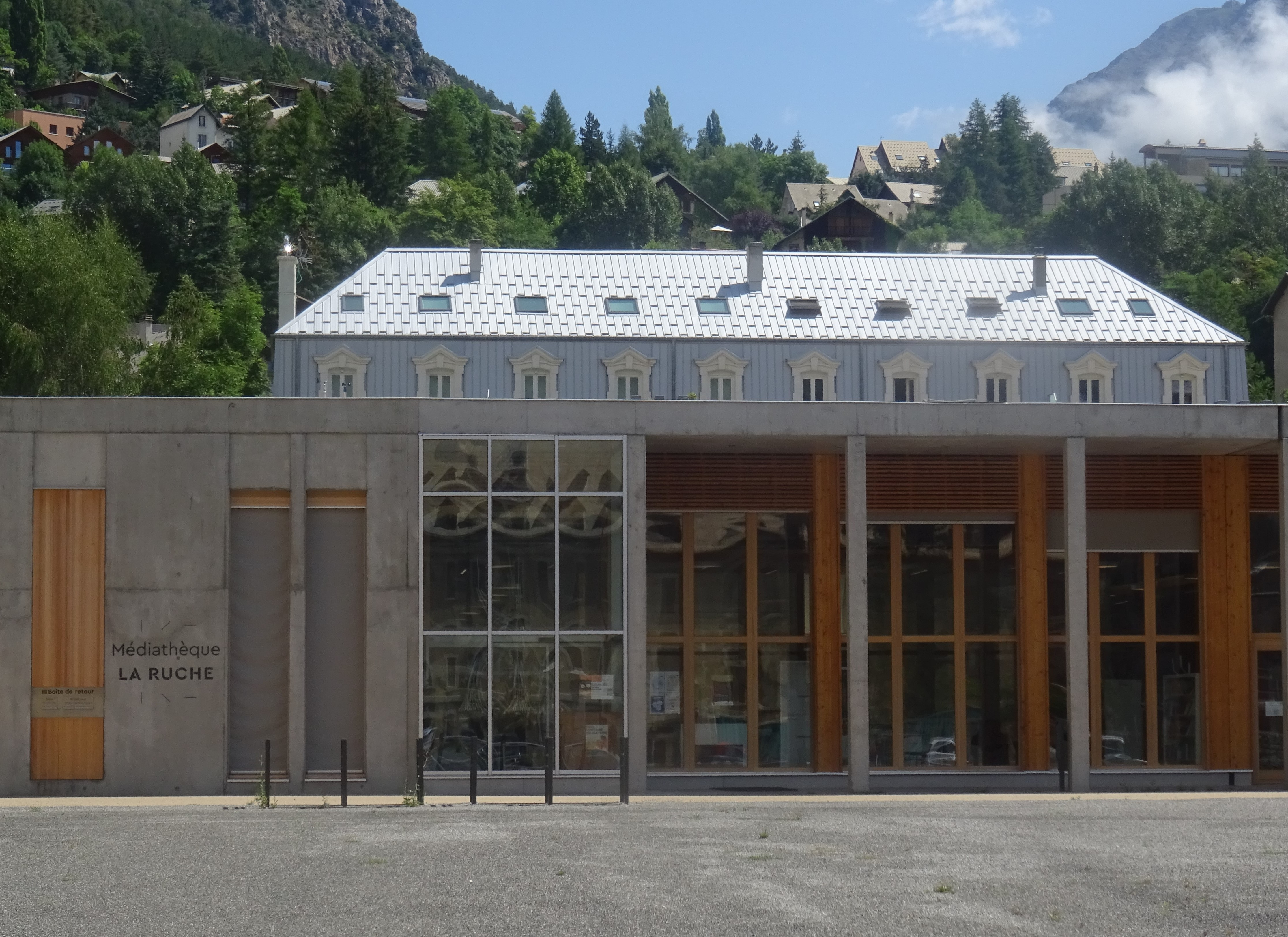
Médiathèque.
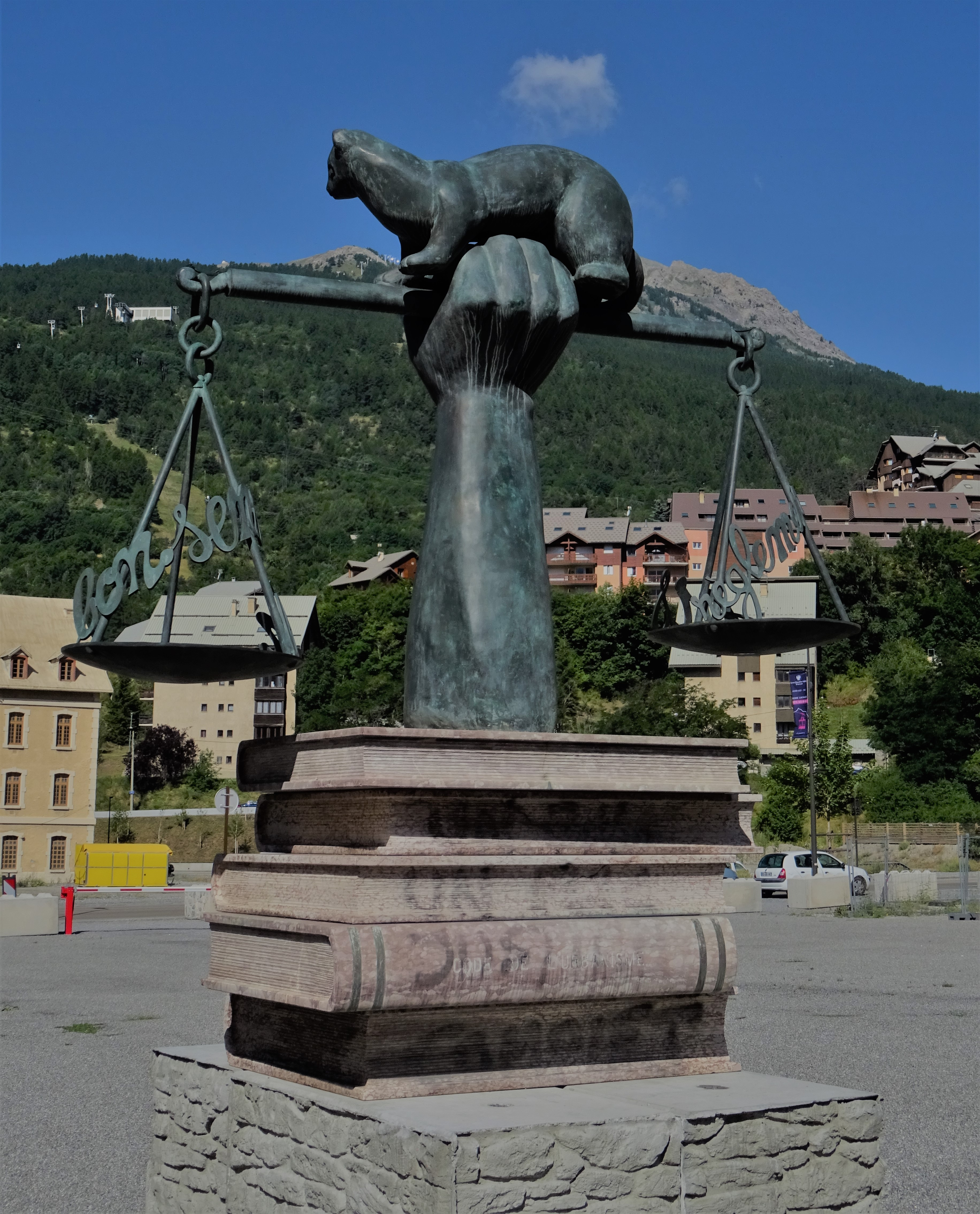
Symbole devant la médiathèque.
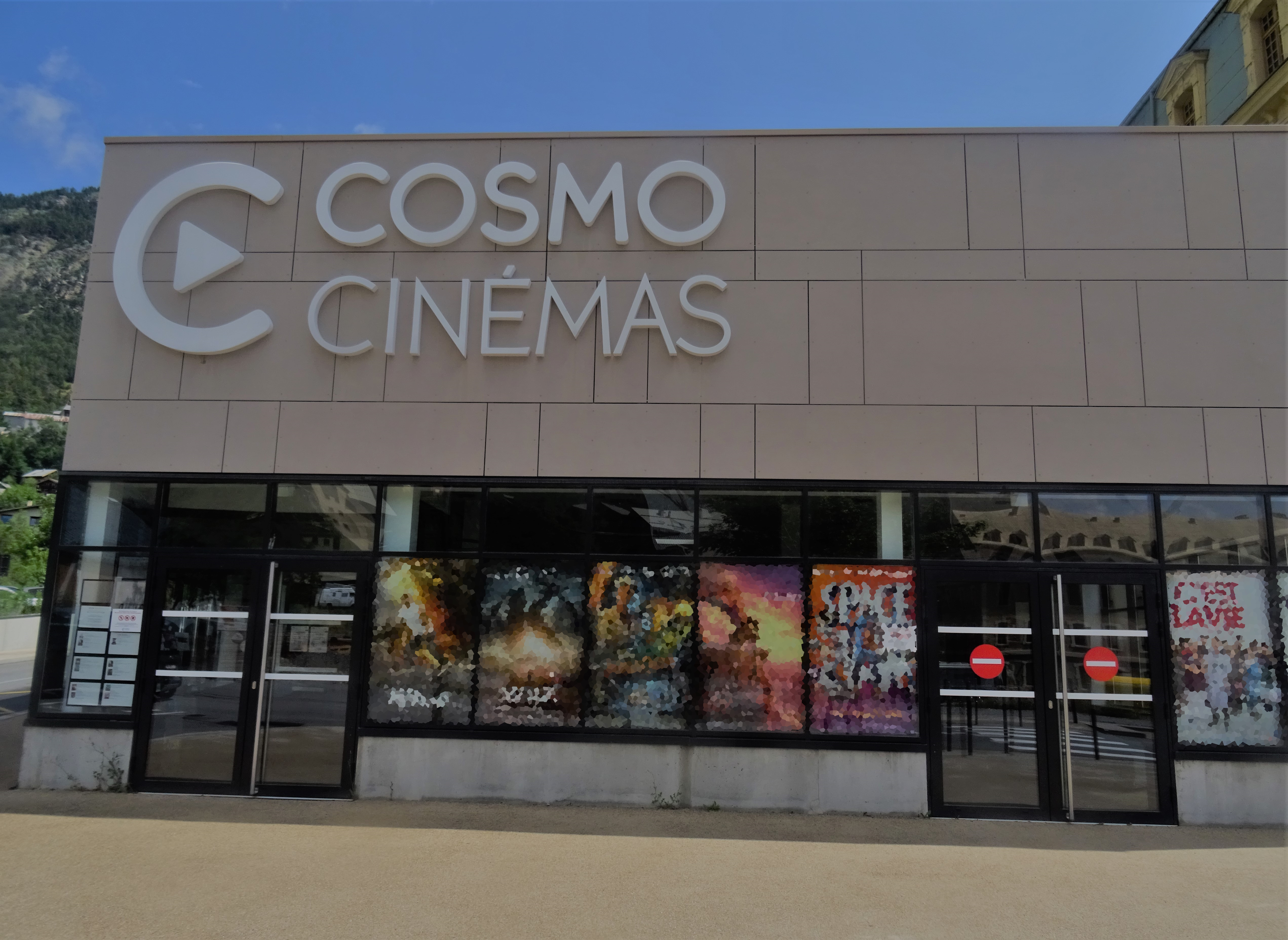
Cinémas.
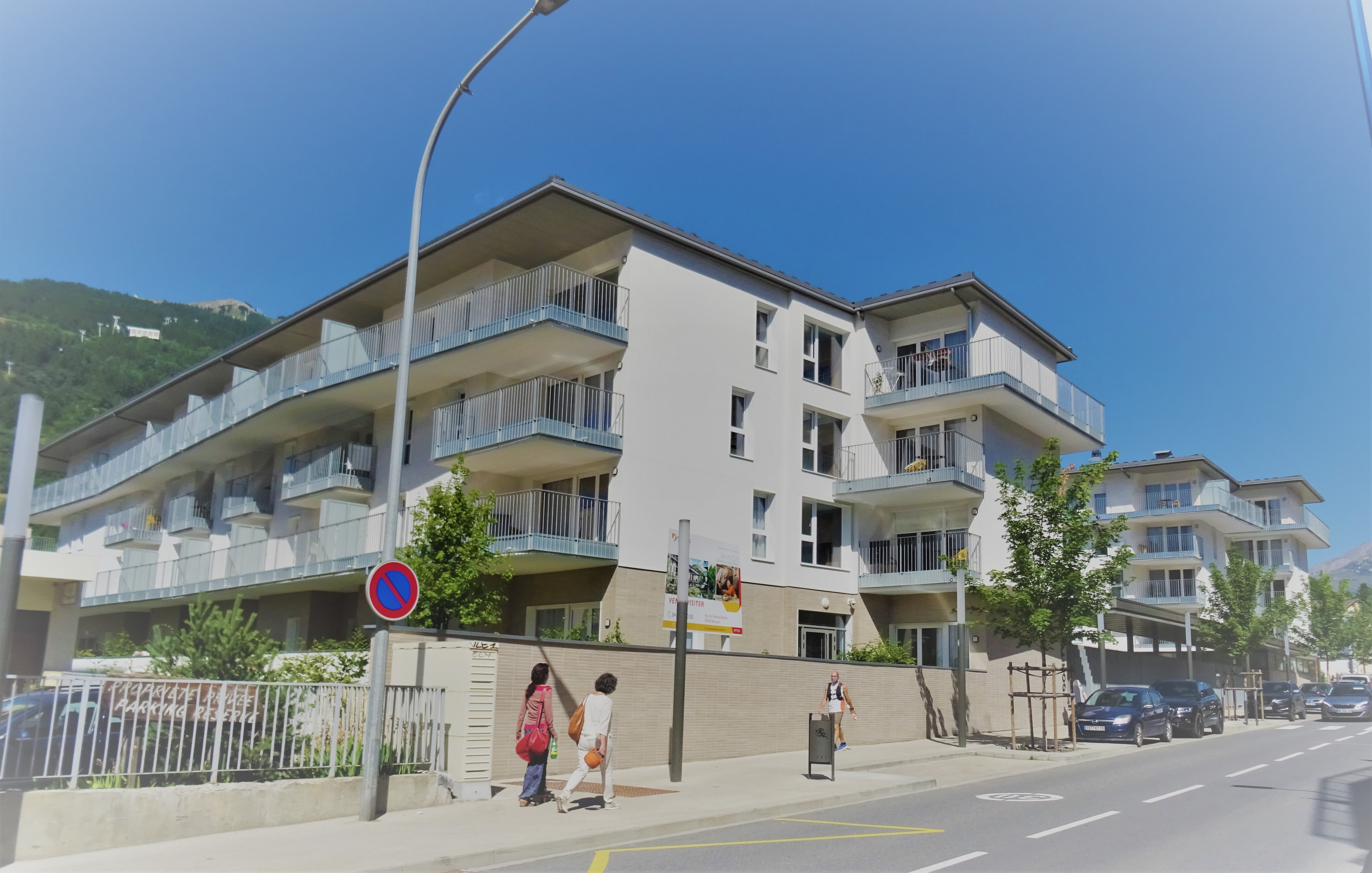
Résidence seniors.

Au total, dans les années 2020, le ruban des constructions est continu sur plus de quatre kilomètres, soit jusqu'aux limites sud et nord de la commune.
Sont inclus sur cet alignement des équipements commerciaux et de services variés consommateurs d'espace et qui n'ont pas leur place en position centrale : le centre commercial la « Grande Boucle » au nord-ouest, et la zone « Espace Sud » en limite de la commune de Villar-Saint-Pancrace. Le noyau ancien du secteur de Sainte-Catherine conserve son animation en concentrant des commerces anomaux, ses cafés et restaurants et son marché hebdomadaire. Il jouxte par ailleurs le parc de la Schappe, aménagé pour la simple promenade et la détente, mais aussi avec des équipements sportifs pour les familles avec enfants et pour les amateurs d'accrobranche, voire de via ferrata. On peut s'attendre à un proche transfert dans les vastes locaux des casernes désaffectées de nombreux services municipaux ou autres[réf. nécessaire].

Aménagements proches de la Durance
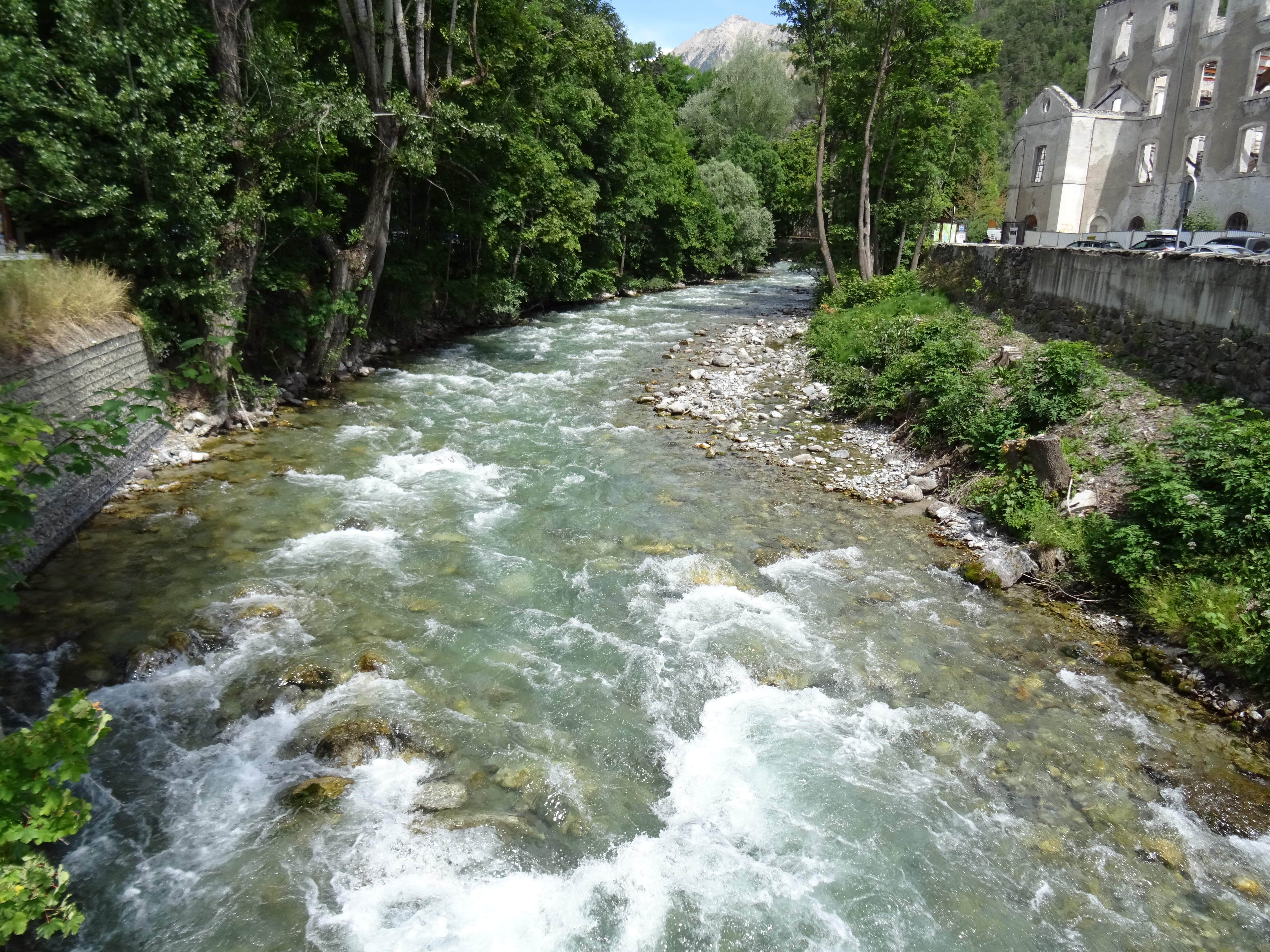
La Durance au droit de l'ancienne usine de la Schappe.
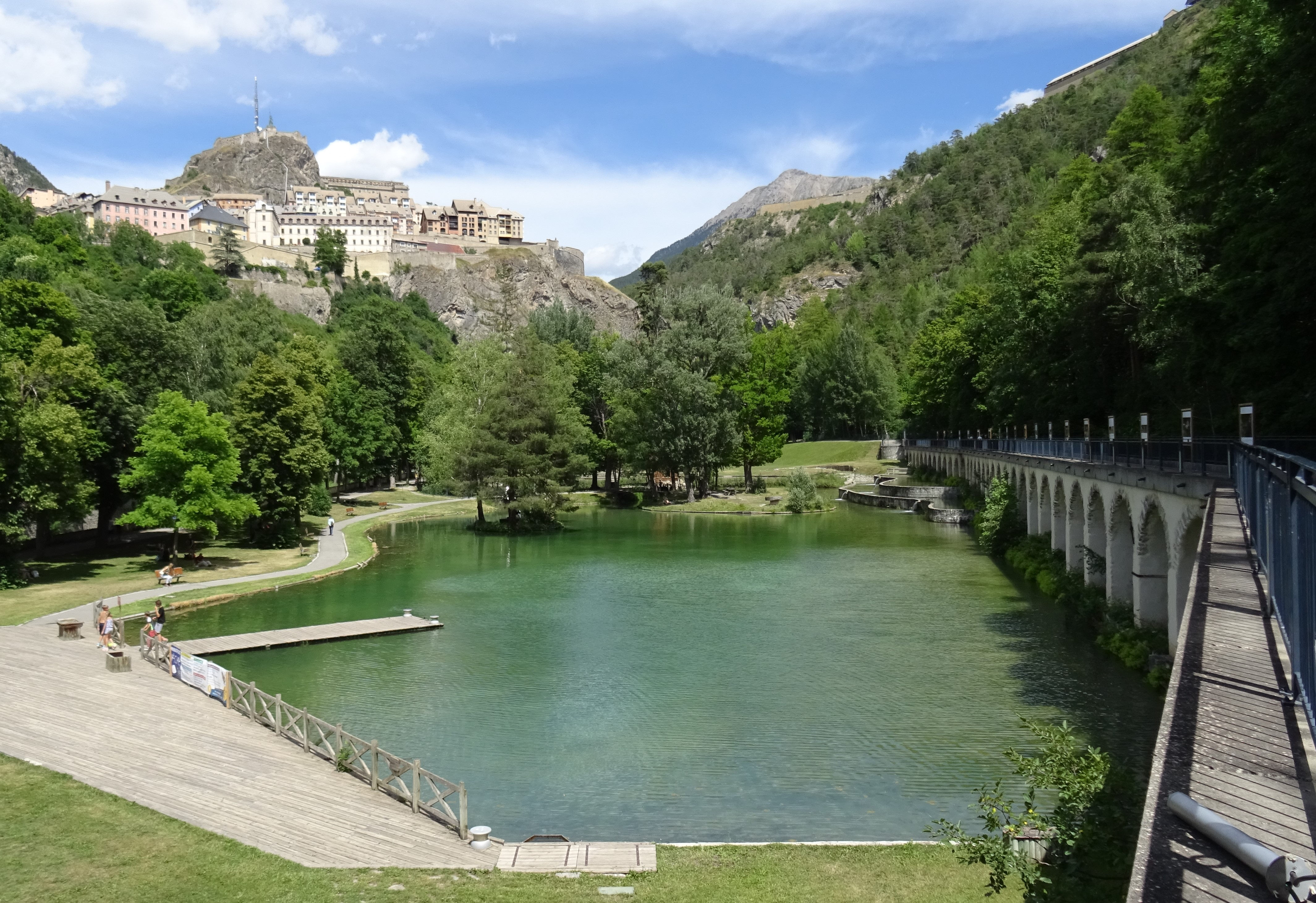
Lac de la Schappe et cité Vauban (en arrière-plan).
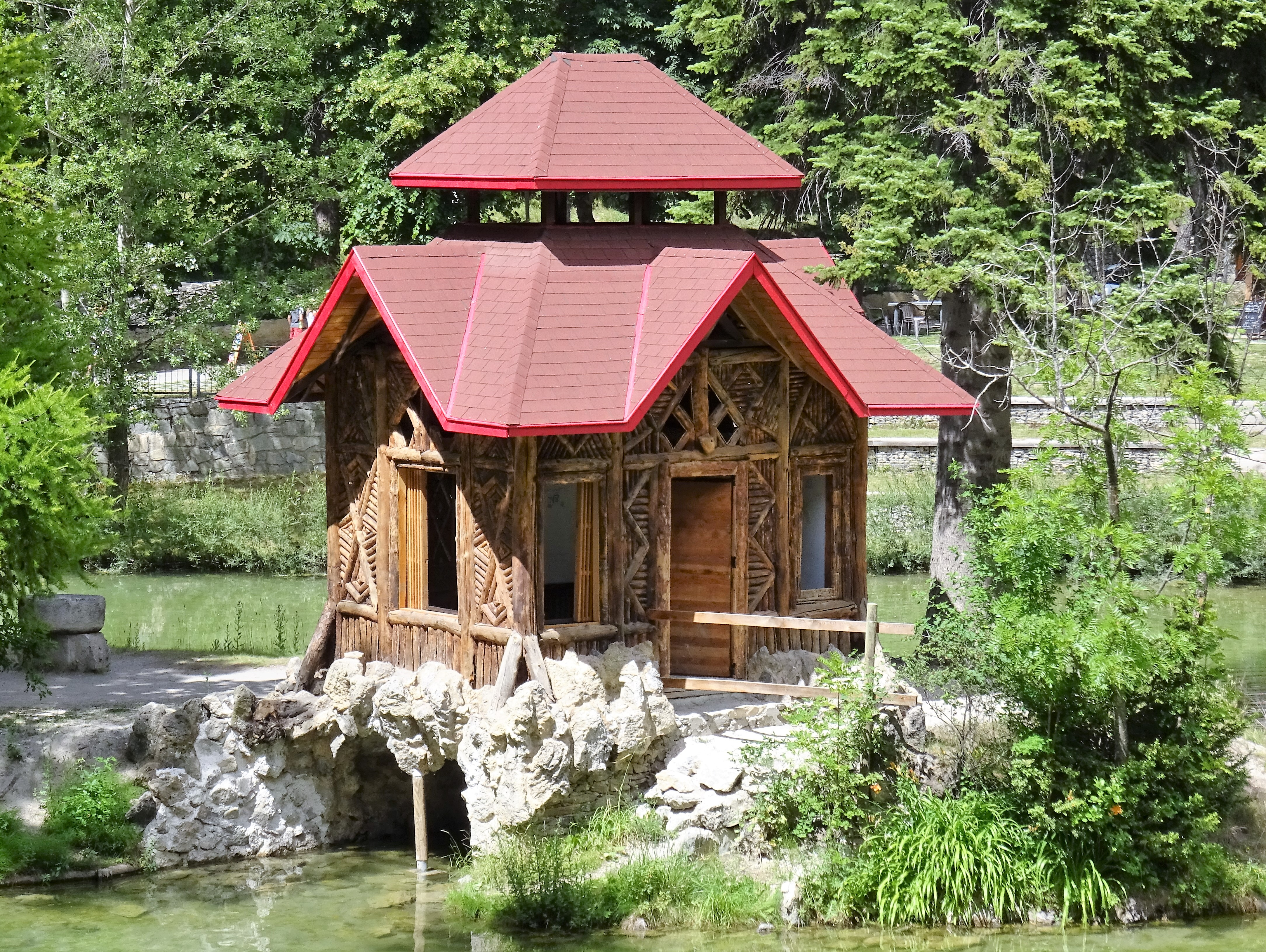
La pagode sur le lac de la Schappe.
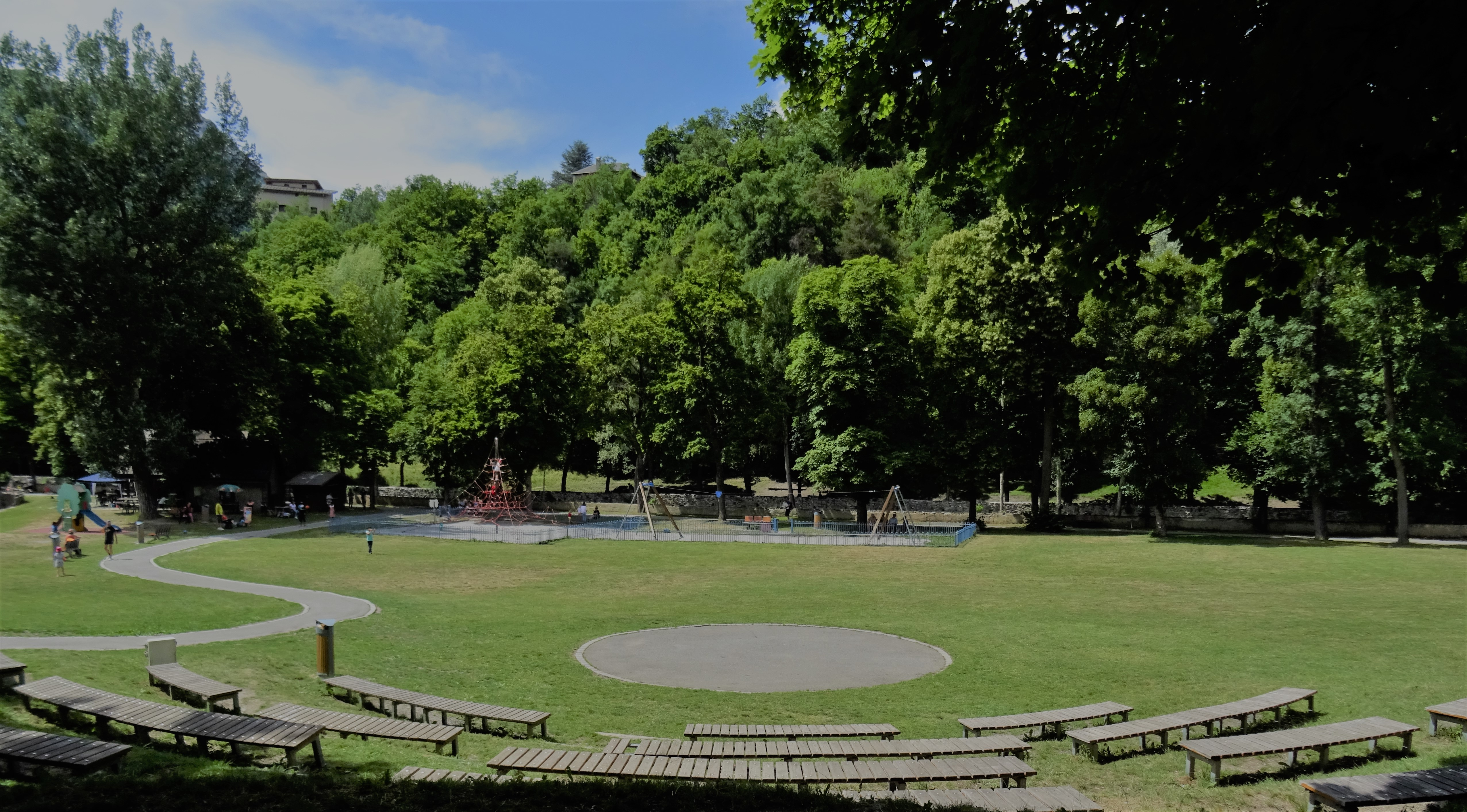
Théâtre de verdure.
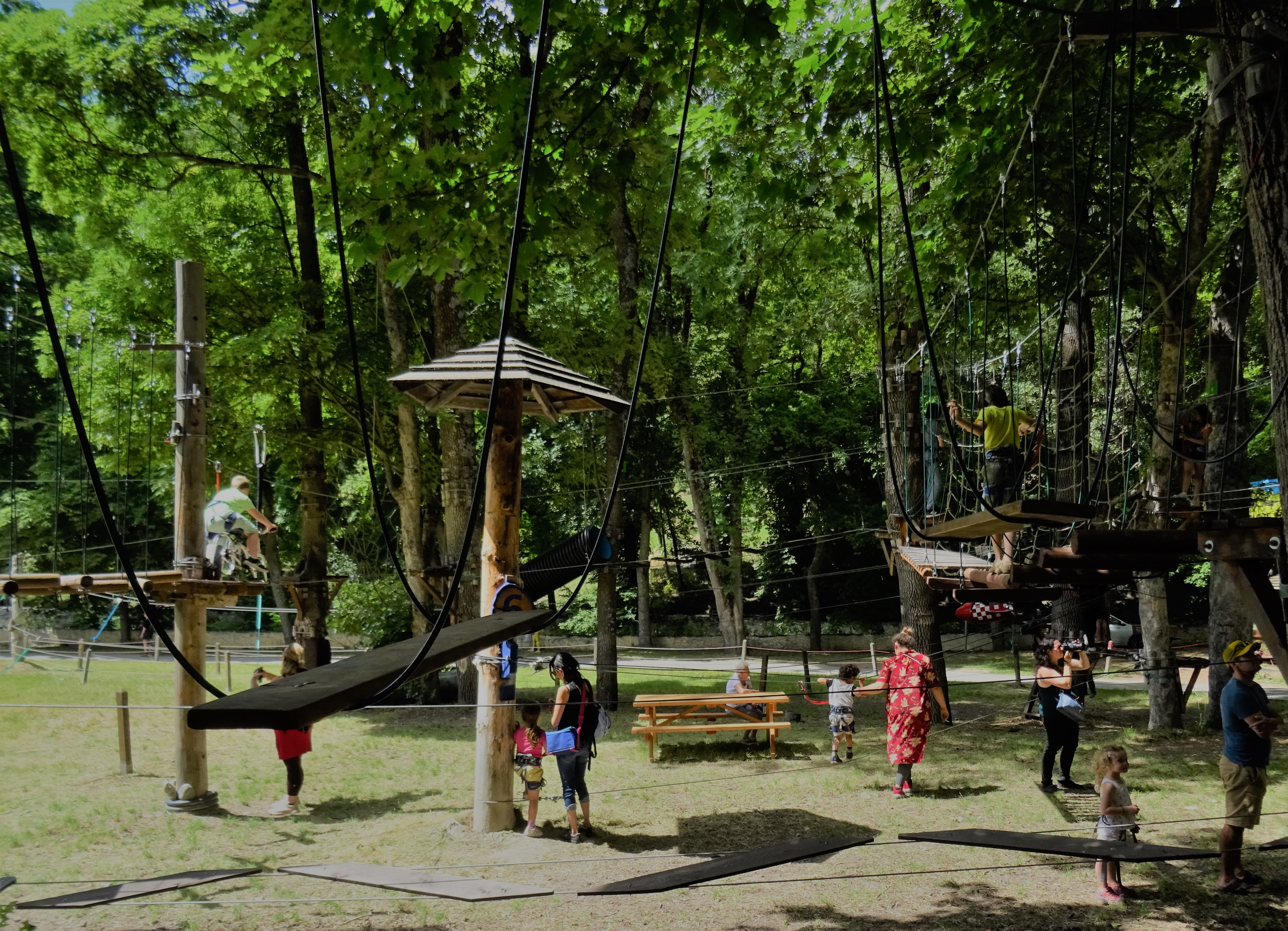
Jeux d'enfants dans le parc.
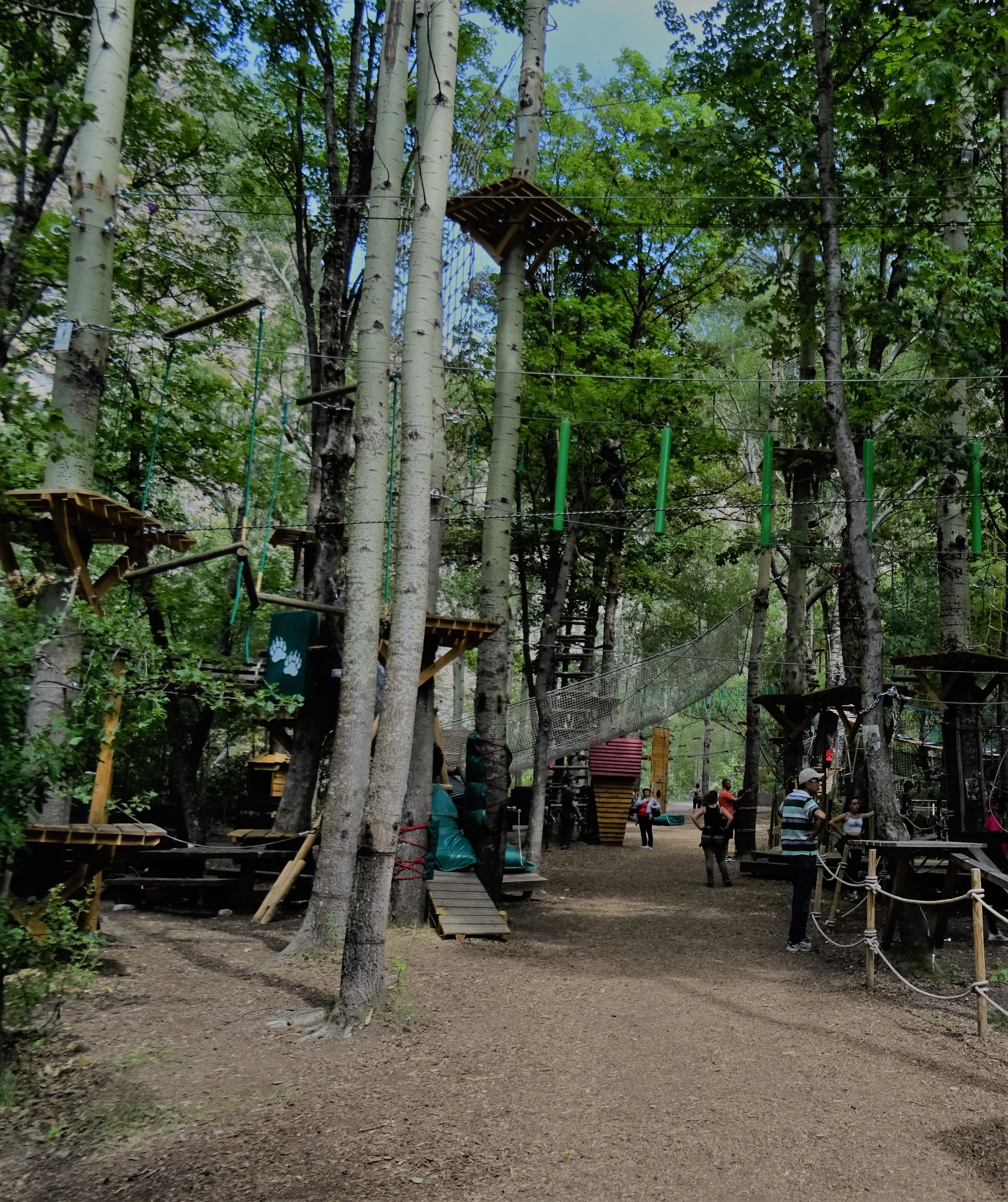
Accrobranche.
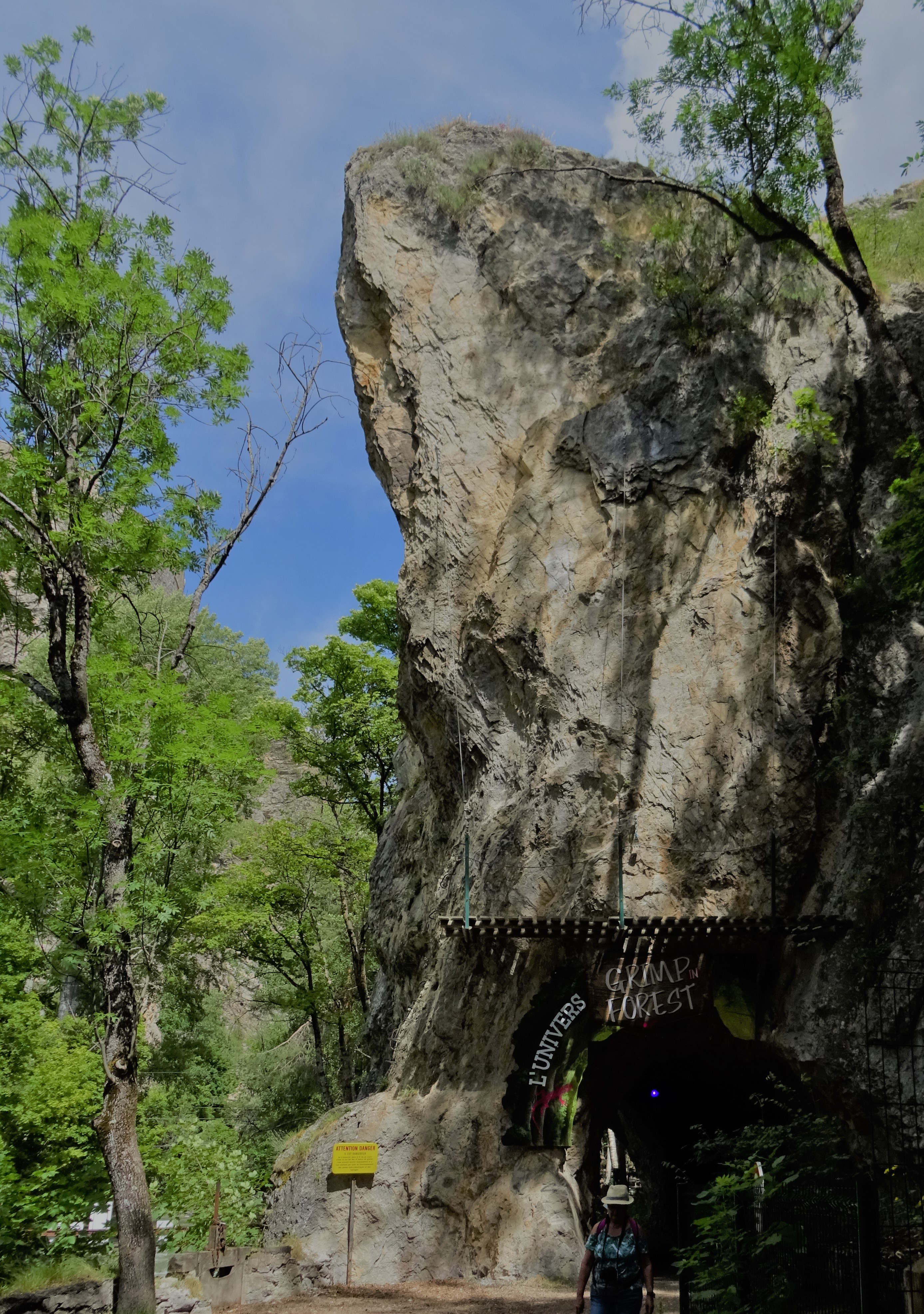
Via ferrata.
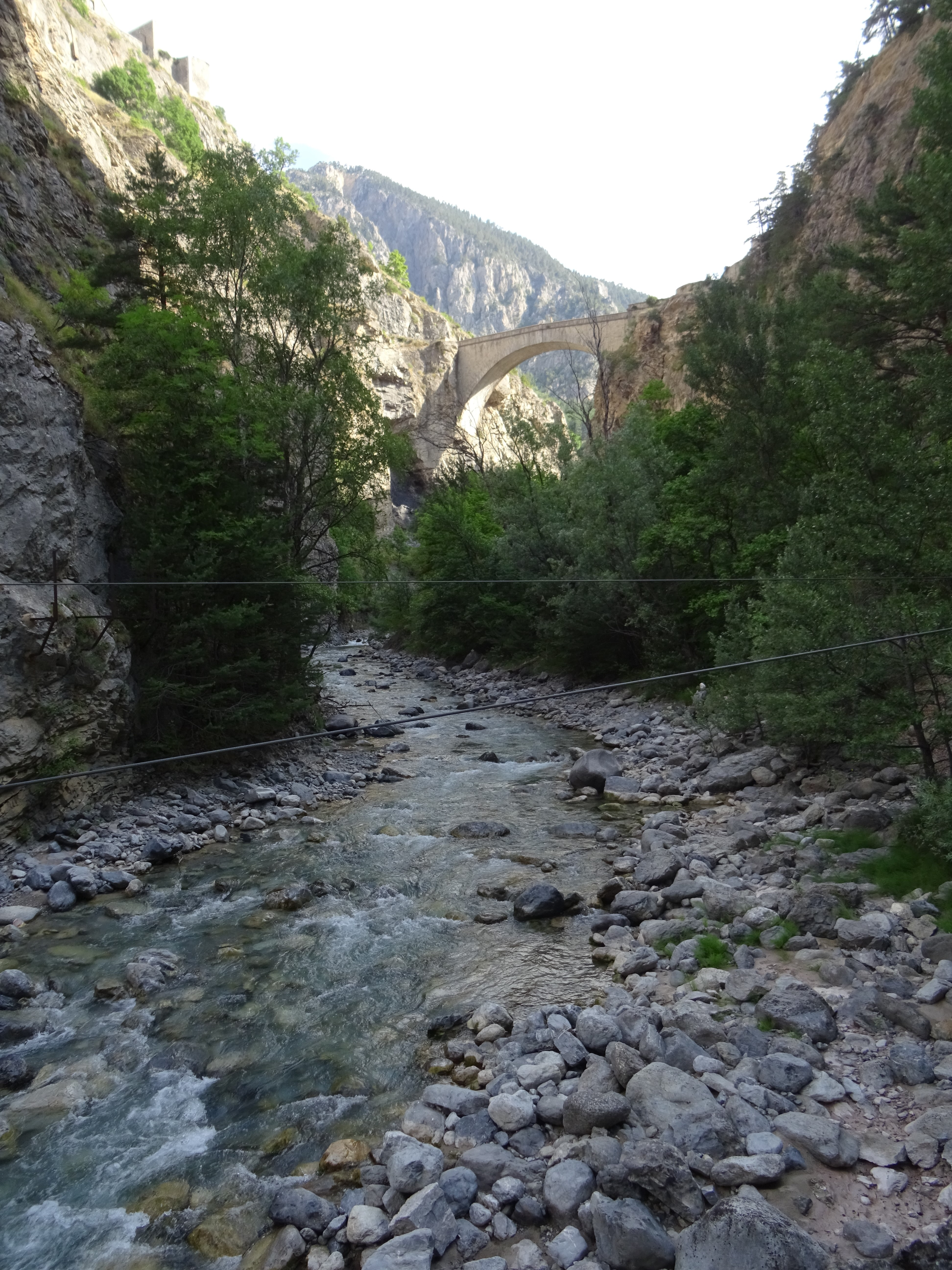
Pont d'Asfeld.
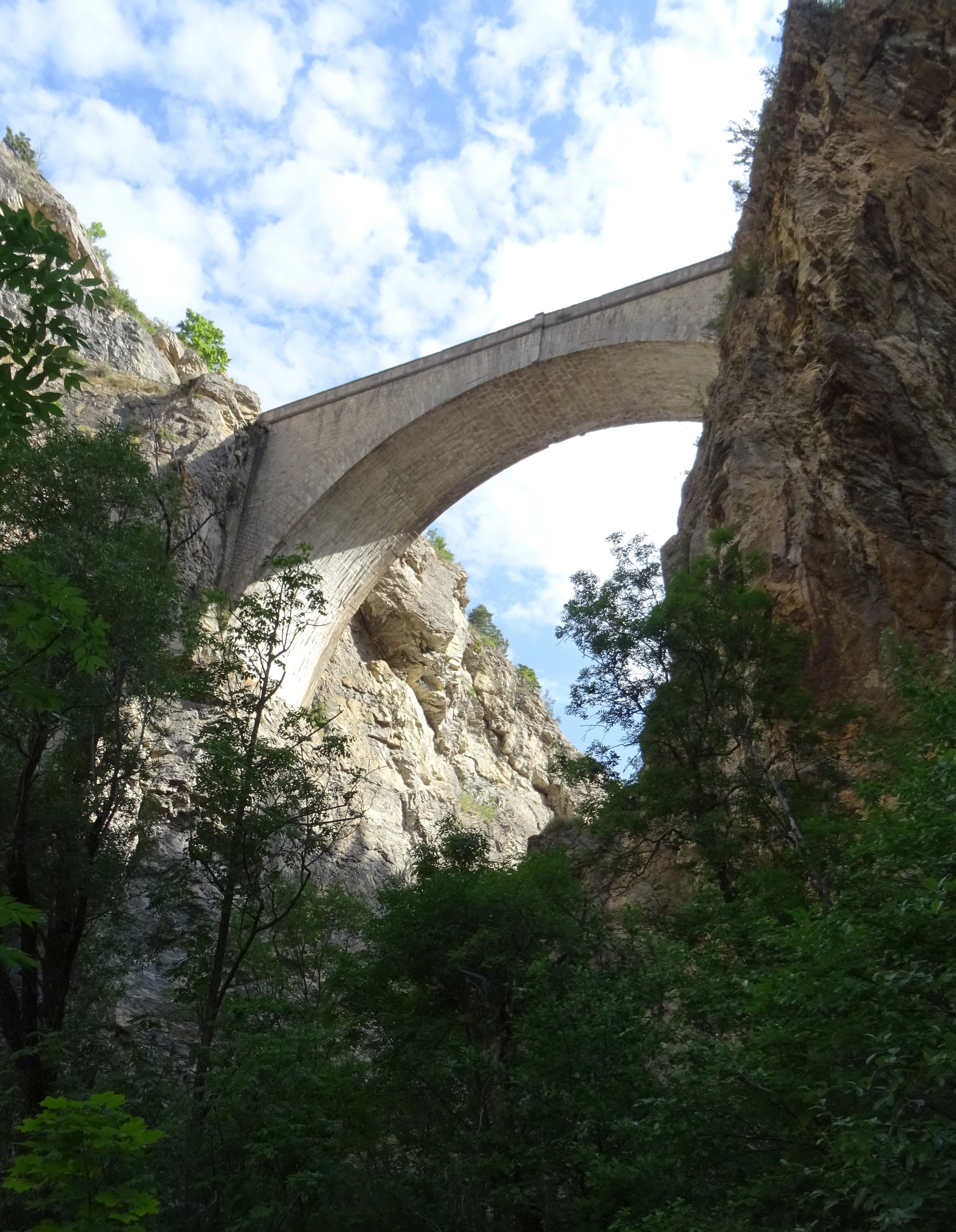
Sous le pont d'Asfeld.

#### Le parc de la Schappe
Le parc de la Schappe est, dans les premières décennies du XXIe siècle, le lieu de la plus grande convivialité de Briançon[réf. nécessaire]. Il n'en a pas toujours été ainsi. Le parc avait a été aménagé à partir de 1815, à la place d'anciennes carrières, avec apport de terre arable, plantation d'arbres et création d'un lac. En 1830, il avait même reçu une médaille d'or de la Société Royale et Centrale d'agriculture. Les industriels Arduin et Chancel, qui résidaient à proximité, l'ont acheté vers 1850 et s'en sont réservé l'usage. En 1954, la ville de Briançon a racheté le parc à la société S.I.S., alors propriétaire de l'usine de la Schappe ; un parc zoologique a été créé en 1965. Dans les années 1960, avant la création de l'actuelle patinoire, située un peu plus au sud, le lac sert en hiver pour patiner. Par la suite, c'est devenu un parc municipal ouvert au public. Sur le côté, on peut voir l'aqueduc qui détournait les eaux de la Durance vers l'usine : elle s'y approvisionnait en eau et en énergie, mécanique d'abord, puis électrique par création d'une centrale en 1918. À l'entrée du parc est située la maison du gardien : une cloche sur le toit rythmait la vie des ouvriers.

Aménagements dans le parc de la Schappe
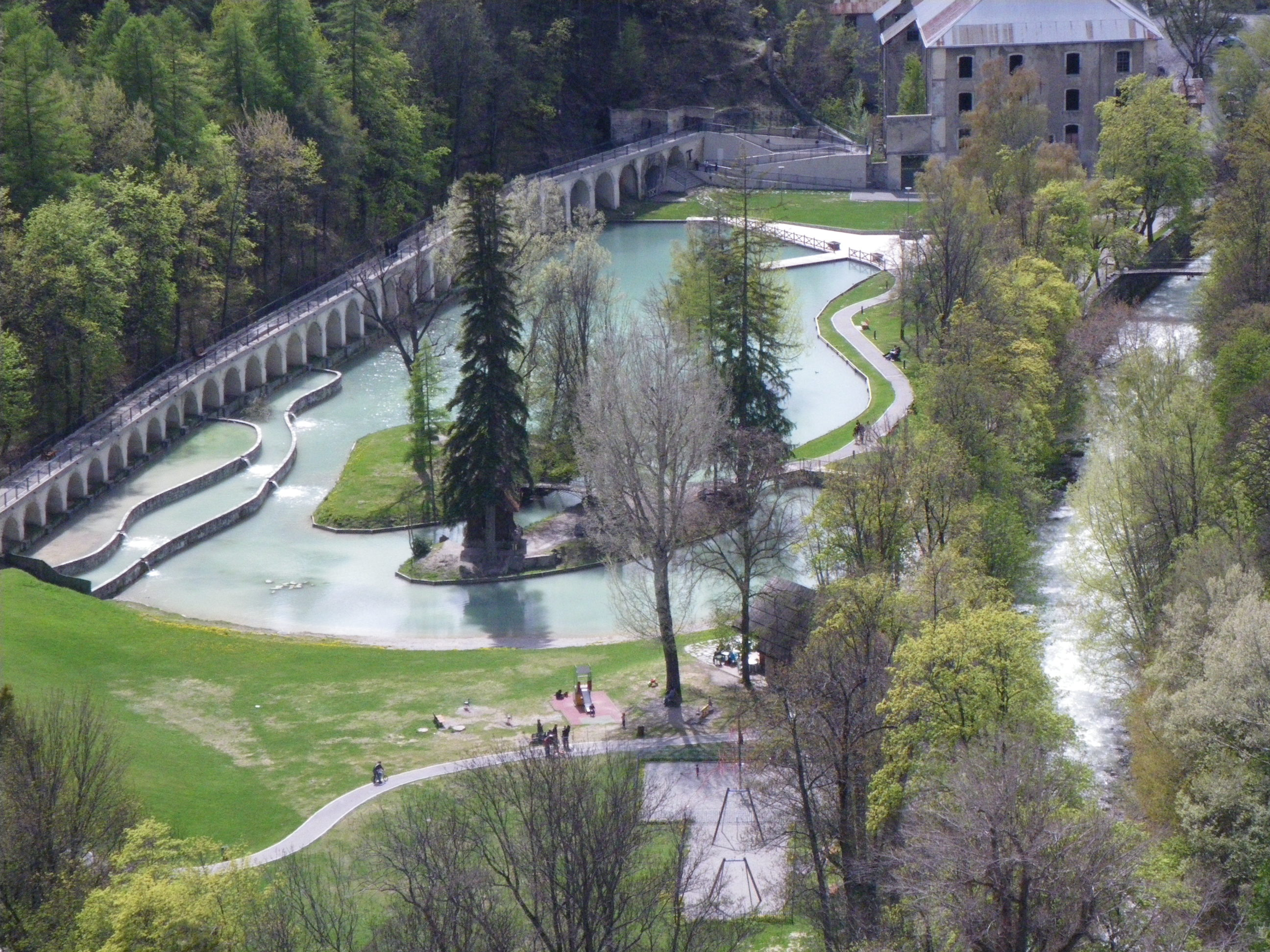
Vue plongeante sur le parc depuis la ville fortifiée.
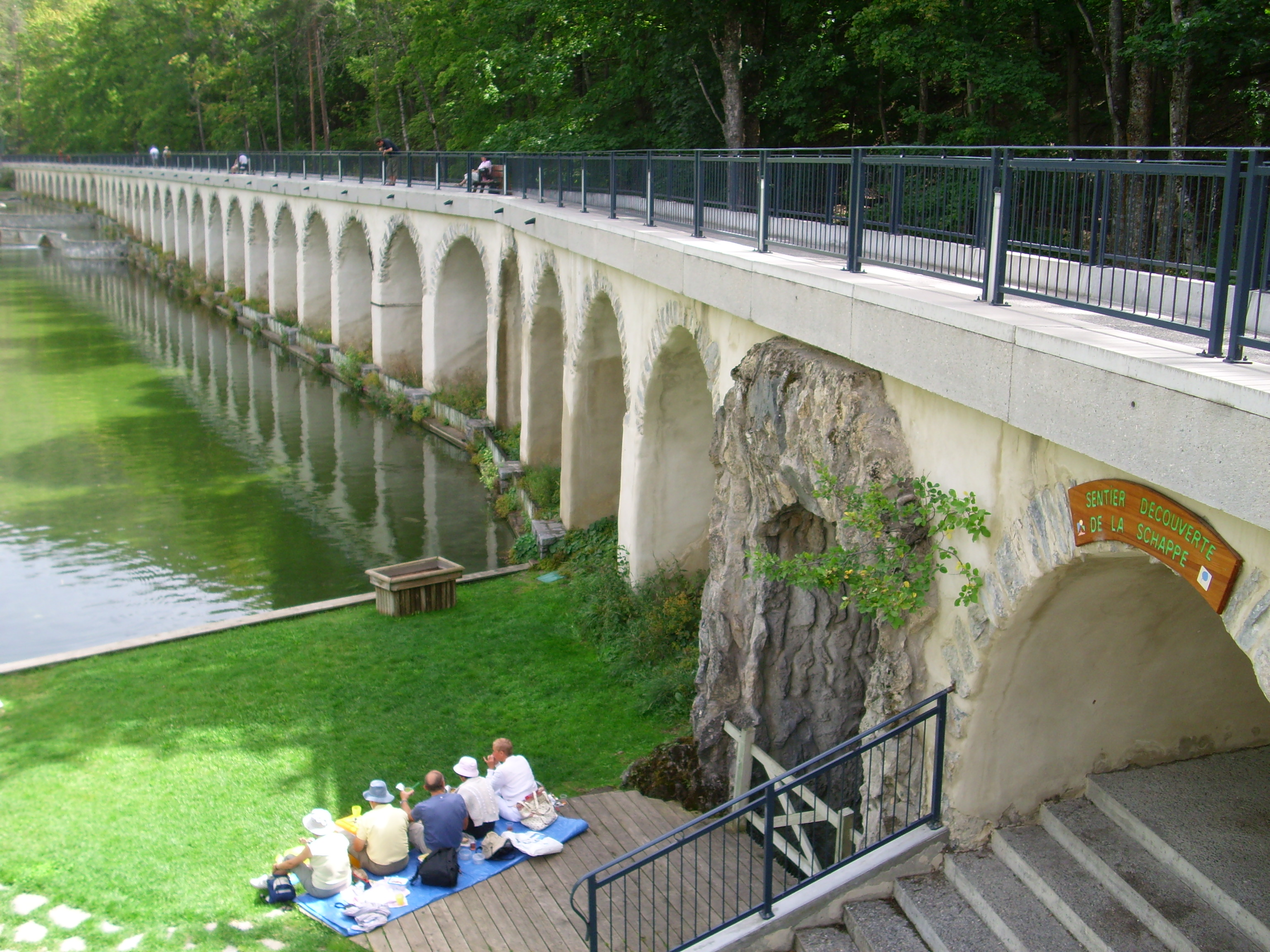
Aqueduc reliant la Durance au bâtiment de l'ancienne usine.
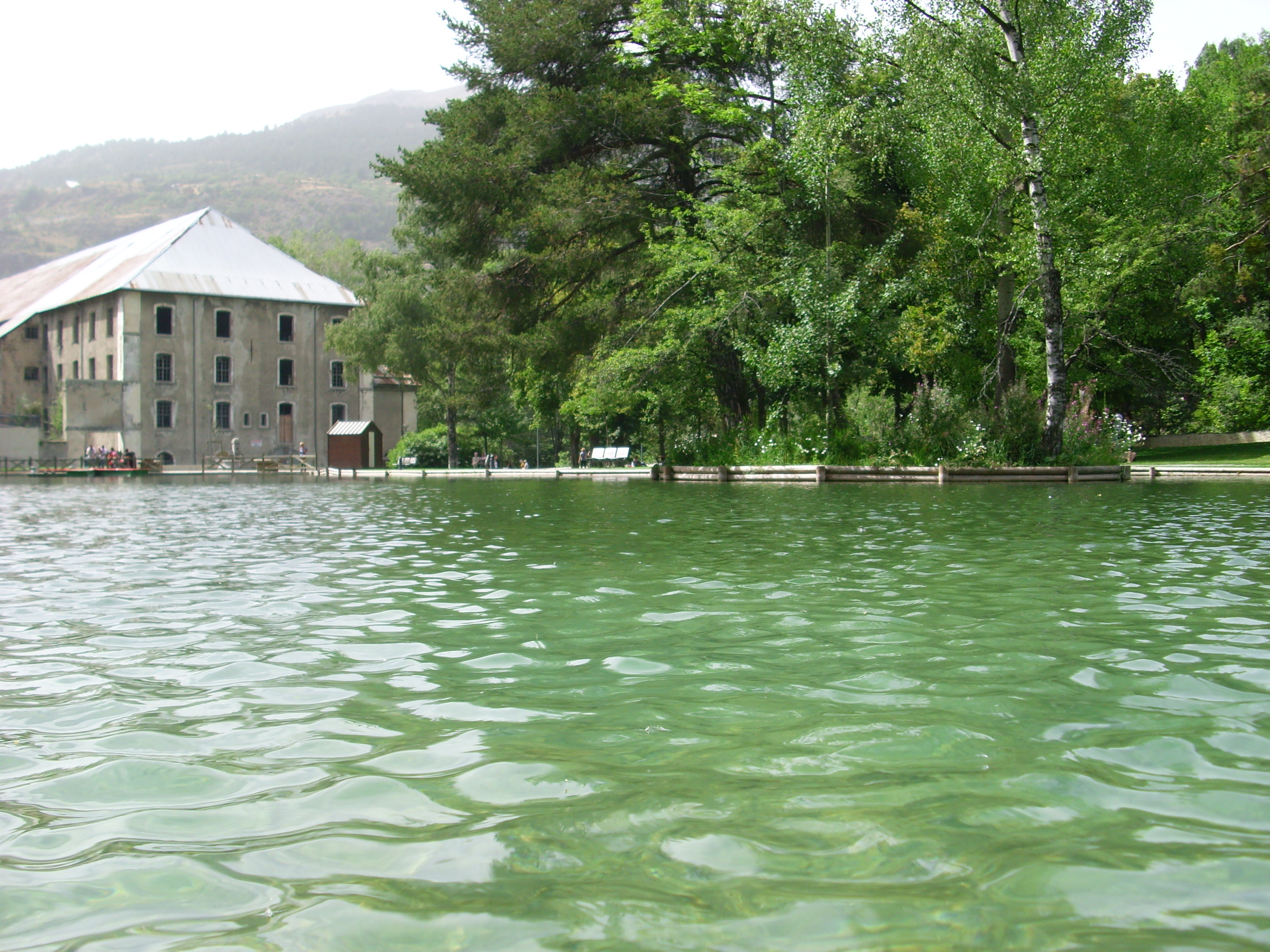
Lac du parc et ancienne usine de la Schappe.
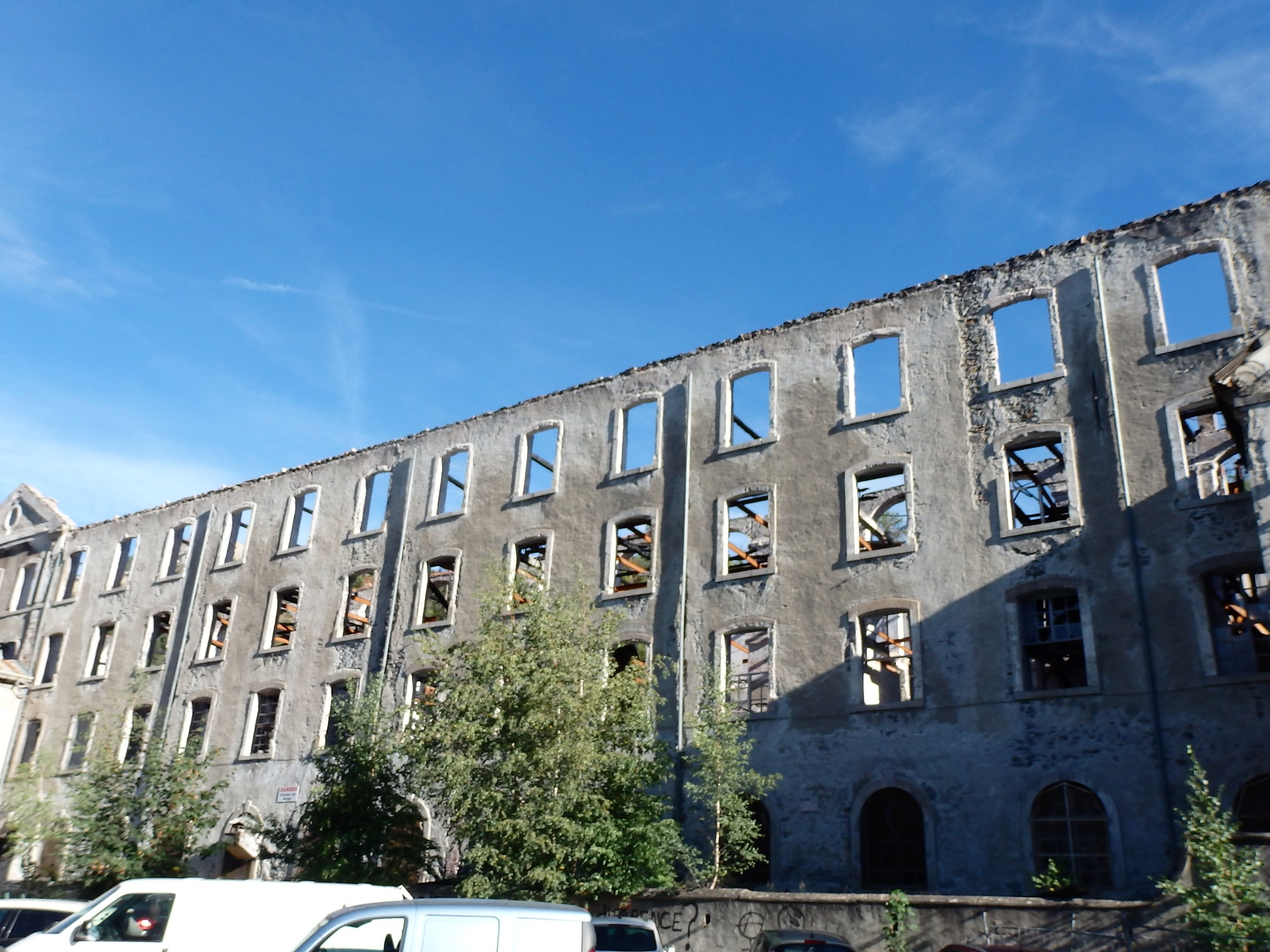
Ruines du bâtiment de stockage de la Schappe après incendie.

## Politique et administration
Il est difficile d'établir une tendance politique générale de l'électorat briançonnais. Les résultats sont très différents d'un type de scrutin à un autre, même si quelques remarques peuvent être émises.
Les dernières élections régionales et législatives ont été remportées par le candidat de gauche. Les élections municipales, gagnées par la droite jusqu'à l'annulation de l'élection d'Alain Bayrou en 2009, sont depuis remportées par la gauche. Les deux derniers scrutions présidentielles témoignent d'une évolution comparable, Nicolas Sarkozy, en tête en 2007, étant devancé par François Hollande en 2012. Les électeurs briançonnais, lors des derniers scrutins cantonaux, ont affiché leur préférence pour le candidat de gauche dans le canton de Briançon-Nord et pour la candidate de droite dans celui de Briançon-Sud. Les élections européennes, dominées localement par le candidat de gauche (2004) ou écologiste (2009), ont été remportées en 2014 par le Front national.

### Élections présidentielles les plus récentes
Lors du second tour de l'élection présidentielle de 2007, Nicolas Sarkozy, UMP, élu, avait obtenu 50,27 % des suffrages et Ségolène Royal, PS, 49,73 % des suffrages ; le taux de participation était de 83,34 %.
Lors du second tour de l'élection présidentielle de 2012, François Hollande, PS, élu, avait recueilli 55,65 % des suffrages et Nicolas Sarkozy, UMP, 44,35 % des suffrages ; le taux de participation était de 78,87 %.

### Élections municipales les plus récentes
Le nombre d'habitants lors des derniers recensements étant compris entre 10 000 et 19 999 habitants, le nombre de membres du conseil municipal est de 33.
Lors du scrutin de 2008, la liste LMAJ (droite) emmenée par Alain Bayrou l'emporte au second tour avec 52,17 % des voix sur la liste LGC (gauche) de Raymond Cirio qui recueille 47,83 % des suffrages ; la participation est de 74,16 %. Alain Bayrou est élu maire. Le 10 juillet 2009, le Conseil d'État annule les élections et prononce l'inéligibilité d'Alain Bayrou pour la publication de numéros spéciaux du bulletin municipal faisant la promotion de l'équipe municipale sortante, pendant la campagne électorale. Nicole Klein, préfète des Hautes-Alpes nomme alors une délégation spéciale de trois membres chargée de la gestion de la commune de Briançon jusqu'à l'élection du nouveau conseil municipal.
Le 20 septembre 2009, au soir du second tour de nouvelles élections municipales, la liste de rassemblement de toutes les gauches « agissons ensemble pour Briançon » conduite par Gérard Fromm, l'emporte avec 52,67 % des suffrages contre 47,33 % pour la liste conduite par Monique Estachy (UMP)
Les élections municipales de 2014 voient la victoire au second tour de la liste conduite par Gérard Fromm, maire sortant (PS) avec 52,71 % des suffrages sur la liste de Romain Gryzka (UMP) avec 47,28 % et une participation de 69,1 %. Gérard Fromm est réélu maire de Briançon. Le conseil municipal se compose de 25 membres de la liste de Gérard Fromm et de 8 membres de celle de Romain Gryzka. Respectivement 14 et 4 de ces élus siègent au conseil communautaire.
Les élections municipales de 2020 sont marquées par la présence de cinq listes au premier tour et un taux de participation plus faible qu'en 2014 (49,35 % au premier tour et 57,97 % au second tour). La liste du maire sortant Gérard Fromm (DVG, "Briançon à venir") obtient 19,15 %, celle de son ancienne adjointe Aurélie Poyau (DVG, "Briançon citoyenne pour la transition écologique et solidaire") obtient 18,61 %, le chef de l'opposition Romain Gryzka (Divers, "Briançon d'abord, Briançon toujours") récolte 19,03 % des voix, la liste de Stephan Jules (LREM "Osons Briançon réussir ensemble") rassemble 5,81 % des suffrages et le conseiller départemental Arnaud Murgia (LR, "Demain Briançon") arrive en tête avec 37,38 % des suffrages exprimés. Durant le long entre-deux-tours lié à la crise sanitaire du Covid-19 R. Gryzka et G. Fromm s'allient. Le second tour voit l'élection d'Arnaud Murgia avec 49,00 % des voix contre 30,71 % pour G. Fromm et R. Gryzka et 20,27 % pour A. Poyau. Le conseil municipal est alors composé de 25 membres de la liste d'Arnaud Murgia, de cinq membres de la liste de G. Fromm et R. Gryzka et de trois membres de la liste d'Aurélie Poyau. Respectivement 13, 3 et 2 pour le conseil communautaire.

### Divisions administratives
Briançon est divisée en deux cantons : le canton de Briançon-Nord et le canton de Briançon-Sud.

### Jumelage
| Briançon Rosenheim Suse (Italie) |

- Rosenheim (Allemagne), depuis 1964[116]
- Suse (Italie)[116]
- Independencia (Pérou), depuis 1989[117]

### Politique environnementale
La politique environnementale de la commune se base sur plusieurs axes :
Un plan de développement durable
Ce plan est axé notamment sur le développement des moyens de transports collectifs (réseau de bus), ou partagés (covoiturage, pistes cyclables, vélo-taxi).
Soutien de biodiversité
avec la signature la convention « Refuge LPO ».
La lutte contre les gaspillages
notamment de l'eau et de l'électricité.
Le traitement des déchets
En plus de la collecte des encombrants et de mises en place d'une déchetterie, la commune organise le ramassage et le traitement des déchets verts, notamment par la présences de composteurs, près des cantines scolaires.

### Services publics
Briançon étant une sous-préfecture, de nombreuses administrations, tant nationales que régionales ou départementales, y sont présentes :
- Service des impôts des particuliers (SIP)
- Trésorerie municipale et intercommunale
- Inspection de l'Education nationale,
- Centre hospitalier des Escartons
- EDSB (Énergie développement service du Briançonnais),

Justice et sécurité
- Maison de la Justice et du Droit,
- Commissariat de police,
- Centre de secours principal des sapeurs-pompiers,
- PGHM (Peloton de gendarmerie de haute-montagne)
- CRS Montagne

Aménagement du territoire
Plusieurs services concernant l'aménagement du territoire existent dans la ville, notamment pour les réseaux routiers, avec la Direction départementale des territoires et la Direction interdépartementale routes Méditerranée, ainsi que forestiers avec l'(ONF).
Affaires sociales
- Centre communal d'action sociale (CCAS),
- Service intercommunal de prévention spécialisée,
- Caisse d'allocations familiales,
- Caisse Primaire d'Assurance Maladie.

Archives municipales

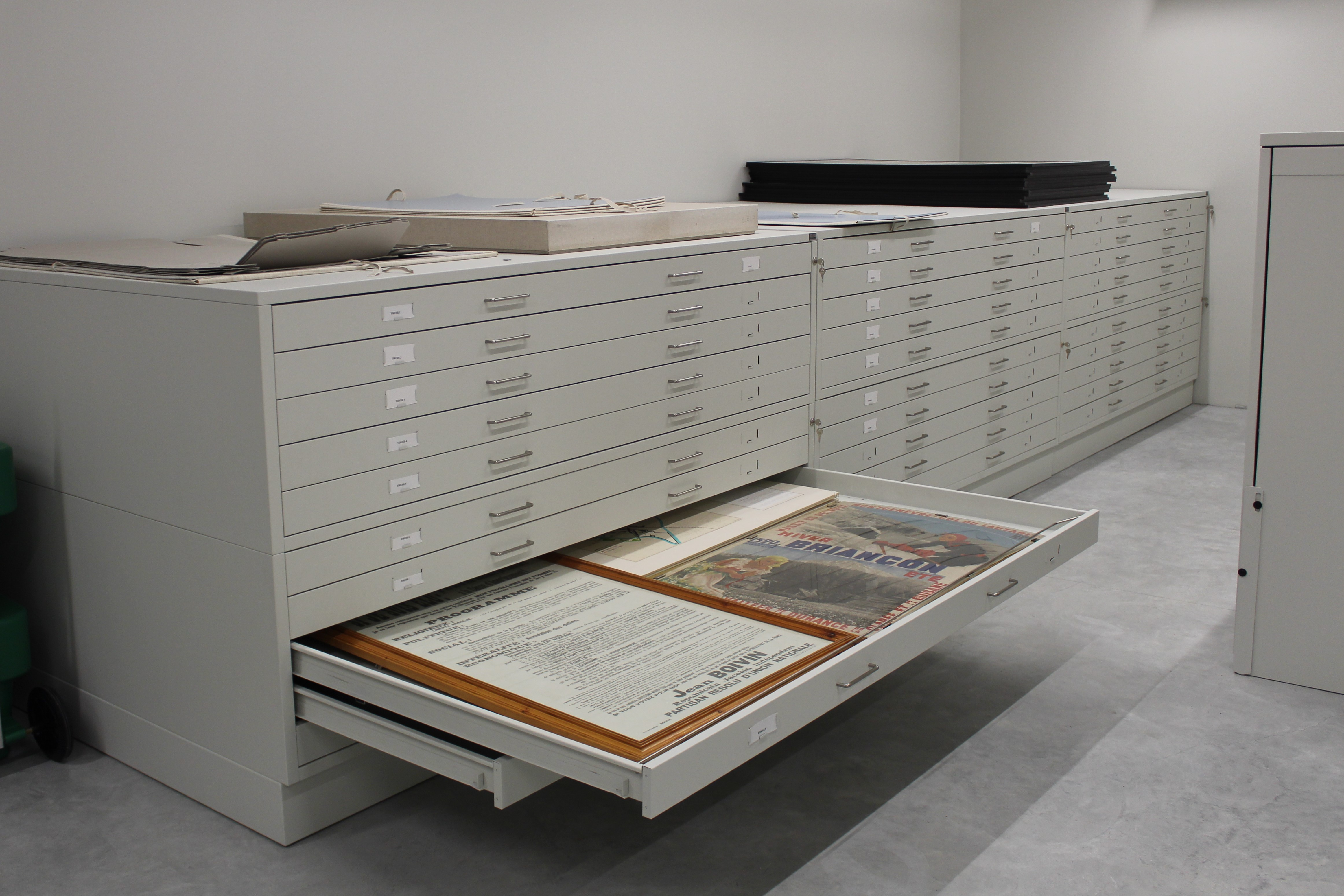
Réserve des grands formats dans les magasin du service d'archives municipales.

La ville dispose d'un service d'archives municipales situé dans le bâtiment de la Médiathèque depuis novembre 2019. Il conserve 521 mètres linéaires de documents allant du XIIIe siècle à nos jours. Parmi les documents notoires, on trouve la Charte des libertés briançonnaises (1343) ainsi qu'un cadastre enluminé de 1539. Le service accueille des chercheurs de toute la France afin de mener des recherches dans divers domaines. Les Archives organisent et participent à l'organisation d'actions culturelles comme des expositions, des conférences et des visites afin de découvrir le service. En 2022, le responsable du service est Arnaud Gangneux.

## Population et société

### Démographie
Les habitants de la commune sont appelés les Briançonnais.

#### Évolution démographique
L'évolution du nombre d'habitants est connue à travers les recensements de la population effectués dans la commune depuis 1793. Pour les communes de plus de 10 000 habitants les recensements ont lieu chaque année à la suite d'une enquête par sondage auprès d'un échantillon d'adresses représentant 8 % de leurs logements, contrairement aux autres communes qui ont un recensement réel tous les cinq ans,.

En 2022, la commune comptait 10 748 habitants, en évolution de −10,06 % par rapport à 2016 (Hautes-Alpes : +0,4 %, France hors Mayotte : +2,11 %).
| 1793  | 1800  | 1806  | 1821  | 1831  | 1836  | 1841  | 1846  | 1851  |
| ----- | ----- | ----- | ----- | ----- | ----- | ----- | ----- | ----- |
| 3 023 | 2 666 | 2 945 | 2 835 | 2 939 | 3 455 | 4 301 | 4 309 | 4 439 |

| 1856  | 1861  | 1866  | 1872  | 1876  | 1881  | 1886  | 1891  | 1896  |
| ----- | ----- | ----- | ----- | ----- | ----- | ----- | ----- | ----- |
| 4 601 | 4 510 | 3 579 | 4 169 | 4 491 | 5 439 | 5 777 | 6 580 | 7 177 |

| 1901  | 1906  | 1911  | 1921  | 1926  | 1931  | 1936  | 1946  | 1954  |
| ----- | ----- | ----- | ----- | ----- | ----- | ----- | ----- | ----- |
| 7 426 | 7 524 | 7 888 | 5 013 | 5 636 | 6 822 | 7 543 | 6 671 | 8 274 |

| 1962  | 1968  | 1975  | 1982  | 1990   | 1999   | 2006   | 2011   | 2016   |
| ----- | ----- | ----- | ----- | ------ | ------ | ------ | ------ | ------ |
| 7 570 | 8 215 | 9 489 | 9 710 | 11 041 | 10 737 | 11 542 | 11 876 | 11 950 |

| 2021   | 2022   | - | - | - | - | - | - | - |
| ------ | ------ | - | - | - | - | - | - | - |
| 10 561 | 10 748 | - | - | - | - | - | - | - |

#### Pyramide des âges
En 2021, le taux de personnes d'un âge inférieur à 30 ans s'élève à 29,5 %, soit au-dessus de la moyenne départementale (28,5 %). À l'inverse, le taux de personnes d'âge supérieur à 60 ans est de 28,5 % la même année, alors qu'il est de 33,2 % au niveau départemental.
En 2021, la commune comptait 5 018 hommes pour 5 543 femmes, soit un taux de 52,49 % de femmes, légèrement supérieur au taux départemental (51,29 %).
Les pyramides des âges de la commune et du département s'établissent comme suit :
| Hommes | Classe d’âge | Femmes |
| ------ | ------------ | ------ |
| 0,7    | 90 ou +      | 2,6    |
| 7,4    | 75-89 ans    | 11,0   |
| 17,1   | 60-74 ans    | 17,8   |
| 24,3   | 45-59 ans    | 23,5   |
| 20,4   | 30-44 ans    | 16,0   |
| 15,4   | 15-29 ans    | 14,3   |
| 14,7   | 0-14 ans     | 14,8   |

| Hommes | Classe d’âge | Femmes |
| ------ | ------------ | ------ |
| 1      | 90 ou +      | 2,5    |
| 9      | 75-89 ans    | 11,6   |
| 20,9   | 60-74 ans    | 21,2   |
| 21,3   | 45-59 ans    | 20,8   |
| 17,4   | 30-44 ans    | 17,1   |
| 14,3   | 15-29 ans    | 12,1   |
| 16,1   | 0-14 ans     | 14,7   |

### Enseignement

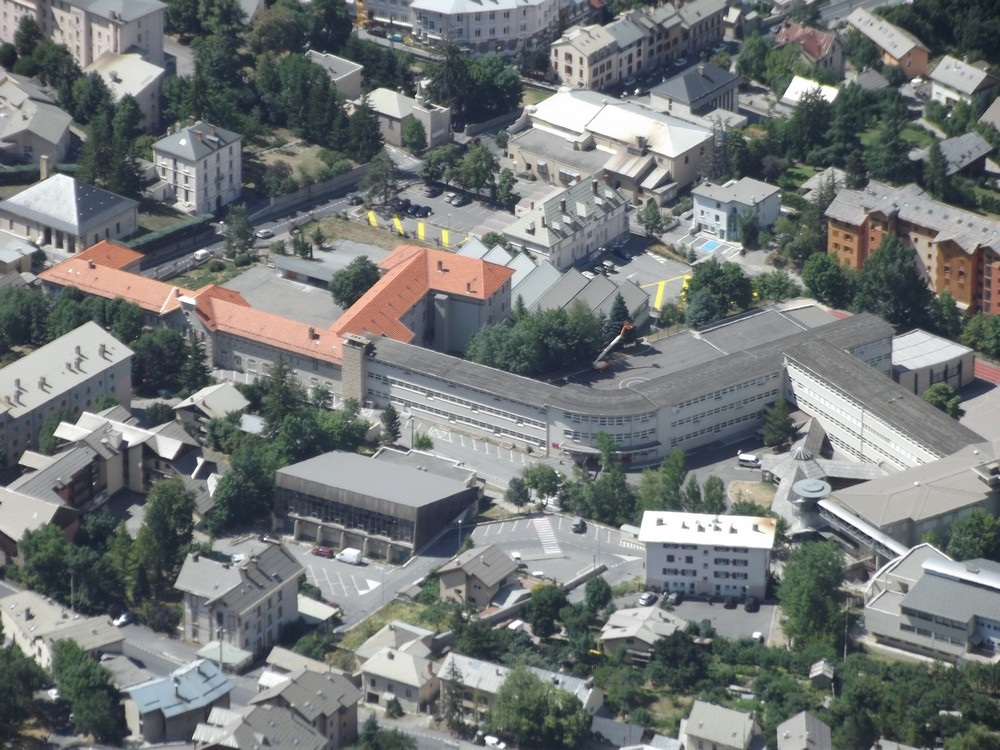
Lycée d'altitude et collège Vauban, dans les années 2010.

Les établissements scolaires de Briançon dépendent de l'Académie d'Aix-Marseille. Briançon compte 1 260 écoliers, répartis dans huit écoles maternelles et élémentaires et une école privée. Pour la poursuites de leurs études, les collégiens et lycéens disposent de deux collèges, d'un lycée et d'un CIO. L'université la plus proche se situe à Gap. Ce pôle universitaire est spécialisé dans les sections Gestion-Administration, et dispose d'un master sur les métiers de la montagne.

### Santé
Le développement du climatisme a permis à Briançon de devenir « Ville-Santé » de l'Organisation mondiale de la santé (OMS) en 2010 et ville adhérente du Programme national nutrition santé (PNNS) en 2011. Dans cet élan, la ville a signé en 2012 un contrat local de santé avec l'Agence régionale de santé.
La ville dispose d'un centre médico-sportif, dédié tant aux professionnels qu'aux amateurs, en plus du centre hospitalier de Briançon.
Plusieurs professionnels médicaux sont installés sur la commune : 52 cabinets de médecins, 26 cabinets d'infirmiers, 38 kinésithérapeutes, notamment.

### Cultes
Les membres de l'église réformée de France se regroupent localement dans la paroisse « Freissinières-Briançon-Queyras ». La commune de Briançon compte également deux paroisses de culte catholique, « Notre-Dame » et « Sainte-Catherine », dépendantes du diocèse de Gap et d'Embrun. Les Témoins de Jéhovah ont également un lieu de culte dans la commune, ainsi que l'église évangélique. Le culte juif est pratiqué dans le Briançonnais depuis le Moyen Âge.

### Sports

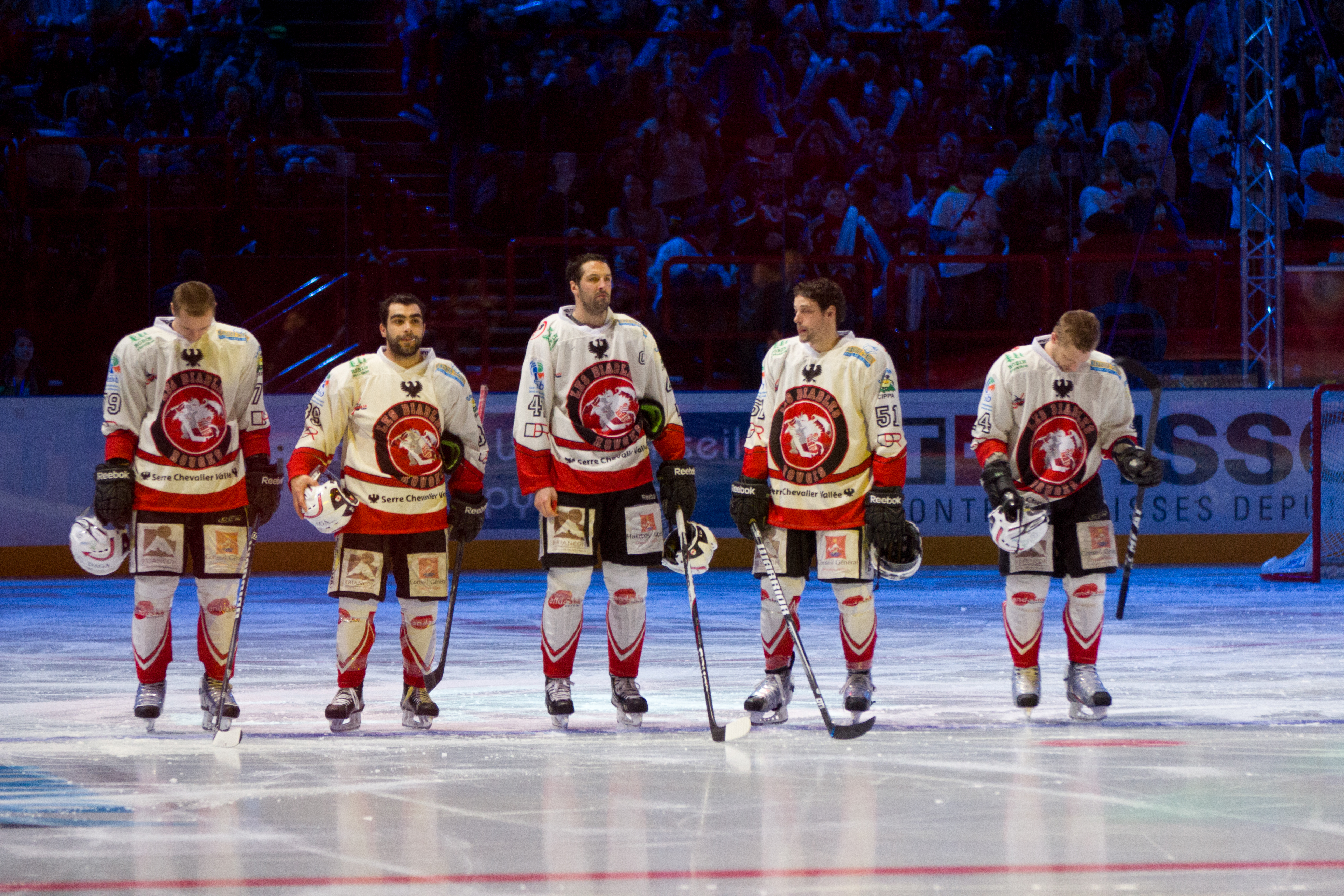
Briançon comporte une équipe de hockey sur glace : les Diables rouges.

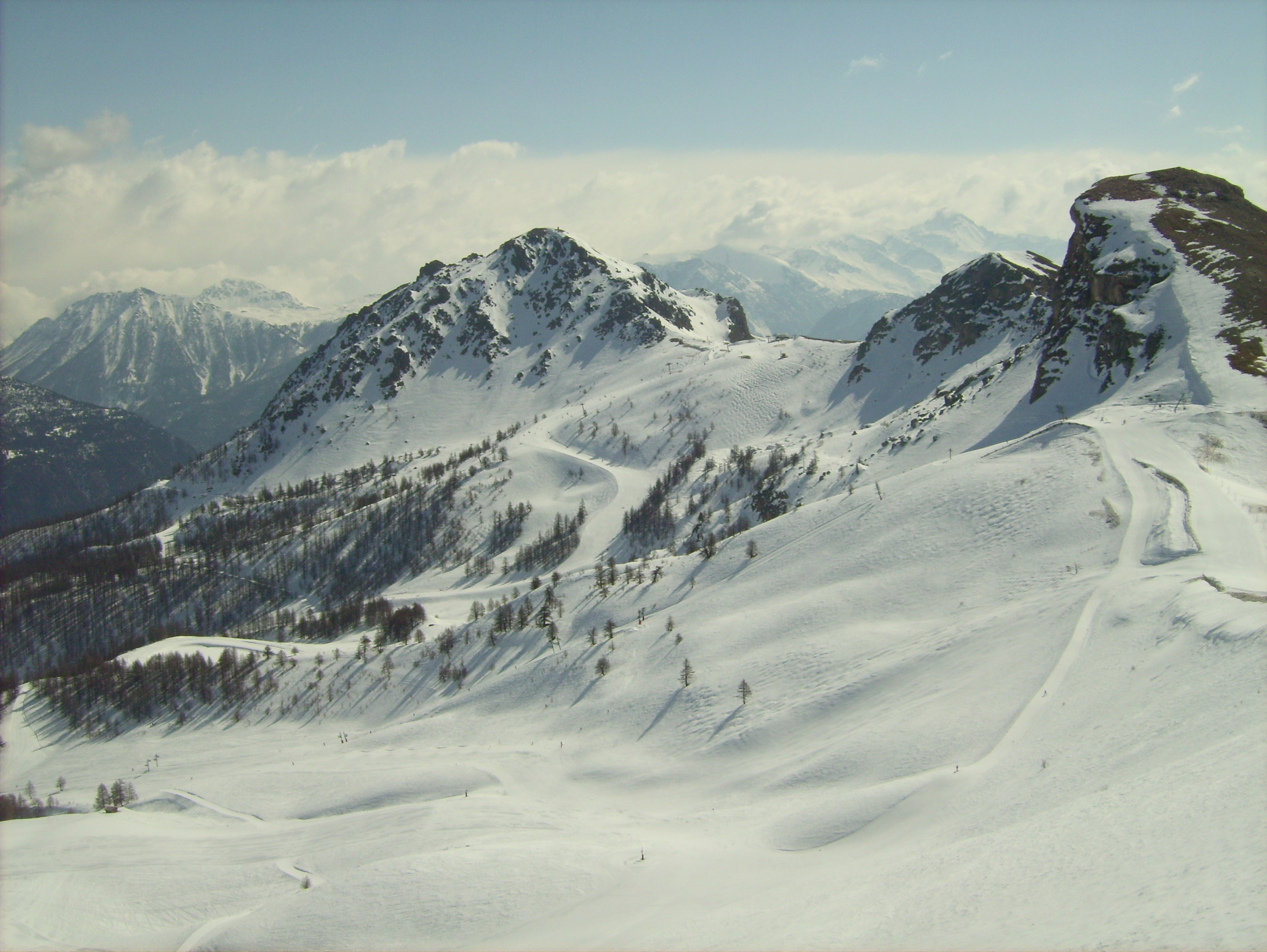
Le Prorel, qui domine Briançon, est accessible par une télécabine depuis la ville ; il est également sur le domaine skiable de Serre-Chevalier.

L'équipe de hockey sur glace des Diables rouges de Briançon évolue en Ligue Magnus, l'élite nationale. Des compétitions de niveau international ont également été organisées à la patinoire René-Froger, notamment la Ligue des champions (CHL) 2014-2015, le club ayant remporté la ligue Magnus 2013-2014.
La situation géographique de Briançon, la proximité des stations de sports d'hiver et de la haute montagne permettent la pratique de nombreuses disciplines alpines : le ski alpin ou nordique, avec le domaine skiable de Serre Chevalier qui s'étend de Briançon au col du Lautaret, la randonnée pédestre ou à ski (massif des Cerces notamment), l'alpinisme (massif de l'Oisans) ou la via ferrata. L'escalade n'est pas en reste, avec de nombreux sites d'entraînement autour de Briançon : rocher de la croix de Toulouse, rocher du Bez ou de Monêtier. Un Bureau des Guides est à la disposition des amateurs de sports de montagne dans le centre-ville de Briançon, ainsi qu'une école du ski français (ESF).
Briançon et sa région offrent également des parcours de cyclotourisme dont certains franchissent quelques-uns des cols les plus célèbres des Alpes : Lautaret, Galibier, Izoard, etc.
Autres principaux équipements sportifs : la télécabine du Prorel, piscine et centre ludo-aquatique, centre d'oxygénation, tennis, terrains de football et de rugby, skatepark, gymnase et mur d'escalade.
Régulièrement ville étape de nombreuses courses cyclistes (Tour de France (33 fois), Giro, Critérium du Dauphiné libéré). Par ailleurs, durant quelques journées en été, les cols du Galibier, de l'Izoard et du Granon sont réservés aux seuls cyclistes.
Une équipe de volley-ball est présente : le Briançon club volley loisir (BCLV).
Il y a aussi une équipe de basket-ball ; le Briançon basket-ball est en pré-national élite régionale.
L'Inter Club Escalade Briançon (ICEB) forme de nombreux grimpeurs de haut niveau dont certains sont en équipe de France. La commune accueille chaque année depuis 1989 le Mondial de l'escalade, désormais une étape de la Coupe du monde d'escalade.
Le Rugby club du Pays Briançonnais, également appelé RC Briançon, est engagé en série régionale du comité des Alpes.
À tous ces égards, en 2007, Briançon a été élue par l'hebdomadaire L'Équipe Magazine : ville de moins de 20 000 habitants « la plus sportive de France ».

## Économie
La ville possède une antenne de la Chambre de commerce et d'industrie des Hautes-Alpes. Elle gère le Centre européen médical bioclimatique de recherche et d'enseignement universitaire (CEMBREU) de Briançon ainsi que le Centre régional et européen du tourisme (CRET).

### Revenus de la population et fiscalité
| Taxe                                                | Part communale | Part intercommunale | Part départementale | Part régionale |
| --------------------------------------------------- | -------------- | ------------------- | ------------------- | -------------- |
| Taxe d'habitation (TH)                              | 18,25 %        | 1,12 %              | 6,05 %              | 0,00 %         |
| Taxe foncière sur les propriétés bâties (TFPB)      | 42,62 %        | 2,60 %              | 16,33 %             | 2,36 %         |
| Taxe foncière sur les propriétés non bâties (TFPNB) | 173,26 %       | 9,26 %              | 83,50 %             | 8,85 %         |
| Taxe professionnelle (TP)                           | 0,00 %*        | 29,39 %             | 0,00 %              | 0,00 %         |

### Emploi
En 2011, la population active à Briançon était de 5 654 personnes, soit un taux d'actif de 73,40 %, mais seules 5 165 personnes avaient un emploi, avec un taux de chômage de 6,30 %.
| catégorie socioprofessionnelle                    | Nombre de ménages | %     | Population des ménages | %     |
| ------------------------------------------------- | ----------------- | ----- | ---------------------- | ----- |
| Ensemble                                          | 5 171             | 100   | 10 902                 | 100   |
| Agriculteurs exploitants                          | 5                 | 0,10  | 10                     | 0,10  |
| Artisans, commerçants, chefs entreprise           | 326               | 6,3   | 858                    | 7,9   |
| Cadres et professions intellectuelles supérieures | 348               | 6,7   | 825                    | 7,6   |
| Professions intermédiaires                        | 968               | 18,7  | 2 336                  | 21,4  |
| Employés                                          | 1 030             | 19,9  | 2 049                  | 18,8  |
| Ouvriers                                          | 723               | 14,00 | 1 879                  | 17,20 |
| Retraités                                         | 1 483             | 28,70 | 2 388                  | 21,9  |
| Autres personnes sans activité professionnelle    | 288               | 5,6   | 557                    | 5,1   |

### Agriculture
Briançon fait partie des zones de production de l'agneau de Sisteron, des vins Hautes-Alpes IGP, y compris primeurs et des vins de la Méditerranée. En 2010, sept exploitations étaient installées sur la commune de Briançon (contre 29 en 1988), pour une superficie agricole de 97 hectares (contre 849 hectares). La partie élevage regroupait 134 têtes de bétails.

### Production, distribution et fourniture d'énergie
Briançon comporte un producteur, distributeur et fournisseur local d'énergie électrique nommé EDSB (Énergie développement services du Briançonnais) ; c'est une Entreprise locale de distribution. Cette entreprise produit de l'hydroélectricité à partir des ouvrages que sont le barrage et la centrale de Pont Baldy, situés sur la Cerveyrette, et des micro-centrales de la Schappe, du Fontenil et du Randon. La fin du XIXe siècle a vu naître le projet d'électrification de Briançon, porté par les instances militaires et civiles de la ville ; pour cela, dès la dernière décennie de ce siècle, un premier ouvrage est réalisé à Pont Baldy. Dans les années 1950-1960, l'ouvrage est remplacé par un autre, plus important, afin de répondre à l'accroissement des besoins locaux : haut de 54,75 m et de volume total retenu de 1 million de m3, il est mis en service en janvier 1966,. Cet ouvrage est un barrage de type « voûte épaisse » et il fait partie de la catégorie A des « grands barrages » en France (ceux qui font plus de 20 m de haut),,.

### Tourisme

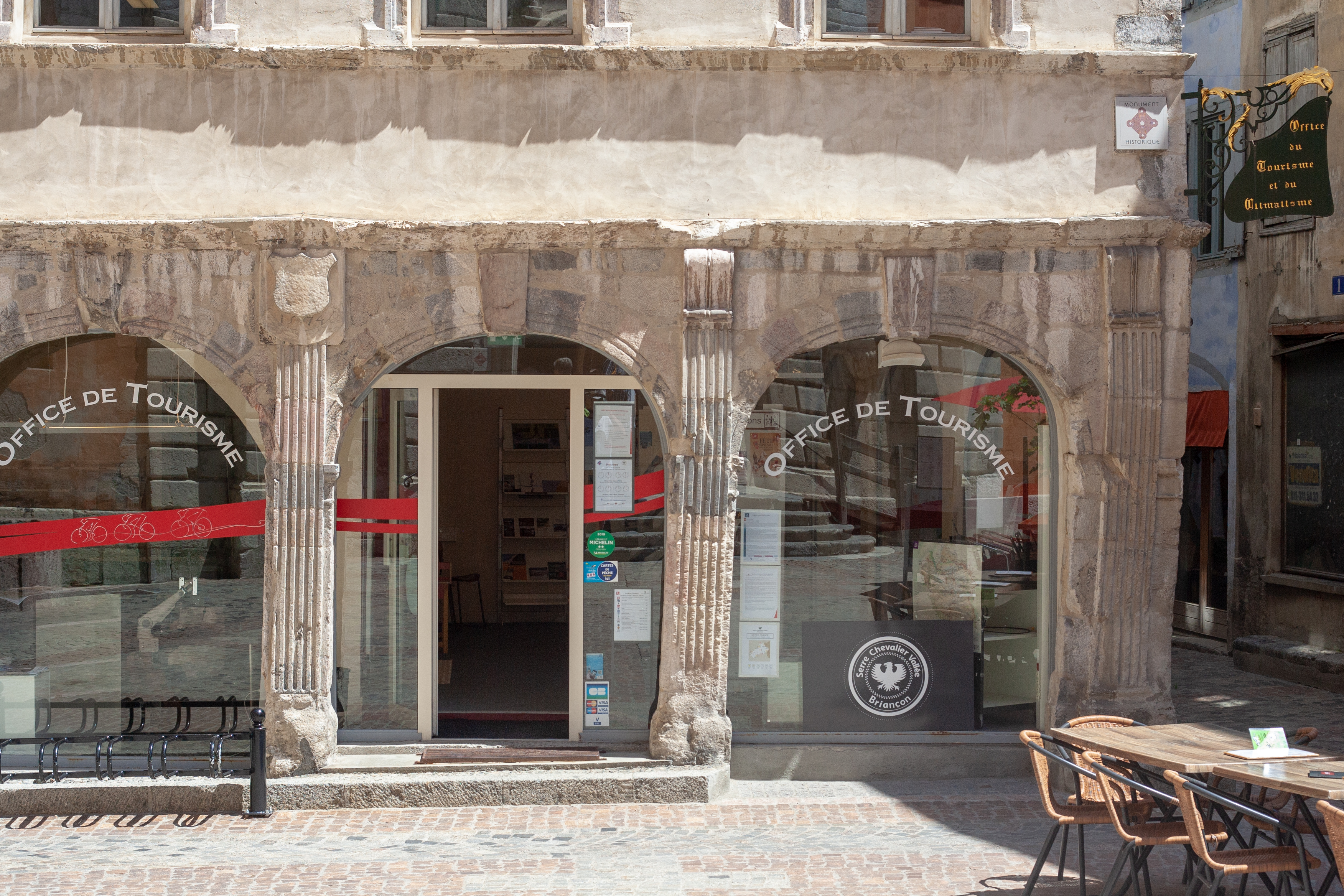
Office de tourisme.

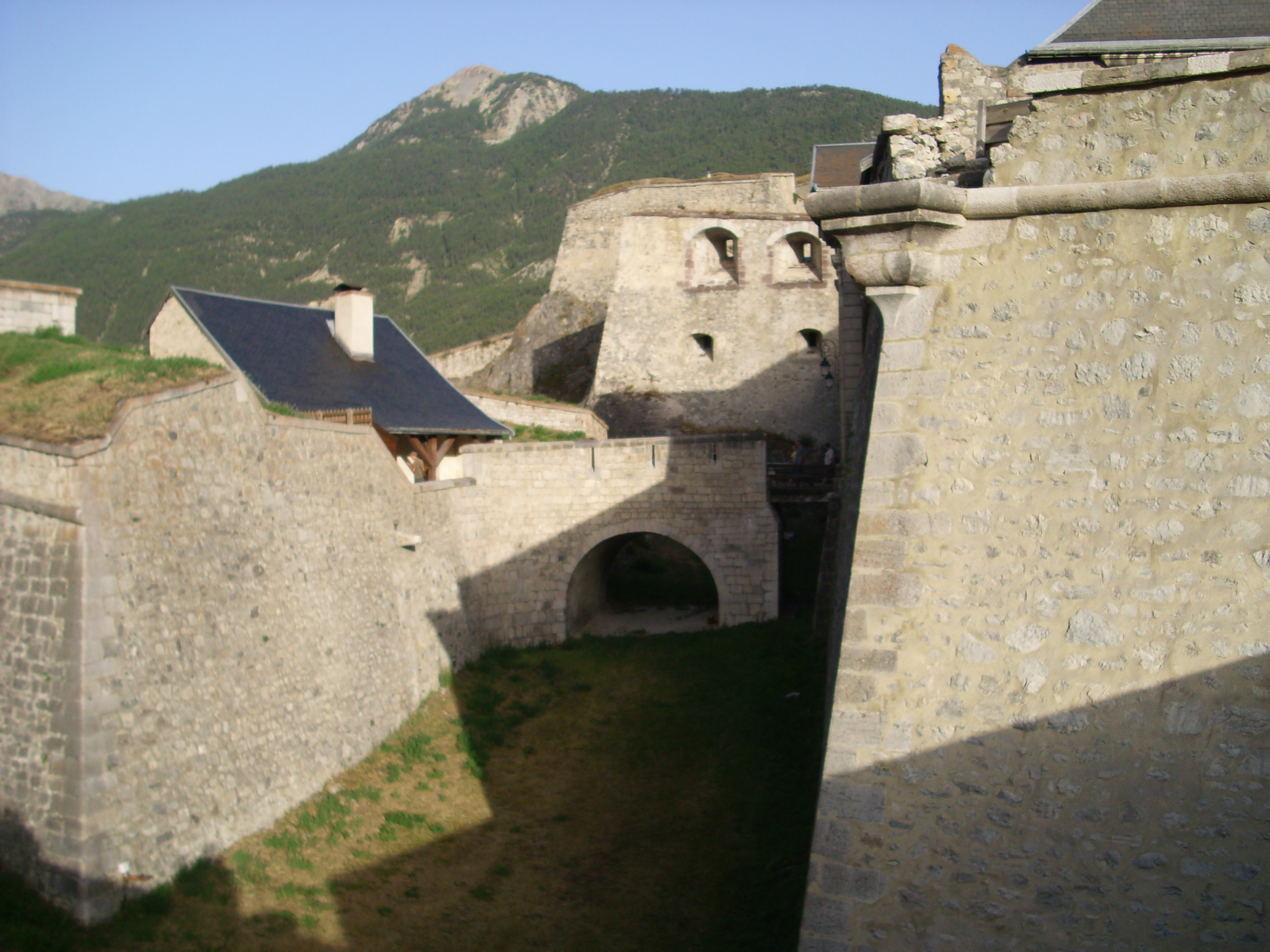
Une partie des remparts de Briançon, près du Champ-de-Mars.

Briançon est réputée pour sa vieille ville. La place forte est constituée d'un dispositif considérable imaginé par Vauban et réalisé en particulier par Tardif, directeur des fortifications du Dauphiné, et Nègre : en plus de la classique ceinture de fortifications qui entoure le centre-ville, les ingénieurs ont installé de nombreux forts sur les montagnes environnantes afin de prévenir une invasion venant de l'Italie. L'économie de la commune est principalement tournée vers le tourisme grâce à la qualité du patrimoine et du site : hôtellerie, commerce, station de ski, cyclisme, randonnée pédestre. En 1990, la construction et l'inauguration du télécabine du Prorel, reliant Briançon à Serre Chevalier, a considérablement et durablement endetté la commune. La station de ski appartient au domaine de Serre Chevalier, dont elle fut à l'origine en 1941 sur le site de Chantemerle.
Briançon est située sur les tracés des sentiers de grande randonnée GR 5, GR 5C et GR 50.

### Commerces et services
La station climatique de la ville est classée avec de nombreux établissements de santé : hôpital des Escartons, établissements sanitaires (affections respiratoires et allergiques, rééducations...). Une unité de Secours en montagne (PGHM) possède une base héliportée opérant autour de Briançon, du Queyras et du massif des Écrins.

### Ville de garnison
Par son étymon celte, traduit par burgus, c'est-à-dire la forteresse, dans le monde romano-germanique et sa longue histoire, Briançon s'impose comme un des maillons du réseau de forteresses contrôlant le passage des Alpes. Elle a été aussi un lieu d'innovation militaire dans le domaine du ski à la Belle Époque et la ville de naissance véritable des chasseurs alpins. L'éternelle difficulté de déplacement hivernal accable les troupes de la garde des forteresses.
Le capitaine Clerc est un féru d'actualités militaires et de la conquête des pôles. Il a lu avec avidité le récit de la traversée à ski du Groenland de l'explorateur Fridtjof Nansen et s'inquiète de la compagnie de skieurs créée en 1900 par le fougueux colonel italien Zavottari. Il propose d'équiper à ses frais, dès l'hiver du nouveau siècle 1900-1901, six hommes et un caporal de sa compagnie à l'aide de skis. Les militaires redevenus mobiles dans le paysage blanc procèdent à des essais de tirs, de transports, d'évacuation de blessés...
Au cours de l'hiver suivant, le groupe continue ses exercices et s'enhardit à lancer des raids à skis dans la région briançonnaise. En janvier 1902, ils sont rejoints par le lieutenant de réserve Monnier qui connaît la Norvège et comprend qu'il serait facile de poursuivre l'effort du capitaine Clerc afin de redonner une efficace mobilité hivernale aux troupes d'élite alpine. Le rapport prévu de longue date est envoyé au ministère de la guerre. Le ministre accepte de poursuivre immédiatement l'effort entrepris, libère des fonds et fait venir avant la fin de l'hiver 1902-1903 deux instructeurs norvégiens, le capitaine Angell et le lieutenant Quelle. Ceux-ci envoyés rapidement par leur hiérarchie militaire sont des défenseurs de la vieille école puriste de ski norvégien alors que la mutation d'équipement touche de plein fouet les compagnies norvégiennes existant depuis au moins deux siècles. Les cadres instructeurs méticuleux organisent à l'ancienne le 159e régiment d'infanterie, afin qu'il adopte la maîtrise technique du ski et s'efforce d'améliorer l'équipement localement encore trop sommaire des pionniers militaires français. Ainsi est créé en 1903 l'école normale du ski de Briançon, premier établissement français, placé sous la responsabilité du capitaine Rivas.
Le service militaire permettrait de former au ski les populations locales, afin que l'ardente jeunesse mobilisée puisse défendre efficacement le pays. C'est du moins un des arguments du capitaine Clerc. Sa description de l'état sanitaire de la gent paysanne est catastrophiste. L'absence d'exercice au grand air, la stabulation des habitants frileux avec les vaches dans une atmosphère humide et surchauffée transforment l'hiver en une saison à risques pour les maladies pulmonaires et les infections diverses. L'hygiéniste est convaincu qu'un mode de vie, partiellement ouvert sur le grand air sain que viennent respirer les curistes, est une solution simple. Le capitaine Clerc constate que l'effet d'imitation est quasi immédiat auprès des élites locales, en particulier à Valloire, Montgenèvre, Névache. La technologie artisanale norvégienne, promue au sein de l'atelier de préparation et de fartage du régiment, fait merveille : les descentes fulgurantes impressionnent les sportifs, le passage de col enneigé autrefois considéré comme impossible stupéfie les paysans qui admirent l'exploit des militaires, le ski avec traction animale sur les parties plates et gelées laisse pantois les premiers observateurs.
Des médecins, des membres des professions libérales nullement rebutés par la cherté de l'équipement, et même les familles de malades à demeure à Briançon optent pour ce mode de déplacement. Parfois les malades glissent sur les planches dans un but thérapeutique. Des artisans essaient par difficiles tâtonnements de réaliser des skis en mélèze, en pin cembro. Mais les officiers républicains désespèrent énormément car dans la vallée de la Durance et les vallées adjacentes, une fois l'effet de surprise passé, il ne reste que quelques groupes d'enfants et adolescents, jouant, sans moyen véritable et sans formation, à faire du ski parfois sur des douves de tonneau ou des lattes de bois de leur fabrication. L'émulation paysanne anticipée est un échec en comparaison de la Norvège. Peu avant 1907, les militaires et les animateurs civils comprennent que l'émulation ne peut venir que des concours, des jeux, fêtes et démonstrations professionnelles, que les autres pays alpins, à commencer par une Suisse hurlante, agitant les clochettes, pour honorer les compétiteurs, promeuvent. Ils choisissent de concert Montgenèvre pour y organiser à proximité de Briançon un concours de ski, un sport français et une station de ski sont nés.
Unités militaires ayant tenu garnison à Briançon :
- 11e régiment d'artillerie à pied, 1906-1914
- 159e régiment d'infanterie alpine 1890-1994
- Centre national d'aguerrissement en montagne : 1994-2009. Dans le cadre de la restructuration des armées annoncée le 24 juillet 2008, le CNAM sera fermé courant 2009[157].

## Culture locale et patrimoine

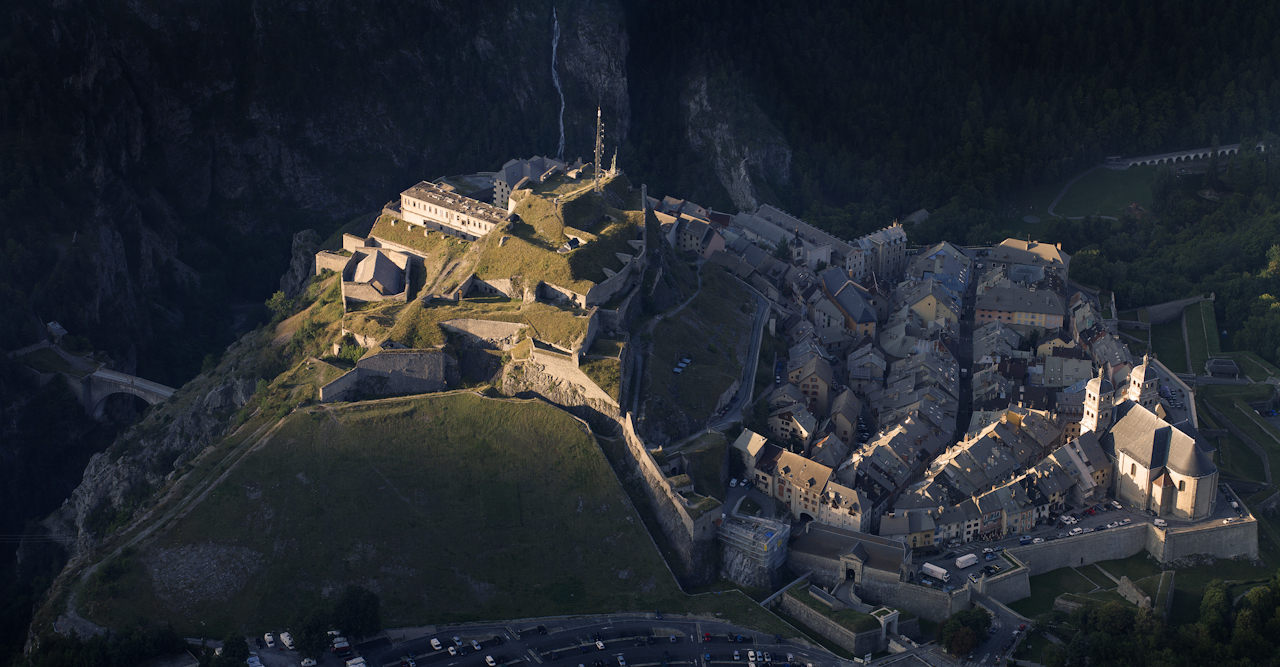
La vieille ville et ses fortifications.

L'enceinte urbaine de Briançon, la Redoute des Salettes, le fort des Trois-Têtes, le fort du Randouillet, la Communication Y et le Pont d'Asfeld, ont été classés au patrimoine mondial par l'UNESCO, le 7 juillet 2008. Cette reconnaissance internationale de 12 des plus belles créations de Vauban a été initiée et activement portée par la ville de Besançon à travers le Réseau des sites majeurs de Vauban.
Briançon est également classée Ville d'art et d'histoire.
La liste qui suit ne reflète qu'une petite partie des édifices répertoriés par les monuments historiques, qu'ils soient ou non protégés.

### Éléments de fortifications inscrits sur la liste du patrimoine mondial

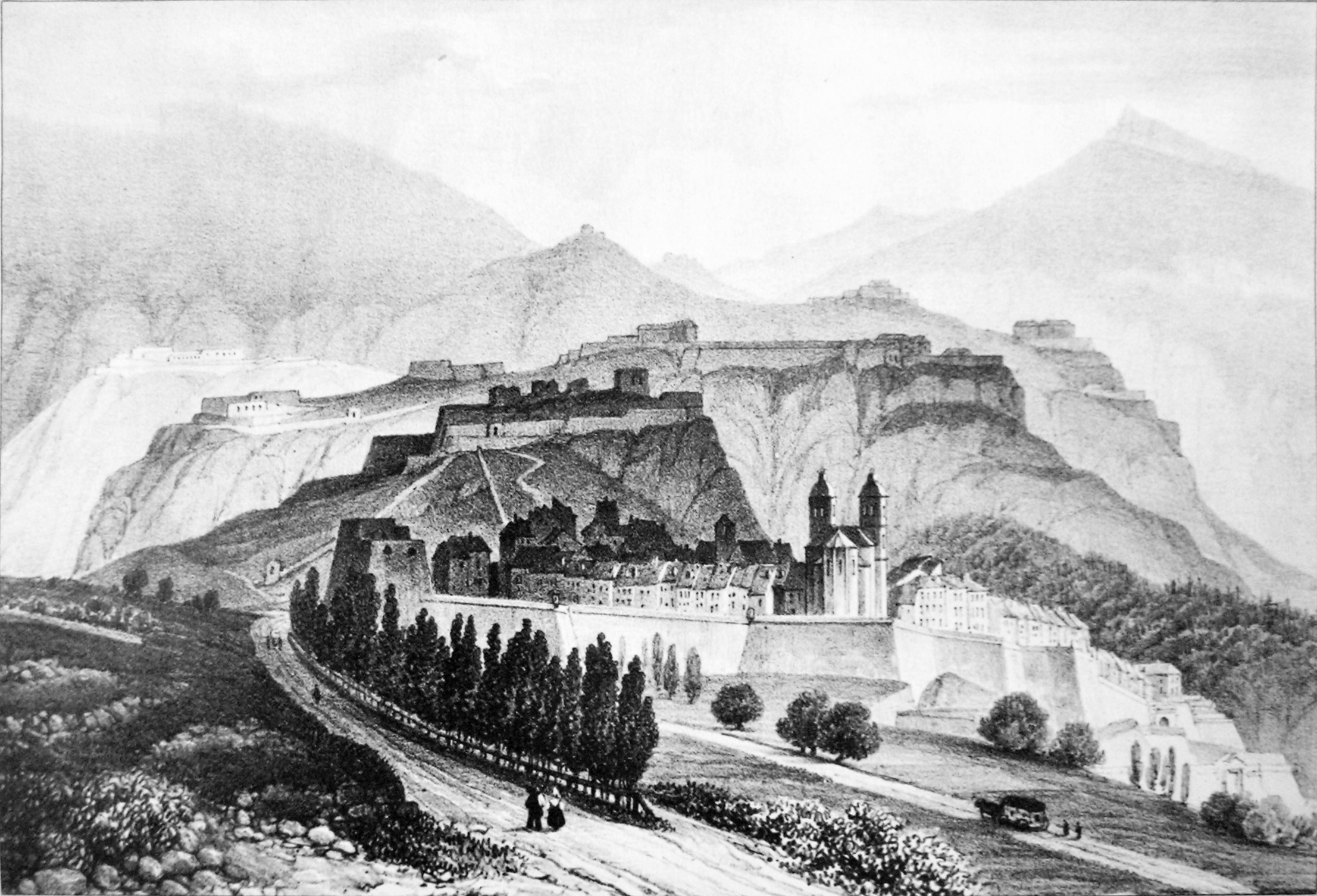
La citadelle au XIXe siècle, illustrée par Alexandre Debelle (1805-1897).

Les fortifications réalisées selon le projet de Vauban fait sous le règne de Louis XIV sont sur la liste du patrimoine mondial depuis 2008.
L'ensemble des éléments classés est constitué de :
- L'enceinte urbaine de Briançon ainsi que, intra-muros, la collégiale, la place d'armes et les deux poudrières[42],[158] ;
- Fort des Salettes, 1er quart du XVIIIe siècle. Façades, toitures, restes des bâtiments et terrains attenants classés ou inscrits au titre des monuments historiques par arrêté du 14 février 1989 ;
- Fort des Trois-Têtes, 1er quart du XVIIIe siècle. Façades, toitures, restes des bâtiments et terrains attenants classés ou inscrits au titre des monuments historiques par arrêté du 8 juin 1989 ;
- Fort du Randouillet, 1er quart du XVIIIe siècle. Façades, toitures, restes des bâtiments et terrains attenants classés ou inscrits au titre des monuments historiques par arrêté du 26 janvier 1989 ;
- Communication Y, 1er quart du XVIIIe siècle. Façades, toitures, restes des bâtiments et terrains attenants classés ou inscrits au titre des monuments historiques par arrêté du 8 juin 1989 ;
- Pont d'Asfeld, construit de 1729 à 1731. Classé au titre des monuments historiques par arrêté du 5 décembre 1988.

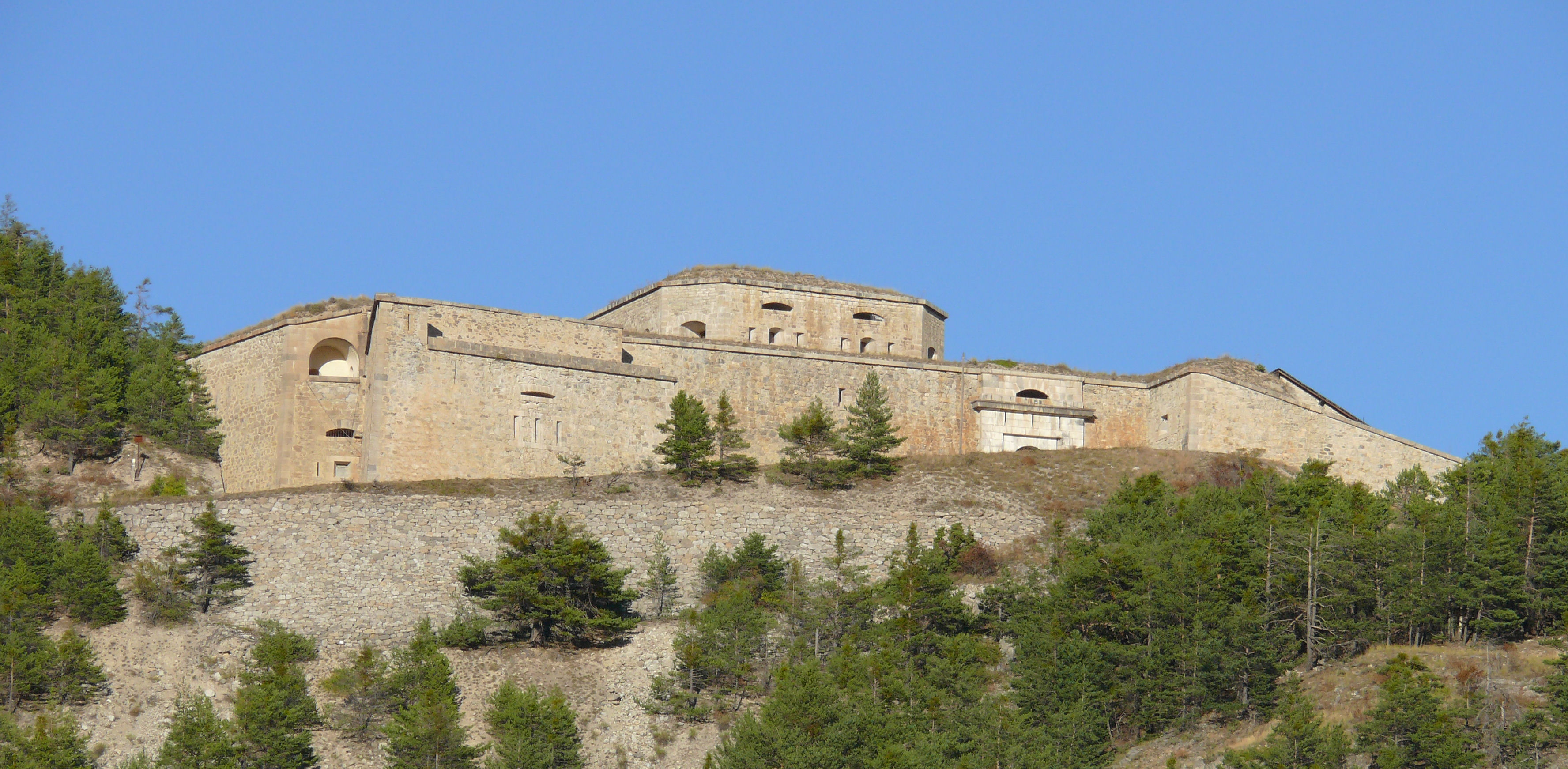
Le fort des Salettes, situé au nord et en amont de la vieille ville.
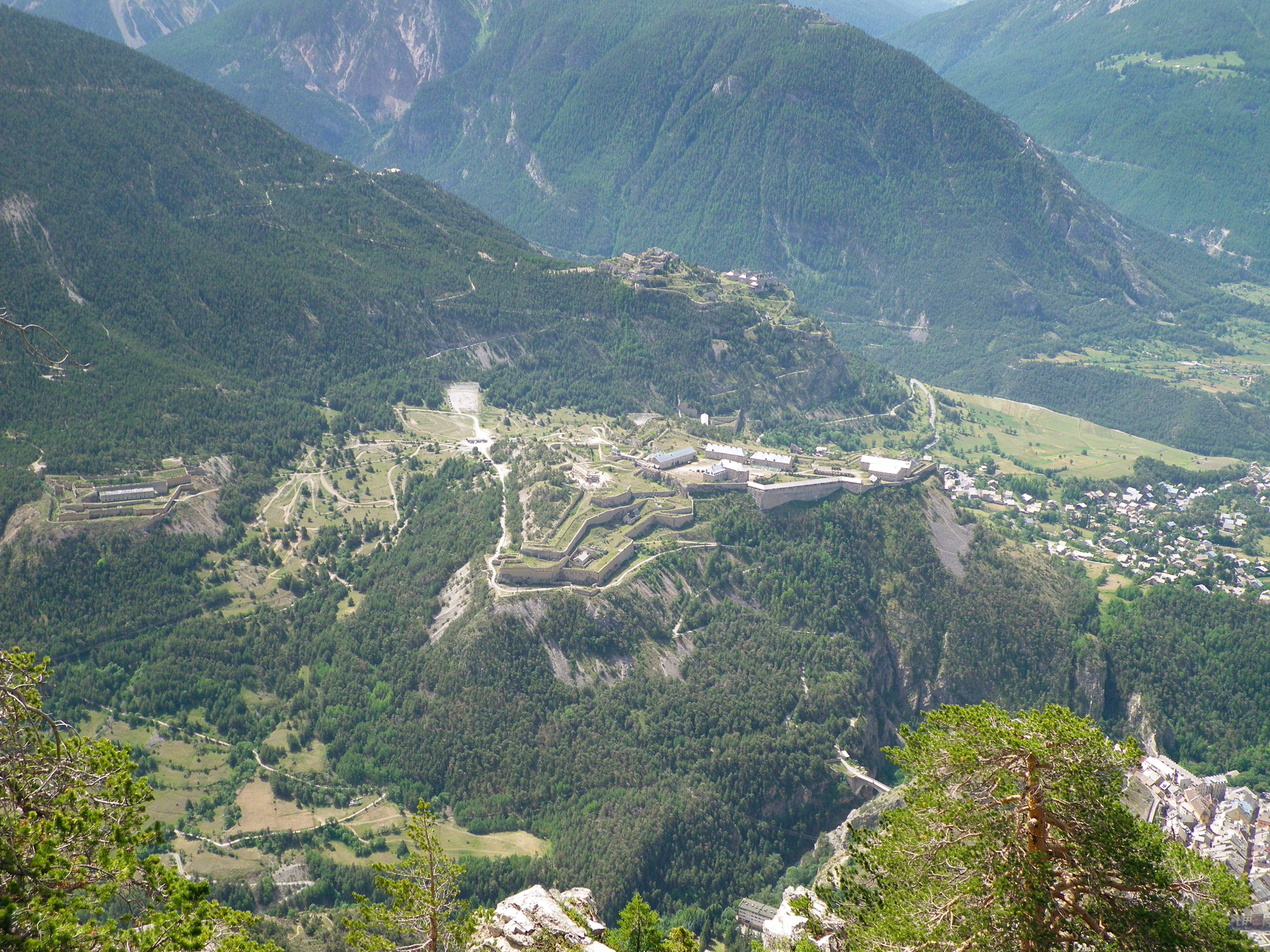
Le fort des Têtes, qui surplombe la vieille ville depuis l'Est.
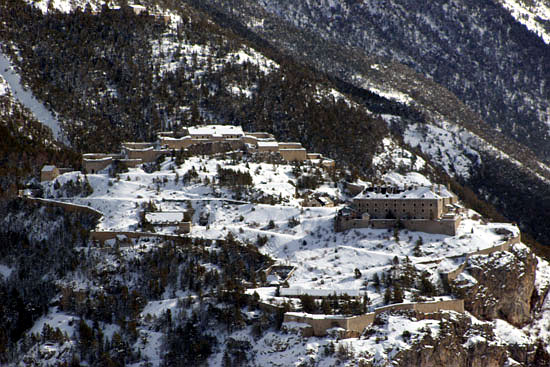
Le fort du Randouillet.
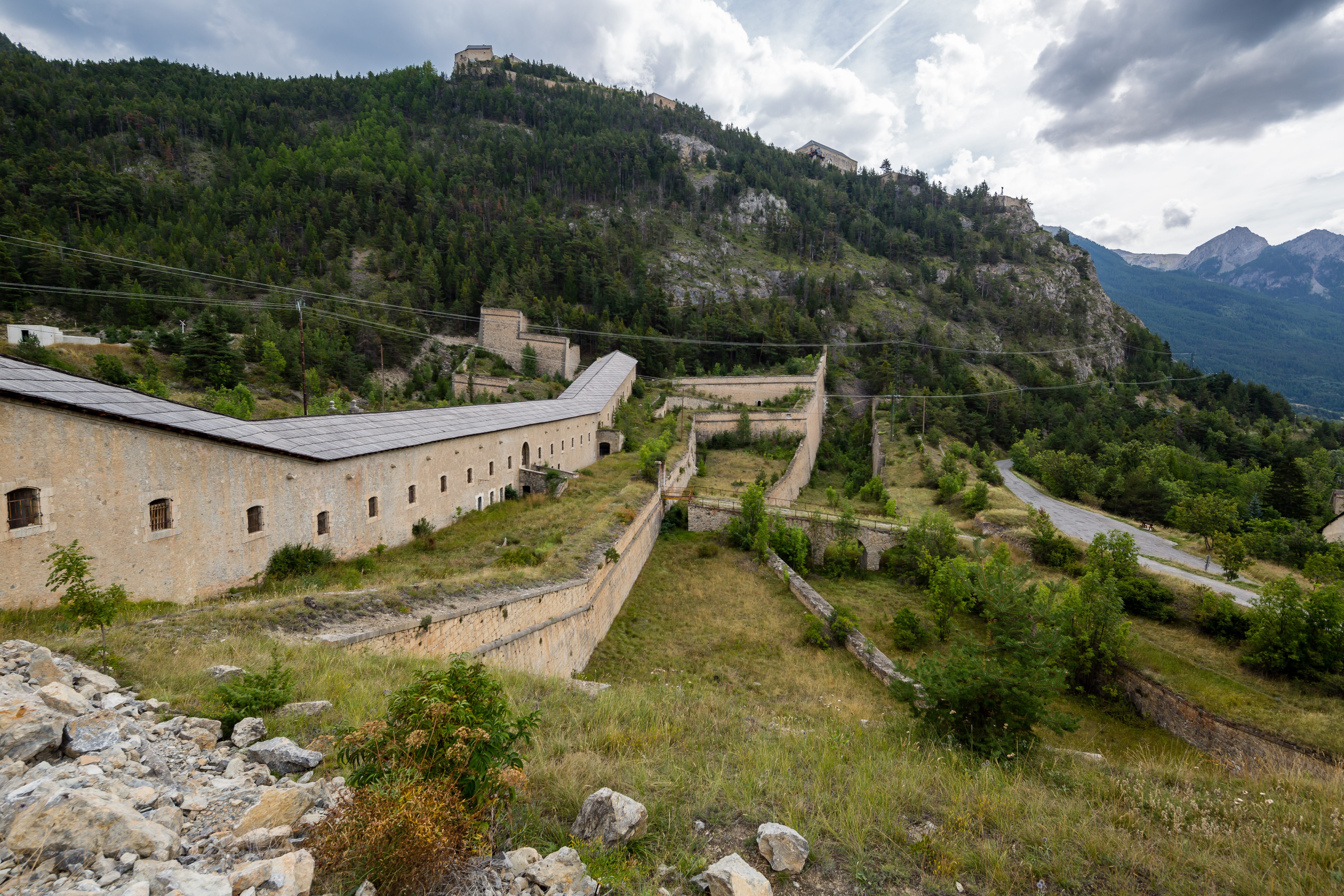
La Communication Y, à l'est et un peu en contrebas du fort des Têtes.
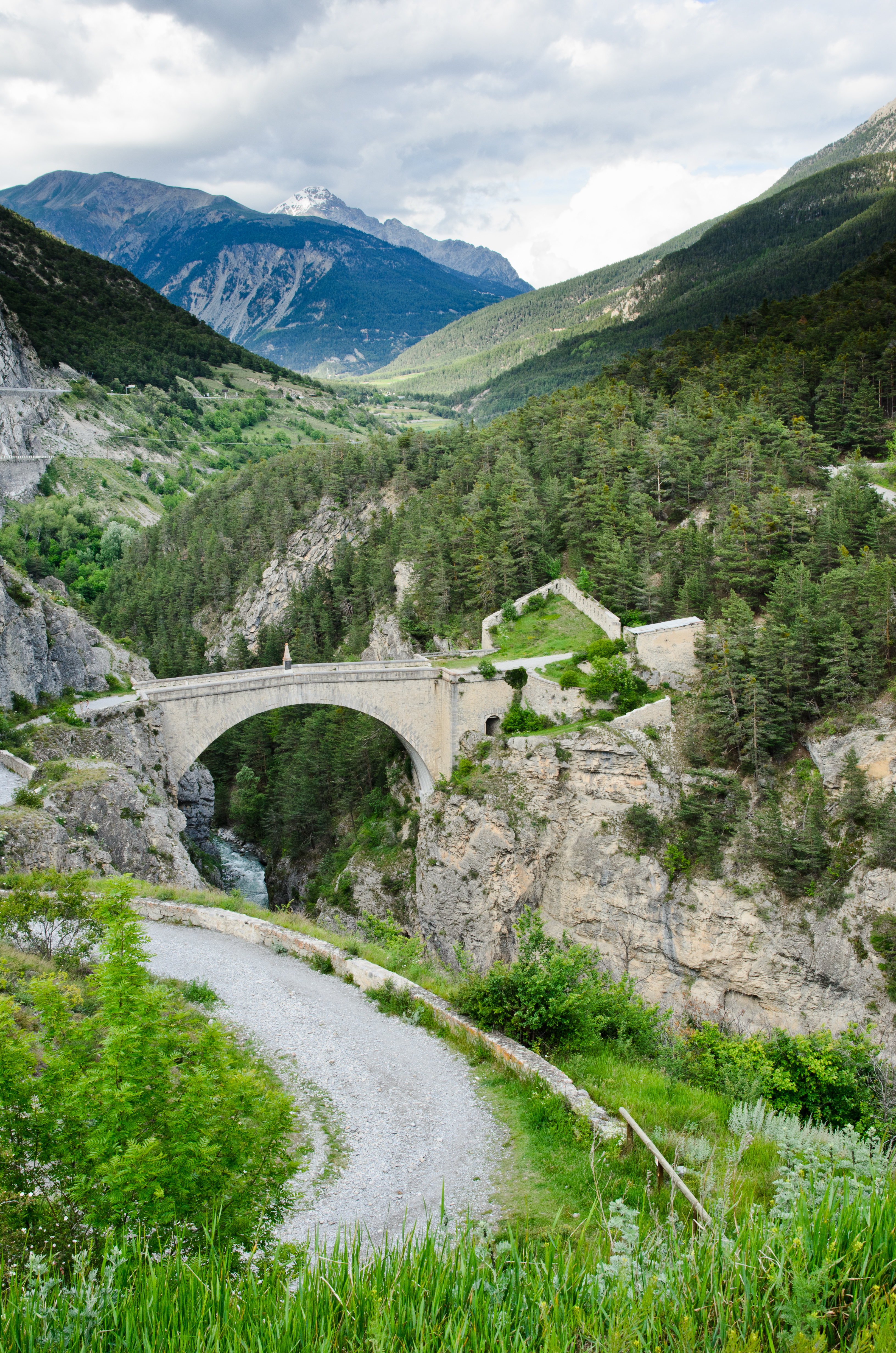
Le pont d'Asfeld, à l'est de la vieille ville, sous le fort des Têtes.

### Autre patrimoine militaire
- Fort d'Anjou, non daté. Inscrit (avec les terrains attenants) sur l'Inventaire supplémentaire des monuments historiques par arrêté du 21 octobre 1986.
- Redoute du Point du Jour, non datée. Inscrite (avec les terrains attenants) sur l'Inventaire supplémentaire des monuments historiques par arrêté du 21 octobre 1986.
- Fort Dauphin (édifié au début du XVIIIe siècle).
- Fort de la Croix-de-Bretagne (édifié de 1876 à 1878).
- Fort de la Lauzette[159].
- Fort de l'Infernet (édifié de 1876 à 1878).
- Forts du Gondran[160].
- Ouvrage du Janus de la ligne Maginot (édifié dans les années 1930).
- Téléphérique militaire de Terre Rouge ou des Gondrans (édifié au début de la Seconde Guerre mondiale).

### Patrimoine religieux

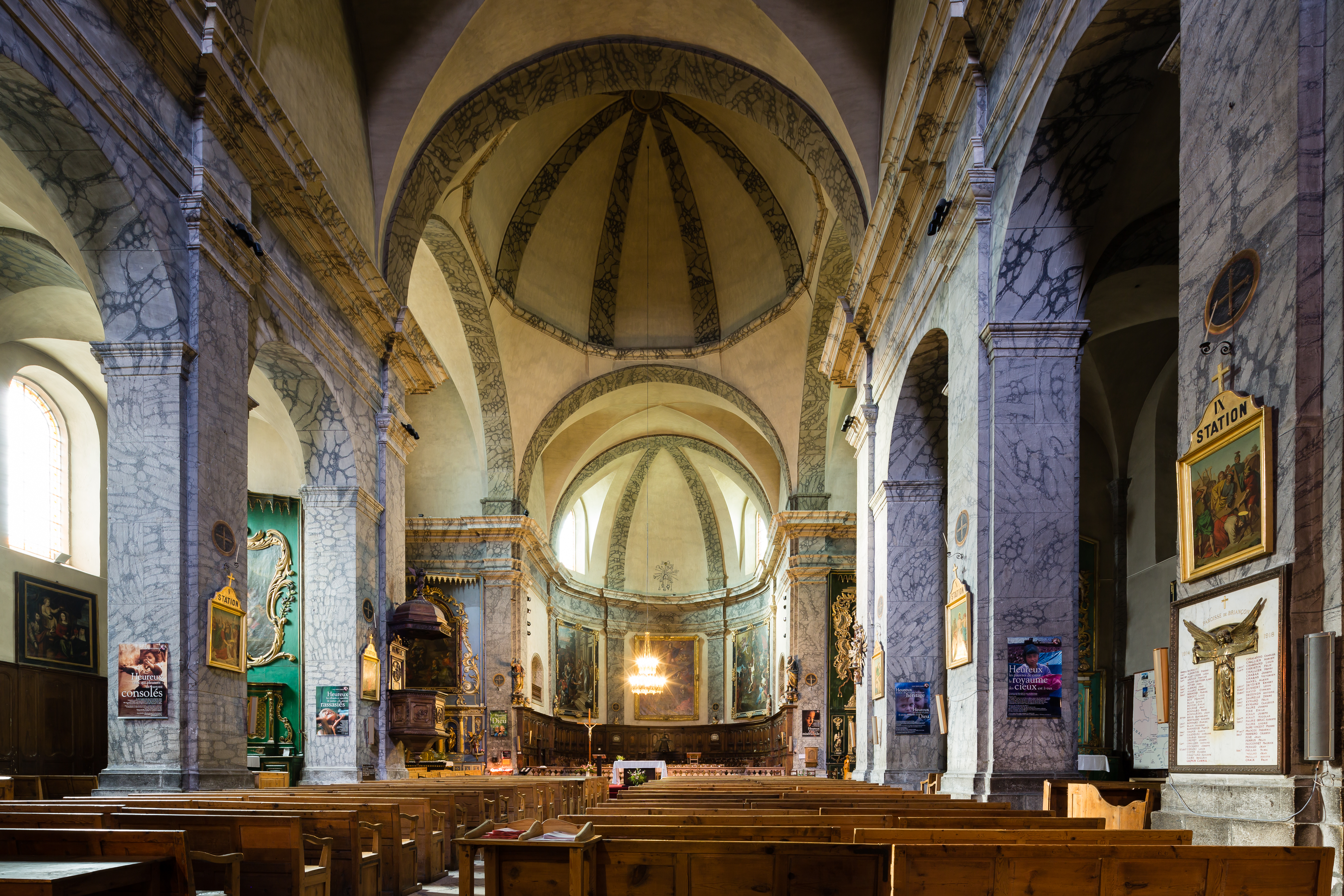
La nef de l'église paroissiale Notre-Dame-et-Saint-Nicolas.
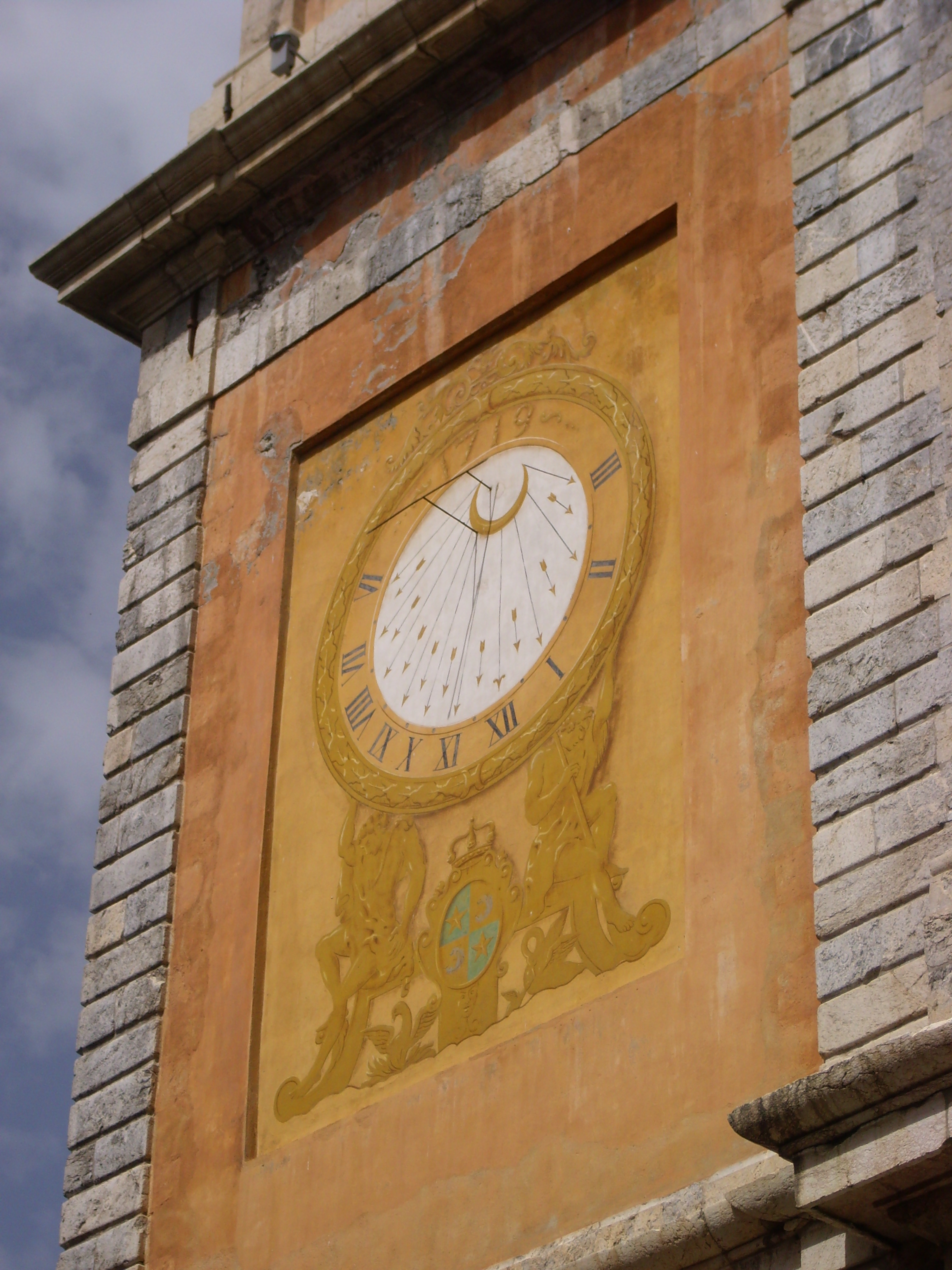
Cadran solaire sur la façade de l'ancienne collégiale.
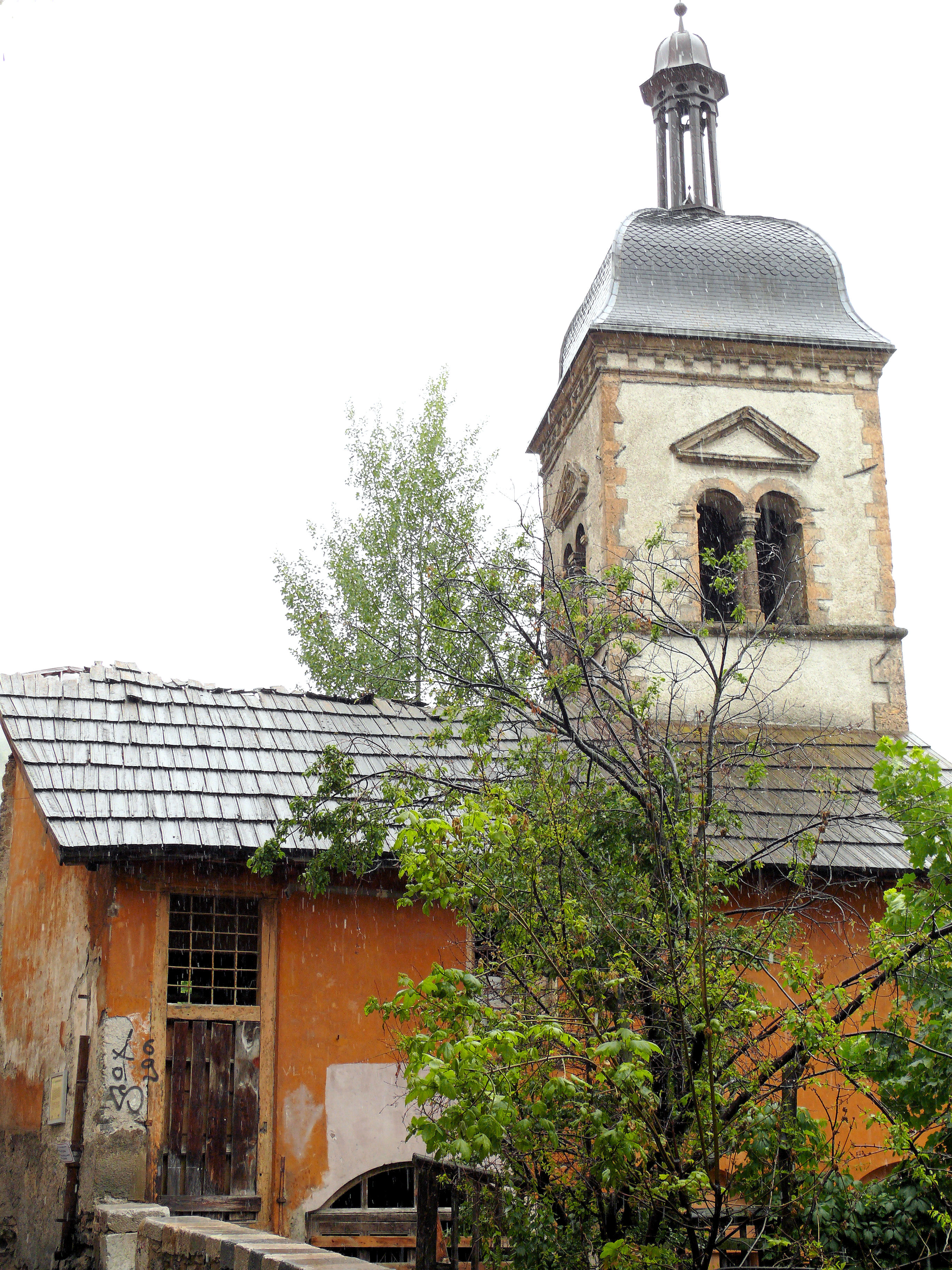
Clocher de l'ancienne chapelle de Pénitents noirs.
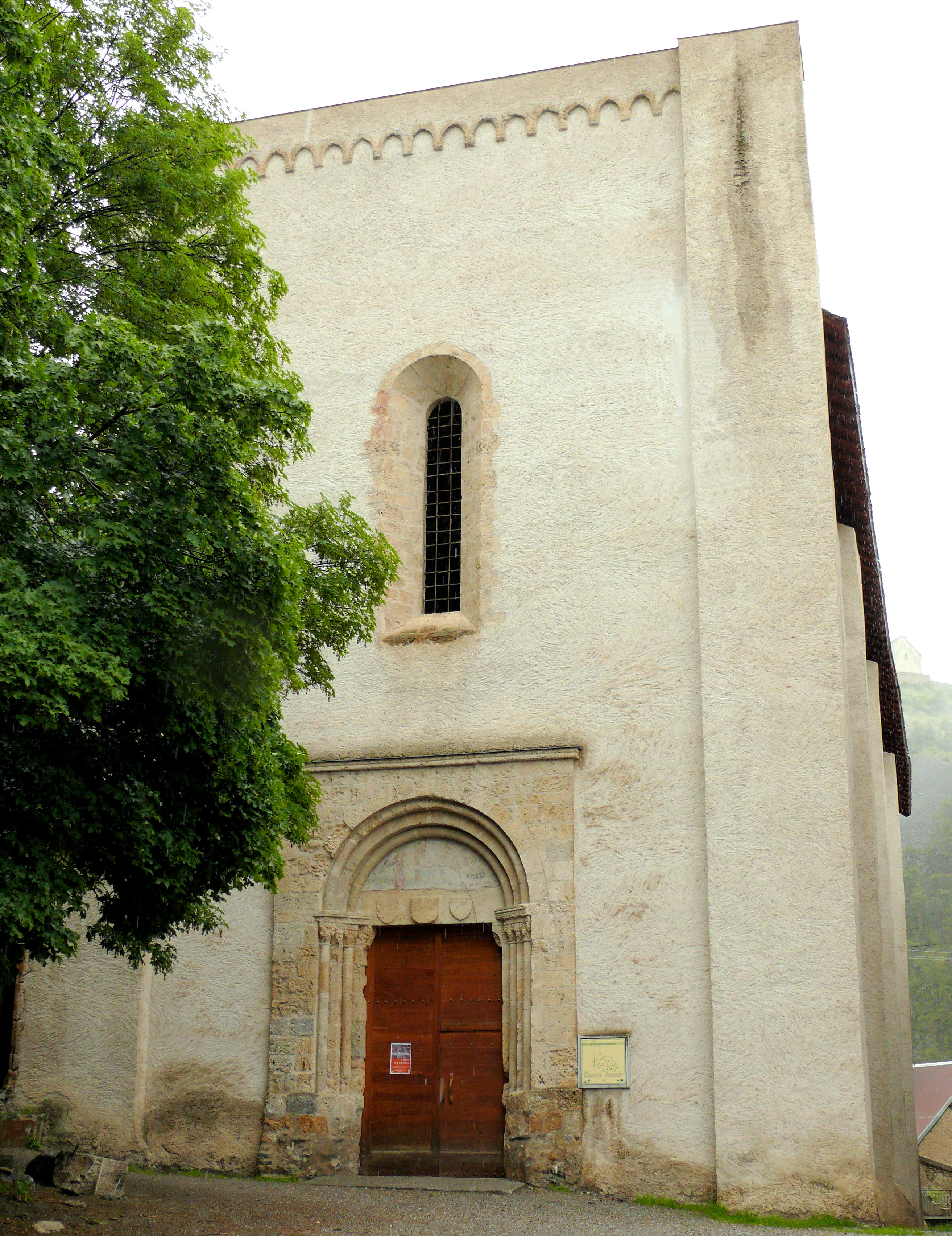
Façade d'entrée de l'ancienne église des Cordeliers.
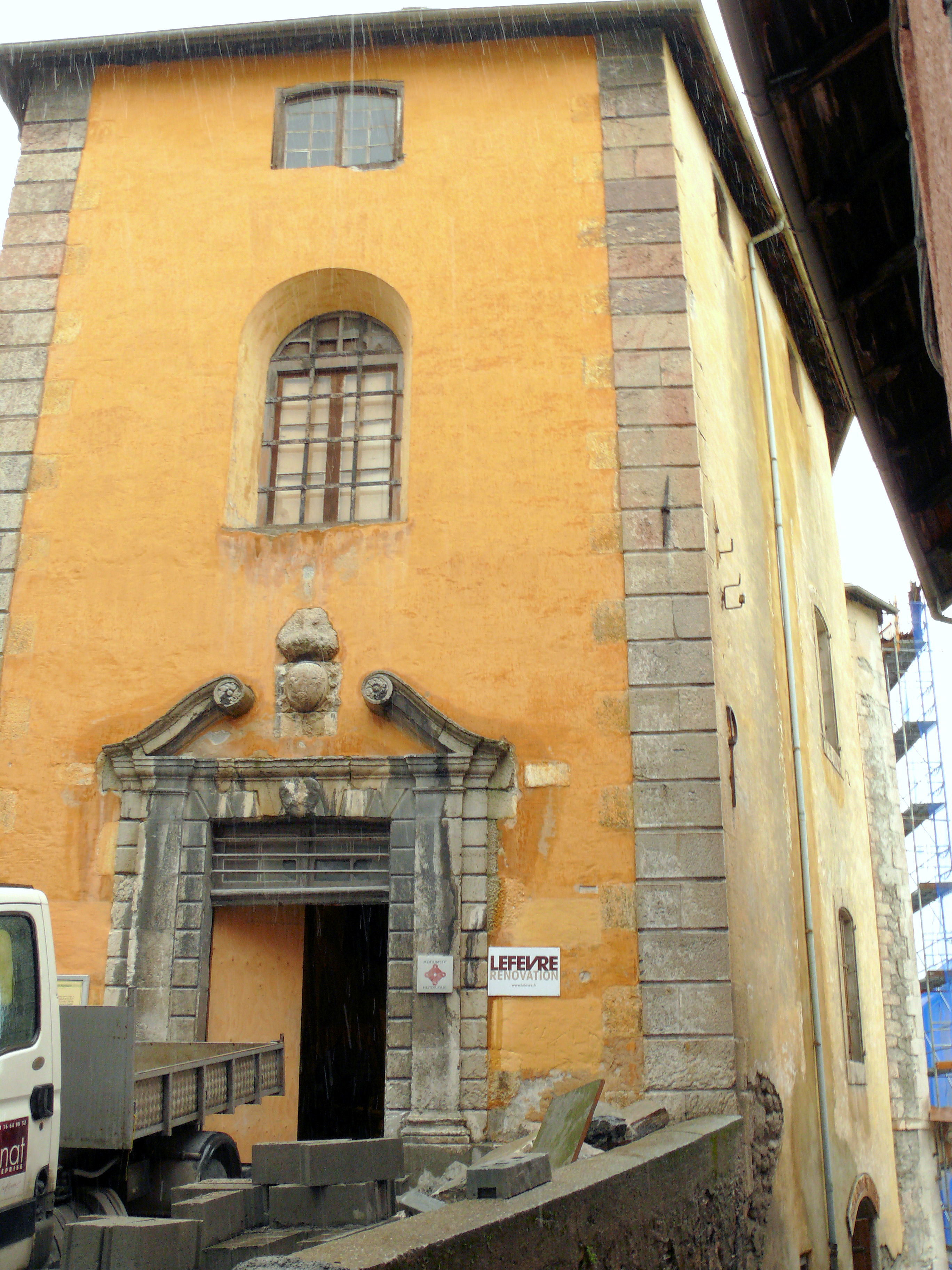
Couvent des Récollets.

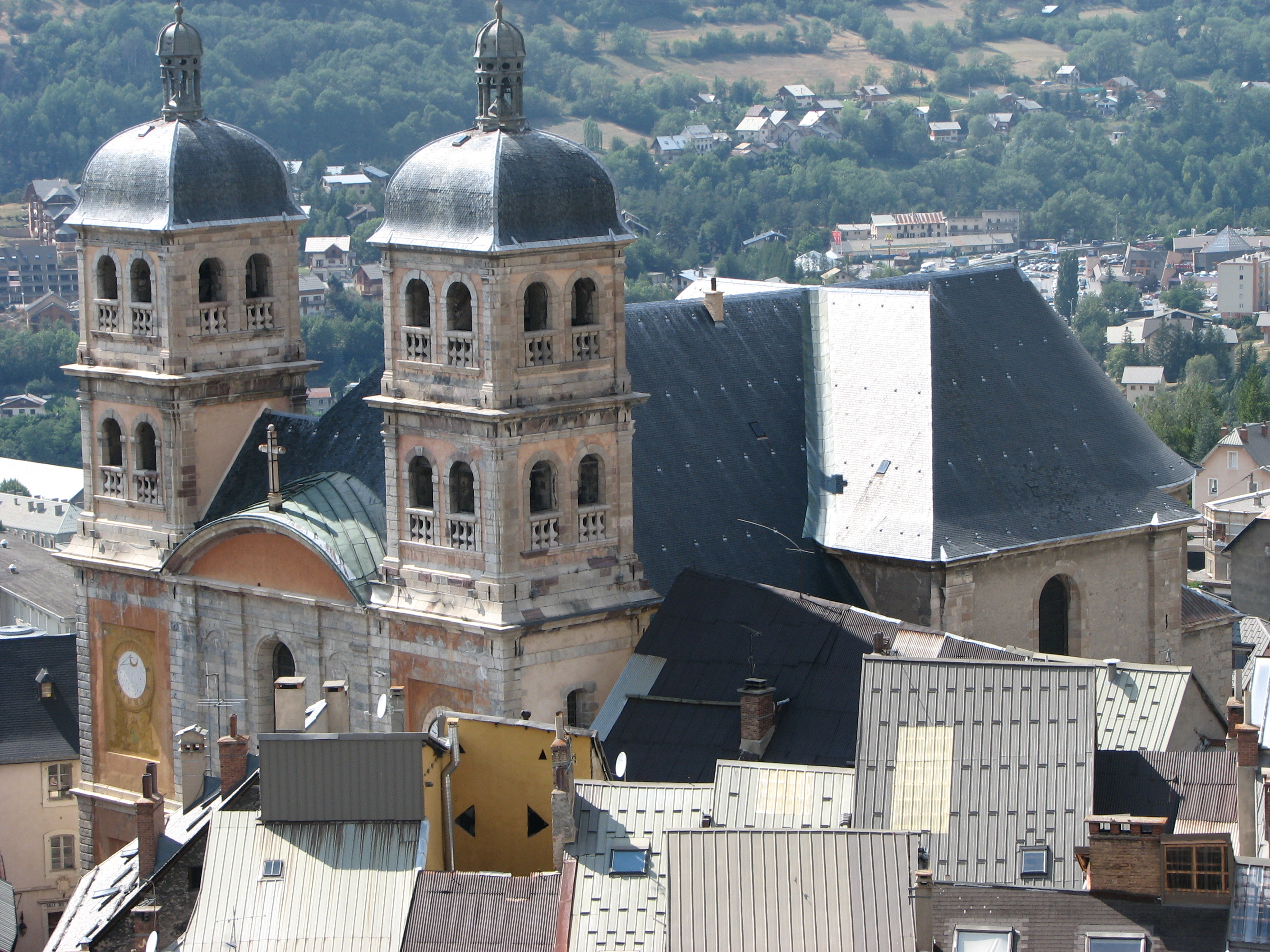
Église paroissiale Notre-Dame-et-Saint-Nicolas (ancienne collégiale Notre-Dame), classée monument historique.

- Église paroissiale Notre-Dame-et-Saint-Nicolas (ancienne collégiale Notre-Dame), construite de 1705 à 1718. Classée au titre des monuments historiques par arrêté du 14 octobre 1931.
- Clocher de l'ancienne chapelle de Pénitents noirs, datant de la 2de moitié du XVIe siècle. Inscrit sur l'Inventaire supplémentaire des monuments historiques par arrêté du 30 juillet 1973.
- Ancienne église des Cordeliers, datant du XIVe siècle, propriété de la commune. Classée au titre des monuments historiques par arrêté du 21 septembre 1982.
- Chapelle des Pénitents noirs de Forville
- Église Saint-Blaise de Briançon.
- Chapelle Saint-Antoine du Fontenil.
- Chapelle Saint-Jean-Baptiste de Pramorel.
- Chapelle Saint-Joseph de Font Christiane.
- Église Sainte-Catherine de Briançon.
- Chapelle Saint-Roch du Chabas.
- Chapelle Notre-Dame-des-Neiges-et-Saint-Antoine de Forville.
- Chapelle Saint-Sébastien de Mas de Blais.
- Chapelle Saint-Sixte de Chamandrin.
- Église Saint-Roch de Pont-de-Cervières.
- Temple de l'église protestante unie de France de Briançon.
- Chapelle Saint-Jacques de Poët-Morand.

### Patrimoine industriel
- Nombreuses mines de charbon exploitées principalement par des agriculteurs aux XIXe et XXe siècles.
- Usine de la Schappe, ancienne manufacture (1842-1933) de peignage de déchets de soie. Le bâtiment de 3 300 m2 est détruit dans un incendie le 5 octobre 2014[161].
- Centrales et installations électriques.

### Autre patrimoine civil
- La Fontaine des Soupirs (ou François Ier), dans la Grande Gargouille, datant du XVIIIe siècle. Inscrite sur l'Inventaire supplémentaire des monuments historiques par un arrêté du 18 mars 1930.
- Les façades et toitures de la « maison du Temple », construite en 1575. Inscrites sur l'Inventaire supplémentaire des monuments historiques par un arrêté du 5 février 1982.
- L'ensemble de cadrans solaires sur les façades de bâtiments publics et maisons particulières.
- La « maison du Pape », construite en 1635, incendiée en 1692 et reconstruite en 1714-1717. Servit successivement d'hôpital, de caserne et d'école pour jeunes filles.
- Le couvent des Récollets.
- La France, monument en bronze d'Antoine Bourdelle, surplombant la citadelle au sommet du Château (autre version à Paris au Palais de Tokyo). L'installation de ce monument est due à Maurice Petsche.
- La Manne de Briançon était connue comme une des sept merveilles du Dauphiné. Il s'agissait d'un voile très fin que l'on pouvait voir le matin sur les forêts de mélèzes dans les Hautes-Alpes. Ce voile était composé de grains sucrés et blancs provenant de déjections de pucerons se nourrissant de la sève des mélèzes constituant un miellat récolté par les abeilles.

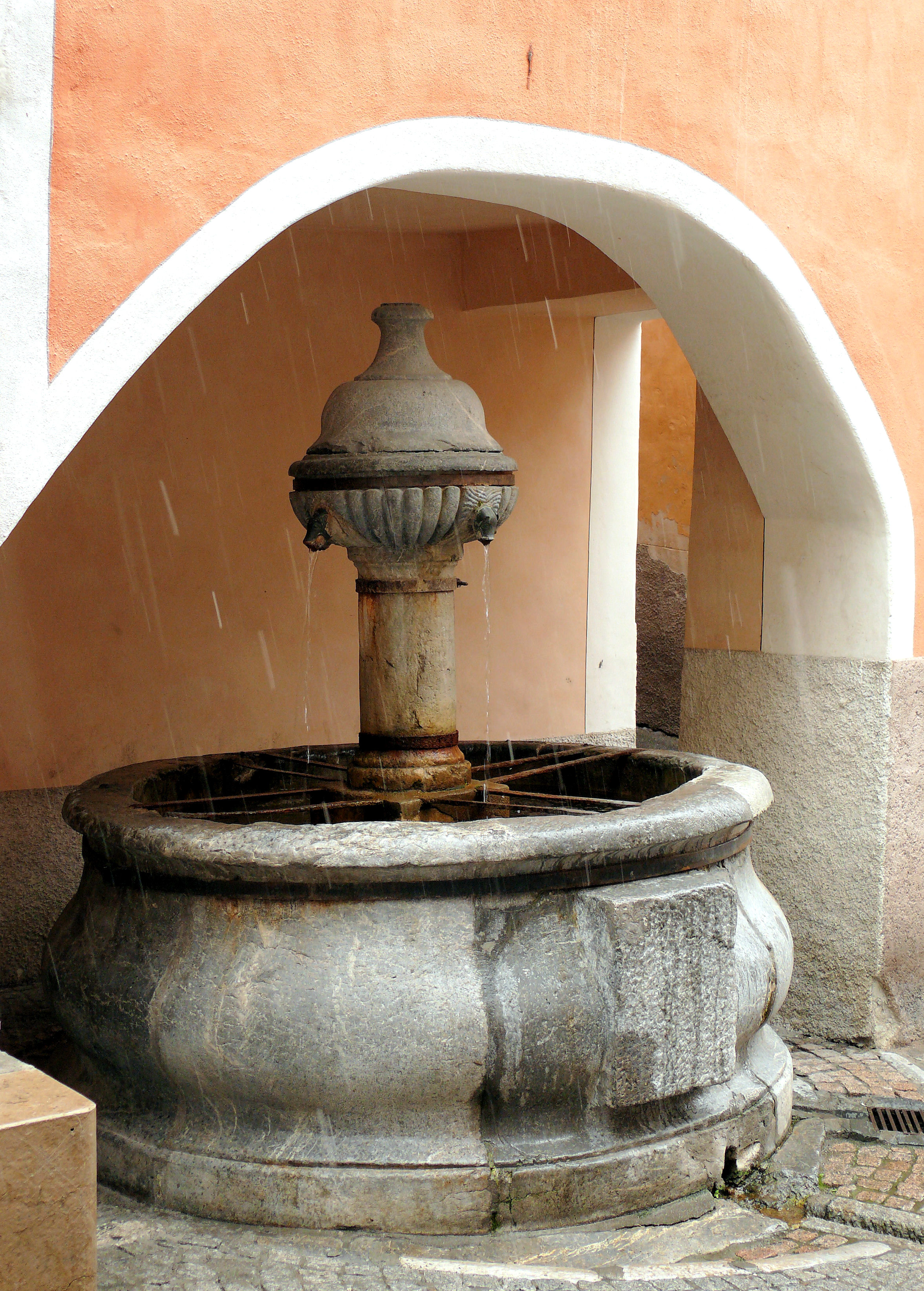
La fontaine des Soupirs, située dans la vieille ville.
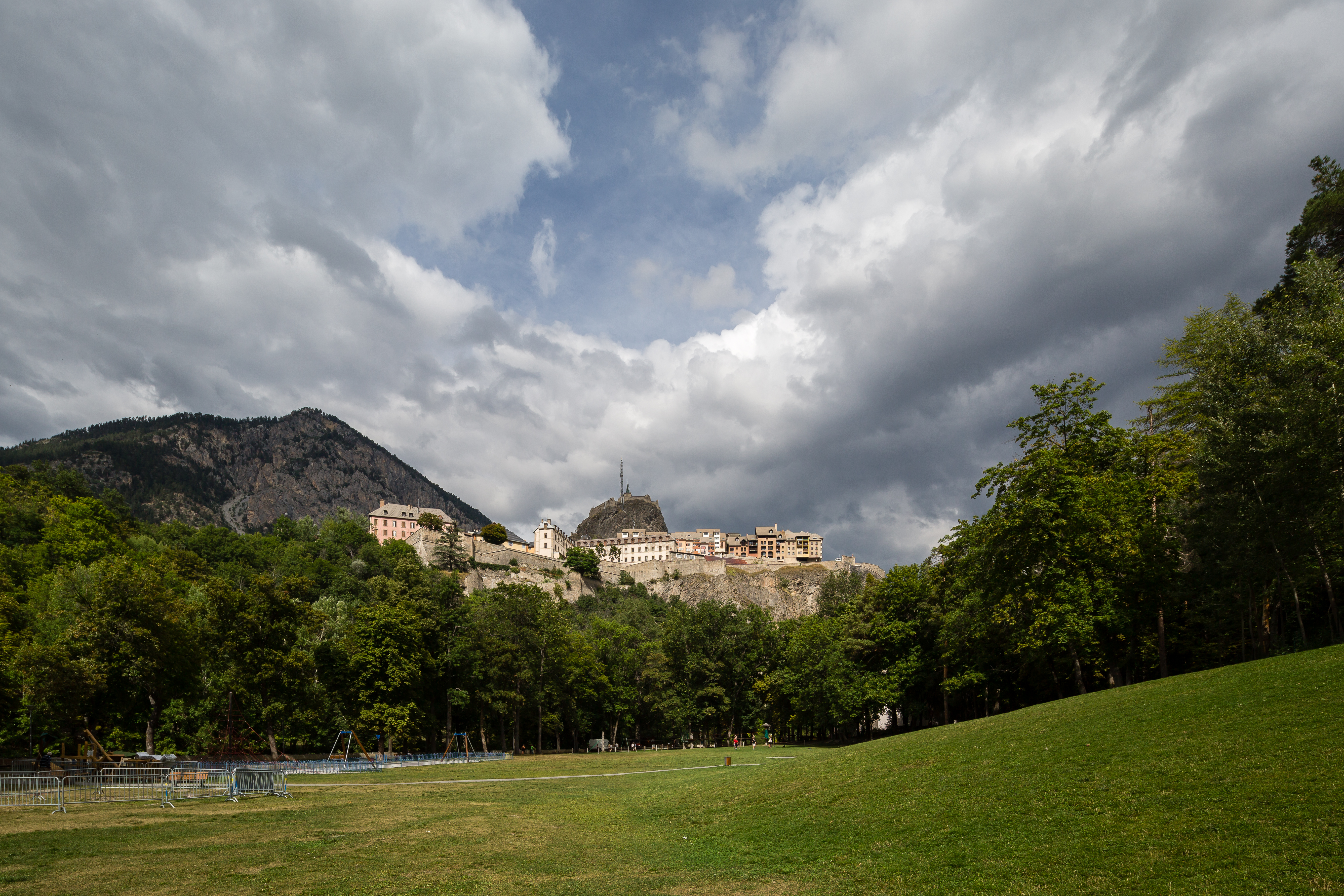
L'enceinte de la cité Vauban depuis le parc de la Schappe.
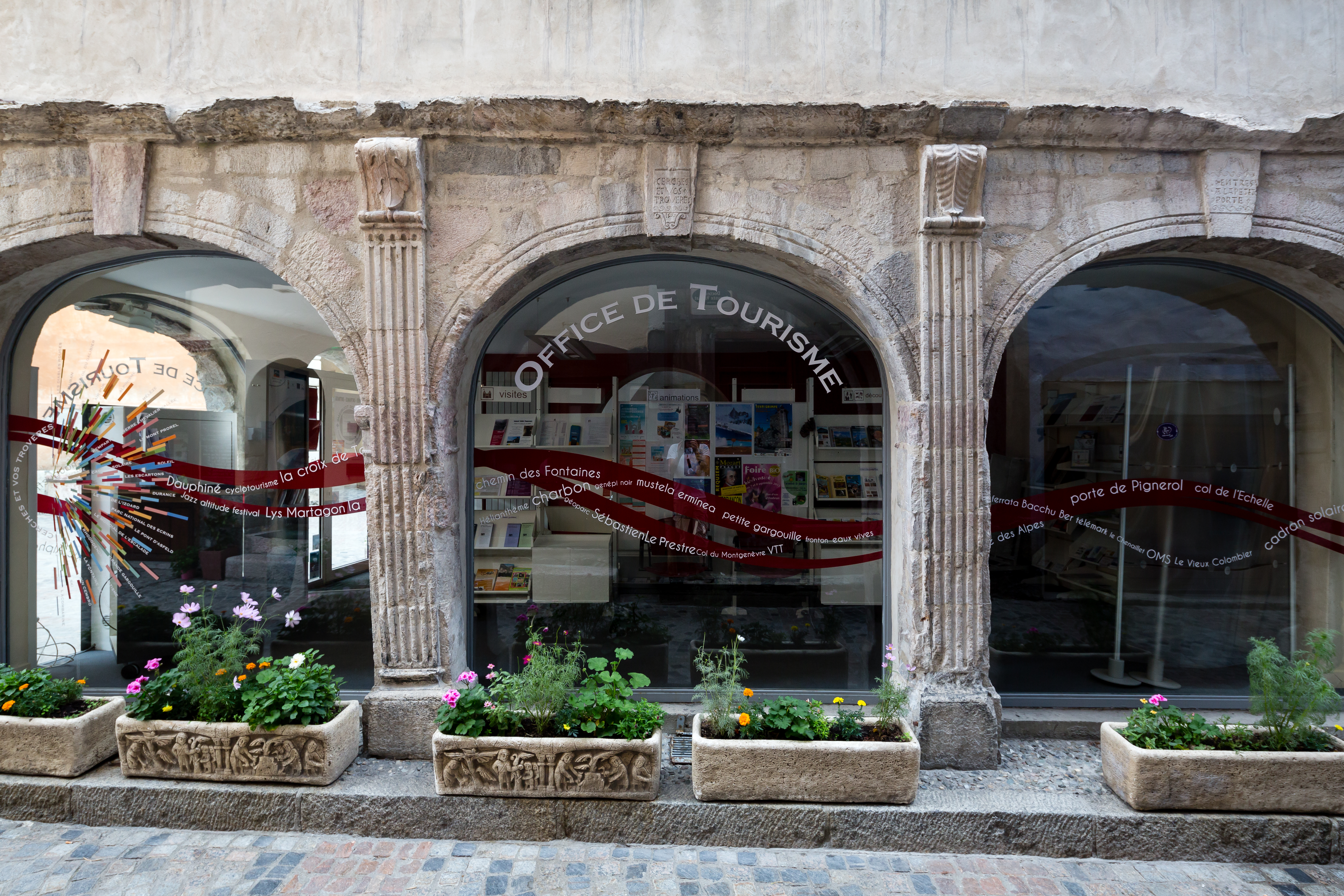
Les arcades de la maison du Temple.
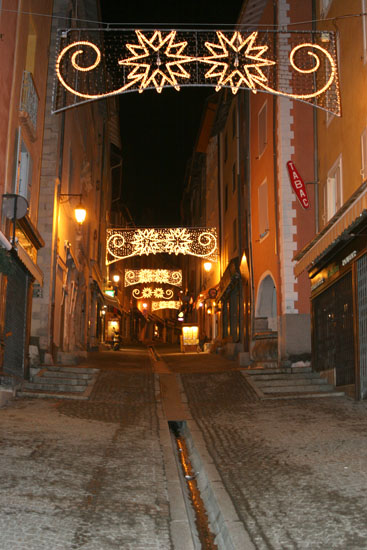
La Grande gargouille de nuit[Note 9].
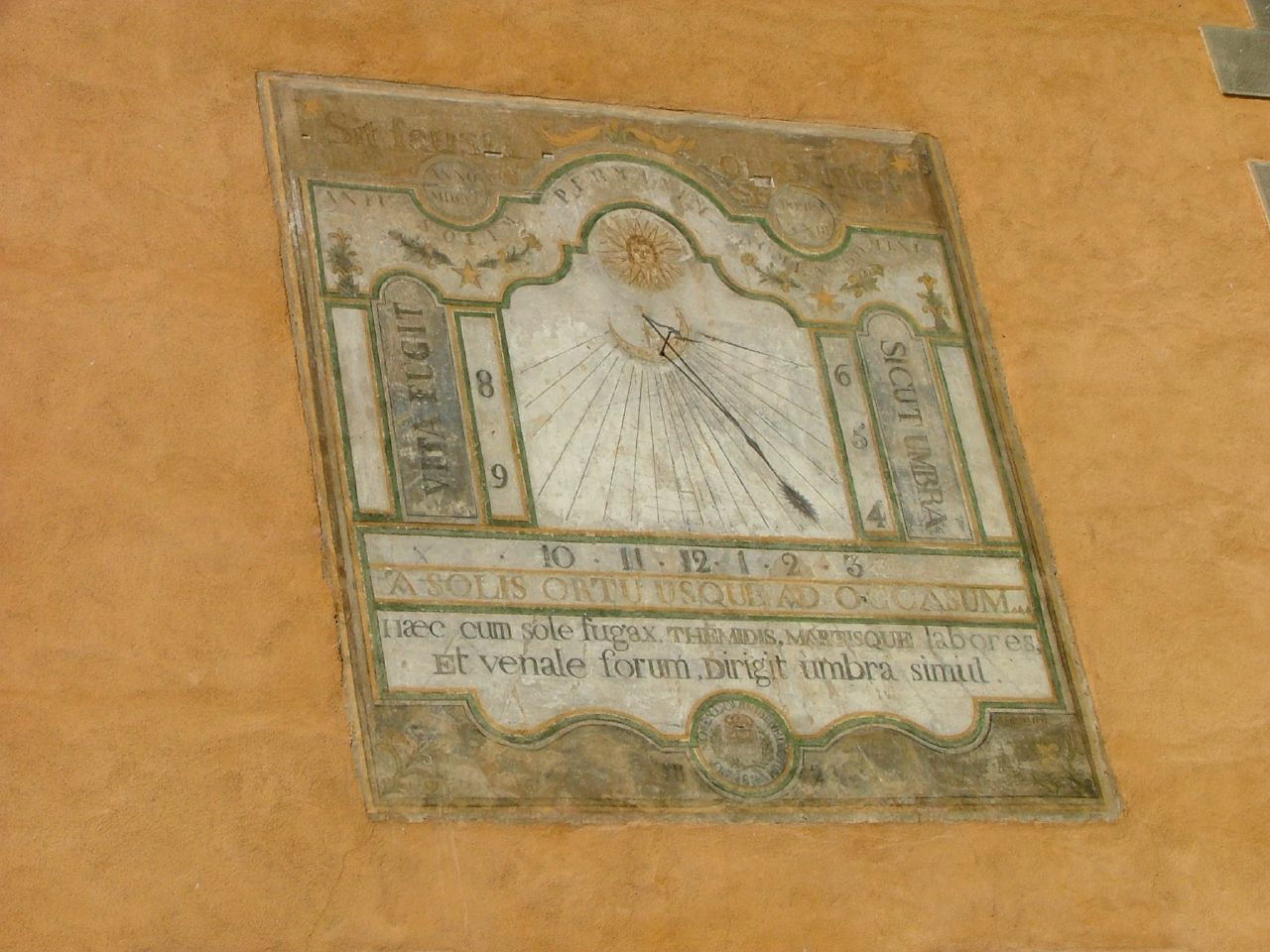
Un cadran solaire sur le mur d'une maison à Briançon.

### Culture

#### Festivals et fêtes locales

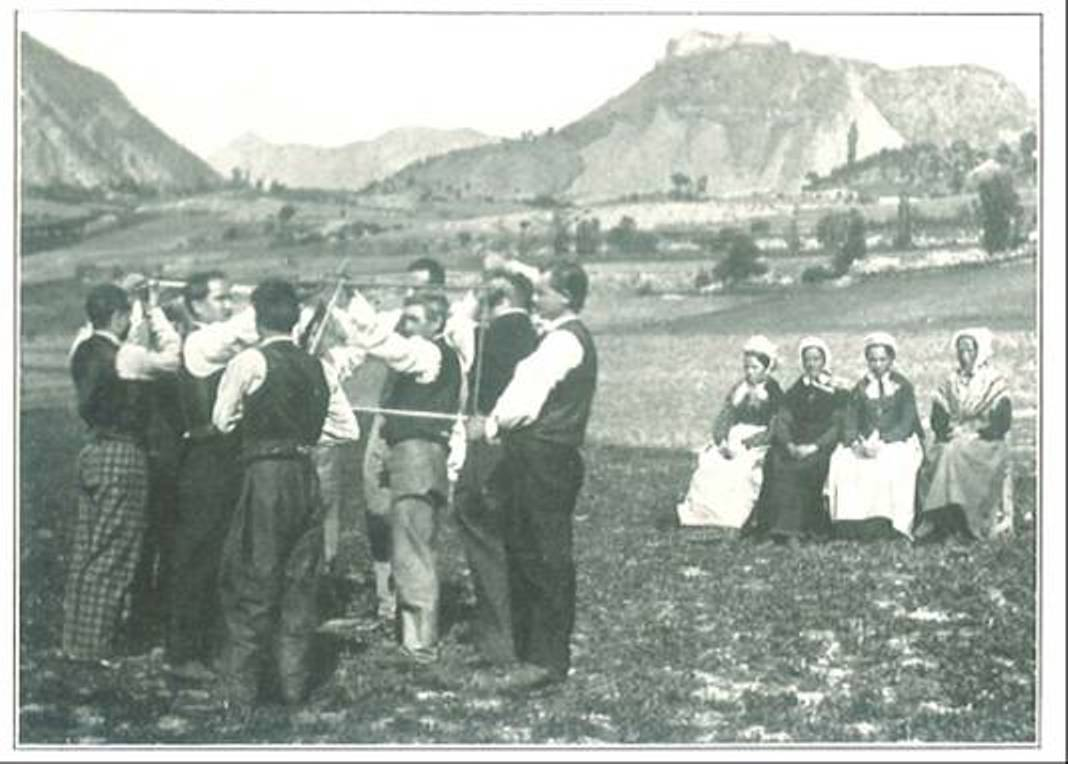
Le « bacchu-ber », danse des épées dans le Briançonnais, en 1877.

- Festival international de musique de chambre.
- Certains concerts du festival Messiaen au pays de la Meije.
- Altitude Jazz Festival.
- Fête médiévale[162].
- Le hameau de Pont-de-Cervières accueille une fois par an, le 16 août, la danse traditionnelle du « bacchu-ber », exécutée par des hommes portant des épées ; cette danse n'existe plus que dans ce village.
- Fête des guides et des accompagnateurs (juillet) : vulgarisation de l'alpinisme, démonstration de secours héliporté, projection de films, etc.

#### Tournage de films à Briançon
- Le film L'Apprenti salaud de Michel Deville a été tourné en partie à Briançon en 1976.
- Quelques scènes du Hussard sur le toit de Jean-Paul Rappeneau ont été tournées au Fort des Têtes.
- La série télévisée Alex Hugo de Franck Thilliez et Nicolas Tackian, épisode "Comme un oiseau sans ailes", diffusée sur France 2 le 2 septembre 2015.
- Prochainement, la suite de la série télévisée Alex Hugo de Franck Thilliez et Nicolas Tackian, pour l'épisode "La Dame Blanche".

### Héraldique
| Blason de Briançon | Blason  | D'azur à une porte de ville crénelée d'argent surmontée de trois tourelles du même, le tout maçonné et ajouré de sable et ouvert du champ. |
| Blason de Briançon | Détails | Tel que rapporté par le Grand Larousse encyclopédique de 1960. |
| Blason de Briançon | Alias   | D'azur, à deux pals échiquetés d'or et de gueules de trois pièces. Selon Malte-Brun, dans La France illustrée en 1882. Il affirme en outre que les armes de Briançon auraient été « autrefois de trois d'argent, surmontées d'une quatrième, avec la devise : « PETITE VILLE, GRAND RENOM». Ce dernier blasonnement paraît curieux puisqu'il y manque l'émail de l'écu lui-même. |

### Personnalités liées à la commune

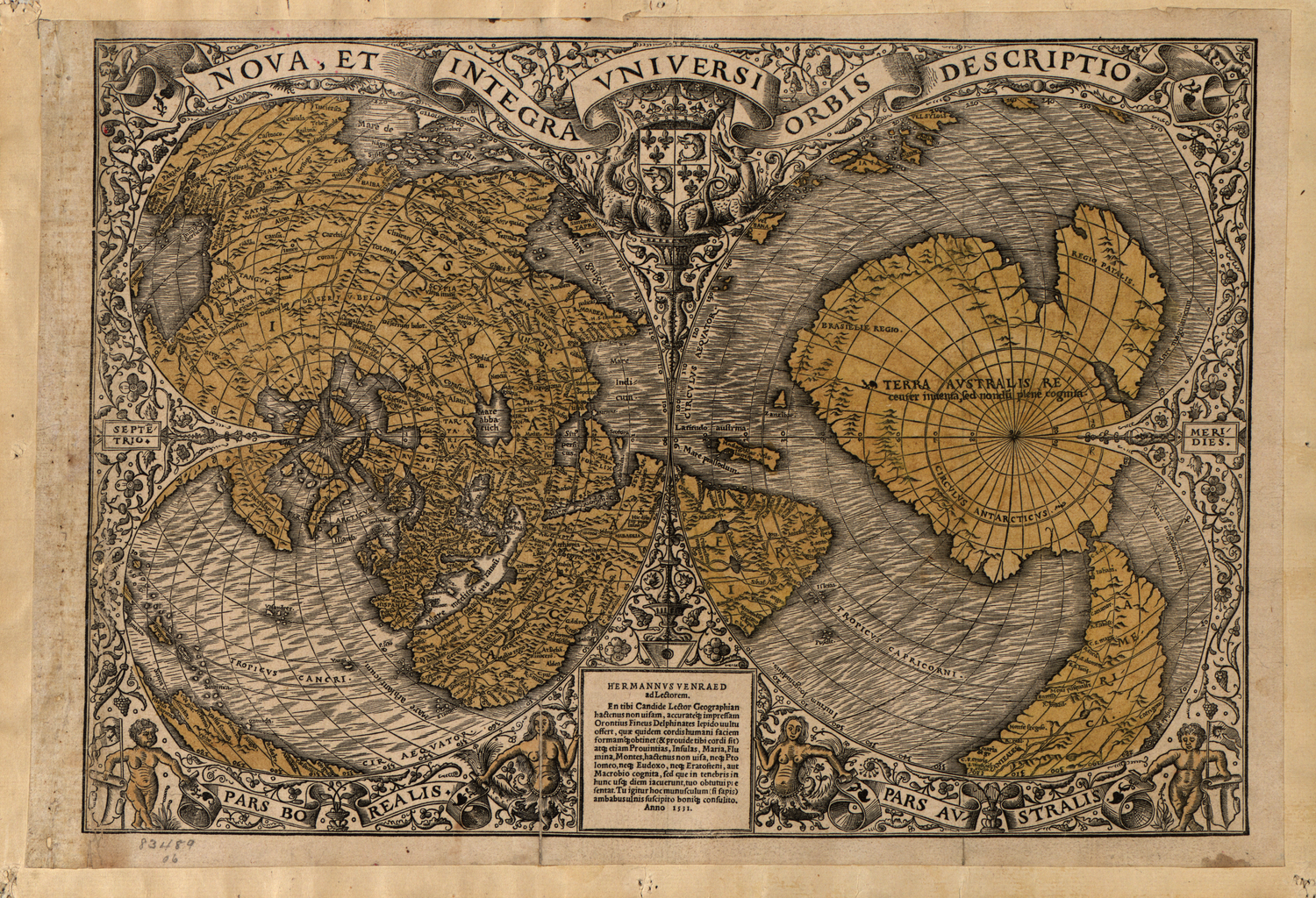
Nova, et integra universi orbis descriptio (Carte moderne et corrigée du monde entier), par Oronce Fine, 1531.

- Albanus préfet des Alpes occidentales du Ier siècle.
- Oronce Fine (1494-1555), mathématicien, astronome et cartographe, premier titulaire de la chaire de mathématiques du collège de France, inventeur d'une nouvelle projection cartographique du monde.
  - Jean-Antoine Morand de Jouffrey (1727-1794), architecte, urbaniste et peintre lyonnais. Créateur du quartier des Brotteaux à Lyon (6e arrondissement). Chevalier de l'ordre de saint Michel.
- Jacques-Bernardin Colaud de La Salcette (1733-1796), prêtre catholique et homme politique né à Briançon député du clergé du Dauphiné aux États généraux de 1789, député de la Drôme à la Convention nationale, puis député des Hautes-Alpes au Conseil des Cinq-Cents.
- Antoine Caire-Morand (1747-1825?), parent du précédent, fondateur de la Manufacture royale de cristaux de roche de Briançon en 1778[163],[164].
- Guillaume Ferrus (1753-1815), homme politique, maire de Briançon, député des Hautes-Alpes.
- Claude-Sylvestre Colaud (1754-1819), général de la Révolution française et du Premier Empire.
- Ignace Jean (1768-?), ancien sous-préfet de Briançon, ancien député de Vaucluse.
- Jean-François Bonnot (1768-1842), avocat, ancien députés des Hautes-Alpes, et maire de Briançon, né dans cette ville.
- Honoré Chancel (1820-1882), industriel et député des Hautes-Alpes, né et décédé à Briançon.
- Charles Vagnat (1851-1914), homme politique né à Briançon, maire de Briançon en 1897, sénateur des Hautes-Alpes de 1900 à 1914.
- Victor Bonniard (1855-1924), ancien député et sénateur des Hautes-Alpes, né à Briançon.
- Robert-Auguste Touchon, né le 18 décembre 1878 à Paris et mort le 11 juillet 1960 à La Tronche, pionnier de l'alpinisme et du ski militaire, passe l'hiver 1906-1907 au Poste des Acles. Héros de la Première Guerre mondiale, il prend en janvier 1928, le commandement du 159e régiment d'infanterie à Briançon qu'il détient jusqu'en 1930. Durant cette période, il parcourt les montagnes à la tête de son régiment, effectue personnellement des reconnaissances systématiques sur les glaciers et les sommets, rédige des manuels d'instruction. Il est aussi alors commandant du « Centre d'hiver d'études pratiques de montagne » et organise des stages d'instruction destinés à des officiers d'autres régiments qui se distinguent rapidement au sein de l'Armée de terre.
- Émile Merle (1879-1953), homme politique, député des Hautes-Alpes de 1906 à 1910.
- Maurice Petsche (1895-1951), député de la circonscription de Briançon de 1925 à 1951, citoyen d'honneur de la ville.
- Adrien Daurelle (1900-1961), notaire à Briançon ; a protégé et sauvé des personnes de confession juive pendant la Seconde Guerre mondiale et défendu plus largement les Briançonnais lors de la reconquête de Briançon par l'occupant ; le titre de Juste parmi les Nations lui est donné en 1999 (posthume)[165] ; la ville de Briançon compte une avenue Adrien-Daurelle.
- André Georges (1902-1963), alpiniste et membre éminent du Club Alpin Français, ayant vécu à Briançon.
- Georges Bermond-Gonnet (1921-1990), joueur de hockey sur glace.
- Patrick Floersheim (1944-2016), acteur français spécialisé dans le doublage.
- Nelly Moriquand (1949-), scénariste de bande dessinée née à Briançon.
- P. Jean-Michel Bardet (1964-), curé et chanteur du groupe Les Prêtres.
- Luc Alphand (1965-), originaire de la commune voisine de Saint-Chaffrey, vainqueur de la Coupe du monde de ski alpin (1995, 1996 et 1997). Reconverti, entre autres, dans les sports mécaniques, il a également gagné le rallye Dakar en 2006.
- Pierre Vaultier (1987-), snowboardeur vainqueur de la Coupe du monde de cross en 2008, 2010 et 2012 et champion olympique en 2014 à Sotchi.
- Florian Chakiachvili (1992-), international français de hockey sur glace.
- Richard Jouve (1994-), fondeur français.
- Nils Allègre (1994-), skieur alpin français.
- Estelle Alphand (1995-), fille de Luc Alphand, vainqueur à Innsbruck aux Jeux olympiques de la jeunesse d'hiver de 2012 où elle emporte quatre médailles : une en or, deux en argent et une en bronze.
- Sam Alphand (1997-), skieur alpin français
- Arthur Bauchet (2000-) est médaillé d'argent aux Jeux paralympiques d'hiver de 2018, habite Briançon depuis 2016.
- Chiara Pogneaux (2002-), skieuse alpine française
- Nash Huot-Marchand (2006-), skieur alpin français
- Kévin Page (1975-), skieur alpin français

#### Monographies et ouvrages généraux
- Jacqueline Routier, Briançon à travers l'histoire, Gap, Société d'études des Hautes-Alpes, 1997, 712 p. (ISBN 2-85627-017-4).
- (it) Giovanni Collino, Le carte della Prevostura d'Oulx, raccolte e riordinati cronologicamente fino al 1300, Pignerol, Chiantore-Mascarelli, 1908, 411 p. (OCLC 252891256, lire en ligne).
- Françoise Deshairs et Véronique Faucher, Service du patrimoine de la ville de Briançon, Briançon, ville forte du Dauphiné : de l'Antiquité au traité d'Utrecht, Bruxelles, La Maison d'à-côté et Fortimédia, 2006, 88 p. (ISBN 2-930384-15-8).
- [Fournier 1892] Marcel Fournier, « Studium de Briançon : XVe siècle », dans Statuts et privilèges des universités françaises : Depuis leur fondation jusqu'en 1789, t. 3, Première partie :Moyen Âge, Paris, L. Larose et Forcel éditeurs, 1892 (lire en ligne), p. 441-442
- Paul Guillaume, Les premières fortifications de Briançon : documents inédits, Gap, Jouglard père et fils, 1879 (lire en ligne).
- Daniel Rops " Briançon, esquisse de géographie urbaine ", 1921, mémoire de thèse.
- Nathalie Nicolas, La guerre et les fortifications du Haut-Dauphiné, Aix-en-Provence, Presses universitaires de Provence, 2005 et 2013, 377 p. (ISBN 978-2-85399-611-2 et 9782821827677, lire en ligne).
- B. Rémy, F. Kayser, Inscriptions latines des Alpes : Alpes cottiennes (versant français), Bulletin d'Étude Prehistorique et Archéologique Alpine (Aoste), XVI, 2005, p. 95-121.= Cimmarosti E., Le iscrizioni di età romana sul versante italiano delle Alpes Cottiae, Barcelona 2012.
- Ganet I., 023 Briançon, Carte Archéologique des Hautes-Alpes, Paris, 1994.

#### Articles
- Jean-Dominique Merchet, « Vauban très fort ! », Libération,‎ 14 juillet 2008 (lire en ligne).
- Le Monde.fr avec AFP, « Douze fortifications de Vauban au Patrimoine mondial de l'Unesco », Le Monde,‎ 7 juillet 2008 (lire en ligne).
- Élisabeth Sauze, « Briançon, ville neuve », In Situ, revue des patrimoines, no 6,‎ 2005 (lire en ligne).
- Bénédicte de Wailly, "L'action royaliste dans les Hautes-Alpes, 1789-1800", [Bulletin de la Société d'Etudes des Hautes-Alpes, 2017]
- Briançon dossier La Vie Du Rail no 1427
- Bénédicte de Wailly, "Le voyage d'Embrun à Briançon aux XVIe et XVIIe siècles", dans Bulletin de la société d'études des Hautes-Alpes, 2020, p. 31-56.
- Daniel Schweitz, Raphaël Blanchard (1857-1919) : folkloriste de la Touraine et du Briançonnais, Paris, Éd. L’Harmattan, coll. Historiques, 2024, 98 p.

### Articles connexes

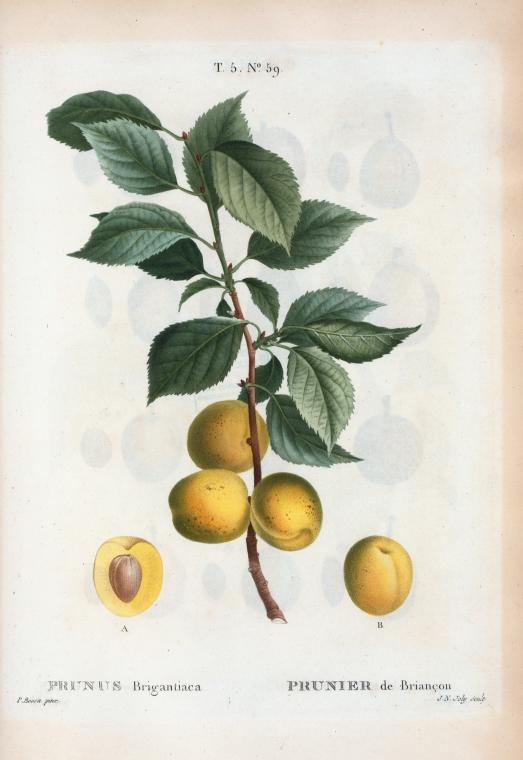
Prunier de Briançon par Pierre-Joseph Redouté.

#### Publication administratives
- SANDRE, « Torrent de la Cerveyrette (X0100500) », Service d'Administration Nationale des Données et Référentiels sur l'Eau.
- SANDRE, « La Clarée (X0000500) », Service d'Administration Nationale des Données et Référentiels sur l'Eau.
- SANDRE, « La Durance (X---0000) », Service d'Administration Nationale des Données et Référentiels sur l'Eau.
- SANDRE, « La Guisane (X0010500) », Service d'Administration Nationale des Données et Référentiels sur l'Eau.
- SANDRE, « Torrent de l'Orceyrette (X0110520) », Service d'Administration Nationale des Données et Référentiels sur l'Eau.